# Gründerzeitviertel

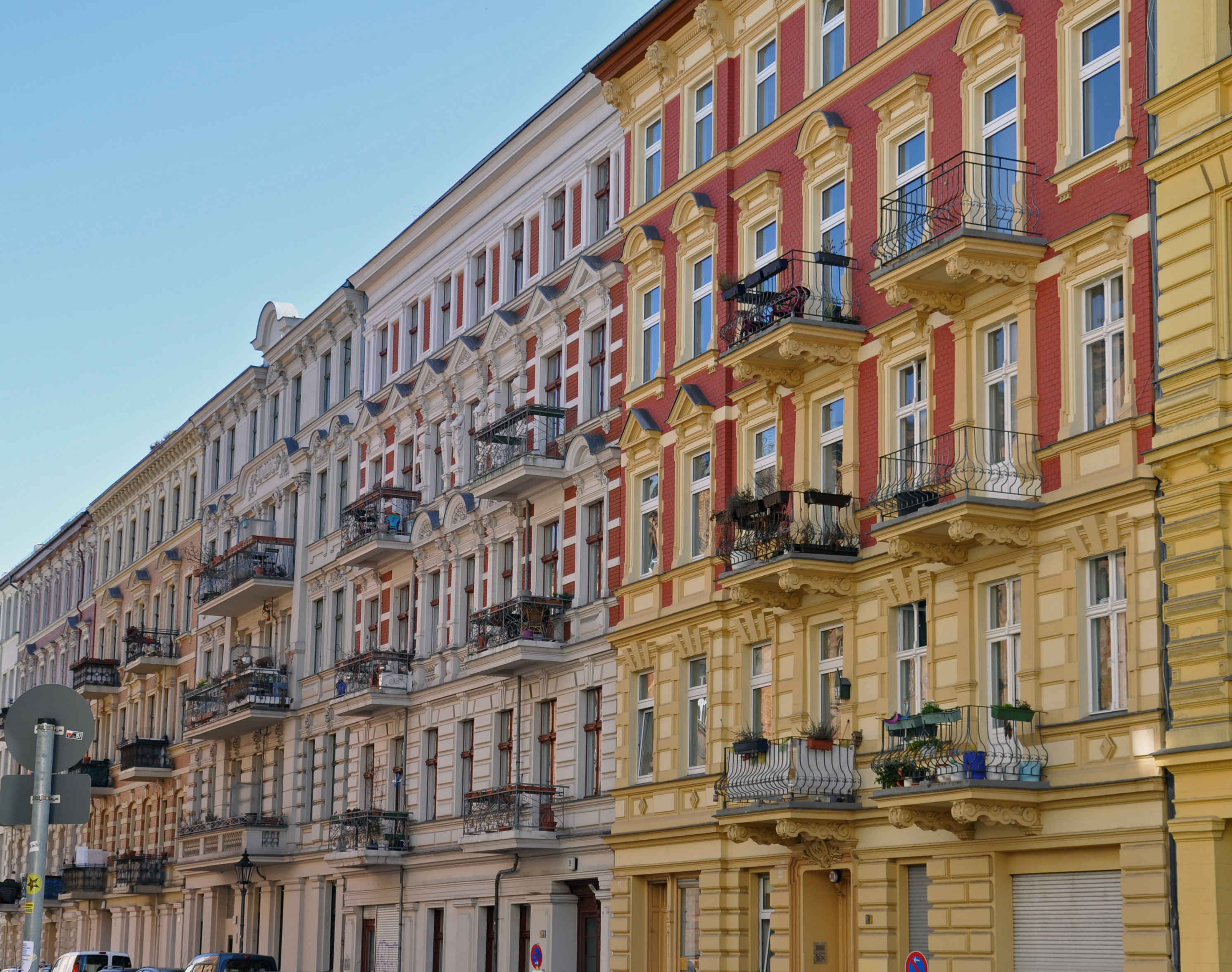
Typisches Gründerzeitviertel: Berlin-Kreuzberg

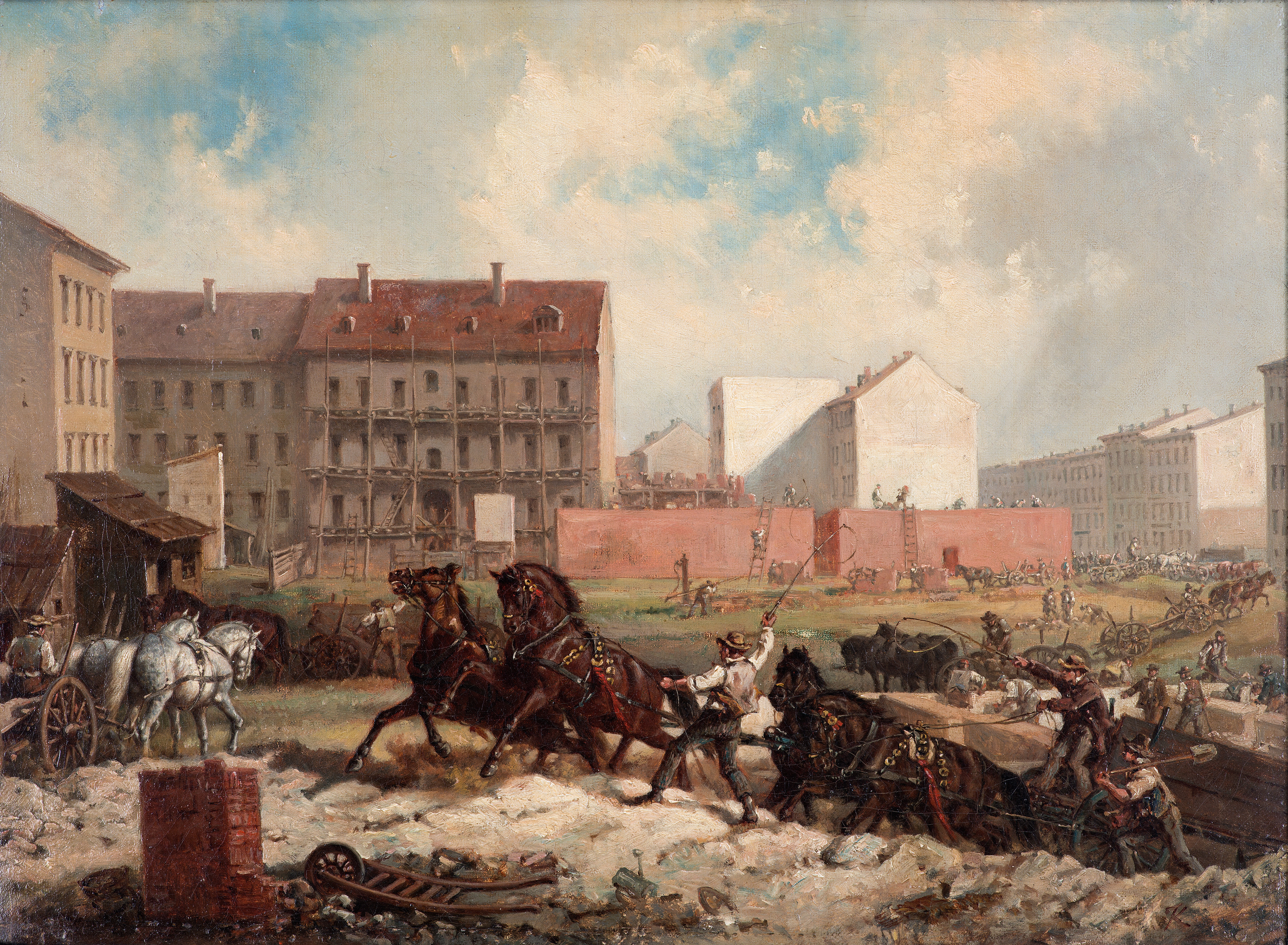
Tempo der Gründerjahre von Friedrich Kaiser,
Bau Berliner Mietskasernen, 1875

Ein Gründerzeitviertel oder Gründerzeitquartier ist ein Wohnviertel oder ein gemischtes Wohn- und Geschäftsviertel, dessen Bausubstanz aus der Gründerzeit stammt. Im weiteren Sinne ist es auch ein Viertel, das in jener Zeit entstand, obwohl es (kriegsbedingt) nur noch teilweise oder kaum die ursprüngliche Bausubstanz besitzt. Immobilienmakler tendieren dazu den Begriff auch im weitesten Sinne zu verwenden. Als Gründerzeitviertel werden nur Quartiere aus der Gründerzeit mit Blockrandbebauung bezeichnet, während Viertel mit Villen Villenviertel oder Villenkolonie genannt werden.
Der Begriff Gründerzeitviertel bezieht sich weniger auf die Größe eines Quartiers, aber immer auf die Epoche seiner Entstehung. In Metropolen, wie Berlin, Leipzig, Wien oder Budapest gibt es große, geschlossen erhaltene gründerzeitliche Bebauung, die sich weit über ein herkömmliches Viertel hinaus erstreckt, mitunter sogar über die Grenzen von Stadtteilen oder Stadtbezirken.
Über viele Jahrzehnte fristeten Gründerzeitviertel ein Schattendasein, als Ort billigen Wohnraums, weshalb sie sich in Metropolen im Laufe der Zeit häufig zu Szenevierteln entwickelten. Im 21. Jahrhundert rückten Gründerzeitviertel in den allgemeinen Fokus, wurden vielerorts saniert und werden seitdem als urban und hip empfunden. Gentrifizierung wurde im Zusammenhang mit Gründerzeitvierteln zum Schlagwort, die oftmals zu Vorzeige-Quartieren wurden, weshalb gleich mehrere Städte von sich behaupten, das größte Gründerzeitviertel Deutschlands zu haben.

## Geschichte

### Gründerzeit

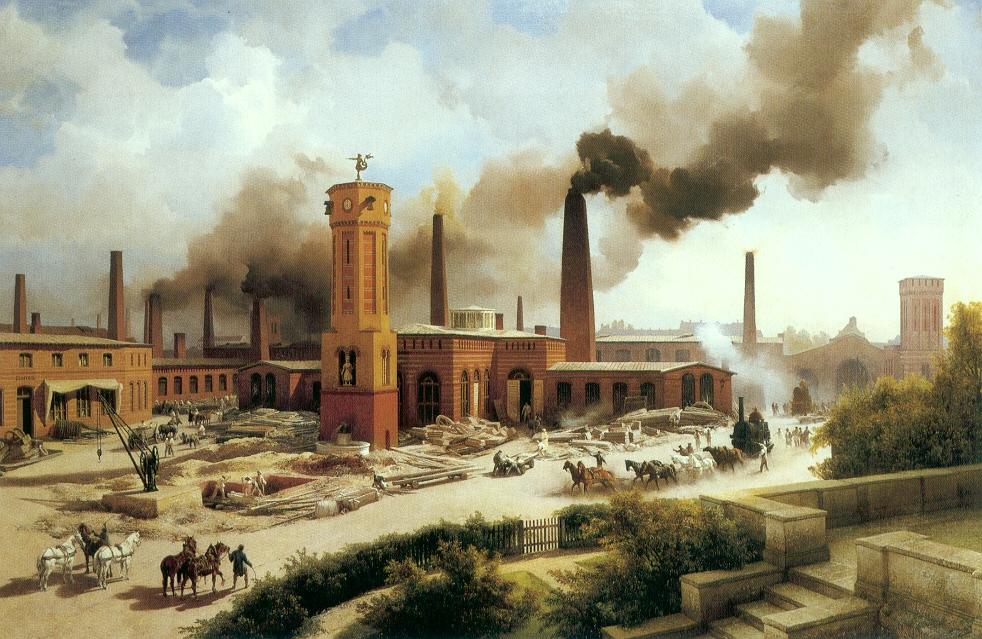
Gründerzeit: Borsig in Berlin, 1847

Mit Gründerzeit werden in der Wirtschafts- und Kunstgeschichte, auch innerhalb der Fachgebiete, sehr unterschiedliche Phasen bezeichnet. Im weitesten Sinne handelt es sich um den Zeitraum vom Beginn der breiten Industrialisierung Mitte des 19. Jahrhunderts bis zum Ersten Weltkrieg, der in Mitteleuropa der Zeit des Historismus entspricht.
In der Architekturgeschichte und im Städtebau wird mit Gründerzeit die Zeit der Hochindustrialisierung von 1870 bis 1914 im Deutschen Kaiserreich sowie in Österreich-Ungarn bezeichnet; im engeren Sinn die Jahrhundertwende, die etwa der Belle Époque entspricht.
Im österreichischen Wohnrecht sind Gründerzeitviertel genau definiert:

„Ein Gründerzeitviertel liegt vor, wenn die Lage eines Hauses zum Zeitpunkt des Abschlusses der Mietzinsvereinbarung noch zu mehr als 50 % aus Gebäuden besteht, die in der Zeit von 1870 bis 1917 errichtet wurden […] Das relevante Gebiet […] ist nicht ein ganzer Bezirk oder Stadtteil, sondern mehrere Wohnblöcke oder Straßenzüge mit einer gleichartigen Gebäudecharakteristik. Insbesondere kann, wenn in dem betroffenen Evaluierungsraum entsprechend viele Häuser aus der Zeit von 1870 bis 1917 mittlerweile Neubauten gewichen sind, auch ein ursprüngliches Gründerzeitviertel […] zu einer Wohnumgebung geworden sein, auf die die Beschränkung […] nicht mehr zutrifft.“

Es gibt auch Viertel, die mit ihrem Namen auf die Zeit ihrer Entstehung hinweisen (z. B. das Gründerzeitviertel in Schweinfurt).

### Nationale Unterschiede
Auch in anderen europäischen Ländern entstanden infolge von Industrialisierung und Landflucht große Vorstädte. Der in Deutschland und Österreich auch als Gründerzeitstil bezeichnete Historismus beschränkte sich jedoch außerhalb des Deutschen Kaiserreichs und Österreich-Ungarns hauptsächlich auf Kirchen, öffentliche Gebäude und Kurbäder (z. B. Aix-les-Bains, Vichy, Spa). Während planmäßige Vorstädte hier öfters schon vorher, in der Epoche des Klassizismus (1770–1840) errichtet wurden. In Deutschland war dies die Ausnahme, wie z. B. bei der Maxvorstadt in München (siehe: München). Auch die Schweiz wurde vom Klassizismus stark geprägt, während im nachfolgenden Stil des Historismus hauptsächlich nur Boulevards und Uferstraßen (Quais) entstanden. Im klassizistischen Stil erhielt auch Paris durch Georges-Eugène Haussmann sein heutiges Gesicht. Die ebenfalls häufig schon ab der ersten Hälfte des 19. Jahrhunderts entstandenen französischen Vorstädte sind schmucklos und trist, ohne die Pracht des Historismus, dessen Zeitspanne dort als Belle Époque bezeichnet wird.
Mit der Gründung Österreich-Ungarns 1867 bzw. des Deutschen Kaiserreichs 1871 begann hier erst später die ganz große Bautätigkeit. In Deutschland waren für die Entwicklung der Gründerzeitviertel auch die hohen Kriegsentschädigungen nach dem Deutsch-Französischen Krieg von 1870 bis 1871 maßgeblich, was wiederum die Bautätigkeit in Frankreich bremste.

### Entstehung der Viertel und Bauboom

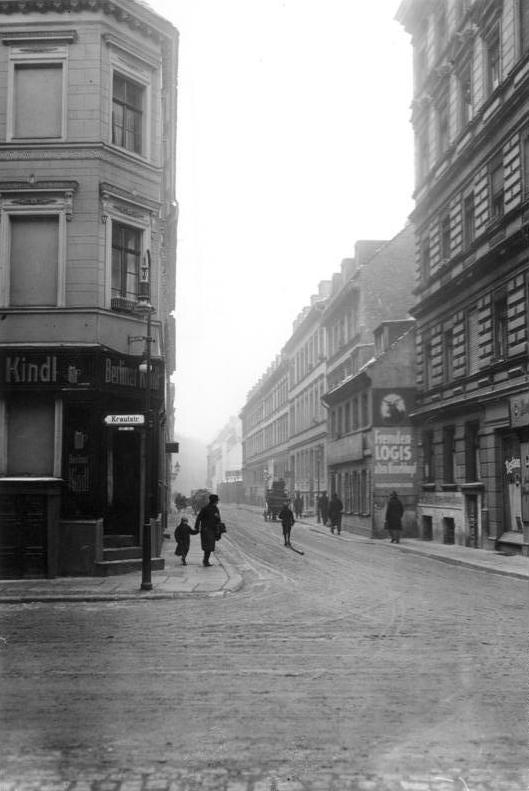
Straße mit drei Bebauungen auf rechter Seite:
(1) Alte Baulinie mit 2 Geschossen (Mitte);
(2) neue Baulinie mit 3
Geschossen (hinten) und
(3) mit 5 Geschossen (vorne),
Berlin-Friedrichshain, 1929

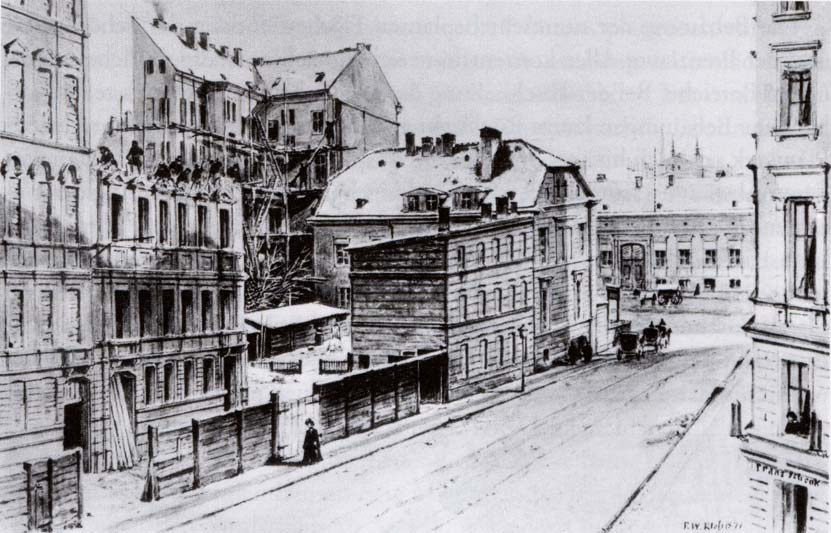
Gründerzeitbebauung verdrängt die kleinere Stadtrandbebauung vor den Toren Berlins, Prenzlauer Berg, 1871

Die Gründerzeitviertel entwickelten sich in Deutschland, insbesondere in Berlin, in einer ersten Bauphase nach der Reichsgründung 1871, bis es schließlich 1873 zum Gründerkrach kam.
In den 1880er Jahren erholte sich die Bauwirtschaft nur langsam. In den wirtschaftlichen Aufschwungjahren von 1895 bis 1913 kam es in Berlin zu einem beispiellosen Bauboom. In beschleunigten Bauverfahren, in ähnlicher Art wie mit heutigen Generalunternehmern, wurden hier Mietskasernen in nur einem halben Jahr errichtet. Während in vielen anderen deutschen Städten erst zu dieser Zeit Gründerzeitviertel aufgebaut wurden, ebenfalls in einem bisher nie dagewesenen Bauboom. Deshalb wird die Gründerzeit im architektonischen Sinn auch als Jahrhundertwende bezeichnet. Von dieser kurzen Bauphase werden bis heute viele Industrie- und Großstädte geprägt. Der Kernraum Berlins besteht fast ausschließlich aus Gründerzeitvierteln.
Die Viertel entstanden entweder auf dem Freiland um die Städte (Weichbild) oder sie verdrängten kleinere Bebauungen. Zudem erfolgten in der Gründerzeit auch Stadterweiterungen, die eng mit den Alt- bzw. Innenstädten verknüpft wurden.
Nach dem heutigen, deutschen Baugesetzbuch hätten damalige, hohe Gründerzeithäuser, die den Maßstab der zusammenhängenden, umgebenden Bauten sprengten, nicht entstehen dürfen:
§ 34 „Zulässigkeit von Vorhaben innerhalb der im Zusammenhang bebauten Ortsteile

(1) 1 Innerhalb der im Zusammenhang bebauten Ortsteile ist ein Vorhaben zulässig, wenn es sich nach Art und Maß der baulichen Nutzung, der Bauweise und der Grundstücksfläche, die überbaut werden soll, in die Eigenart der näheren Umgebung einfügt und die Erschließung gesichert ist.
2 Die Anforderungen an gesunde Wohn- und Arbeitsverhältnisse müssen gewahrt bleiben; das Ortsbild darf nicht beeinträchtigt werden.“

### Ausbeutung der Arbeiterschaft
Ein bekanntes Beispiel für die Ausbeutung der Arbeiterschaft waren die sogenannten Ziegelböhmen beim Bau der Wiener Ringstraße und der angrenzenden Gründerzeitviertel. Die Arbeiter schufteten in den Ziegeleien im Süden Wiens, im Bezirk Favoriten. Dazu kamen die Mörtelmischerinnen, die sogenannten Maltaweiber oder Meutaweiba und die Sandler – letztere wurden zu einem Begriff der Obdachlosigkeit.
Erst gegen Ende der 1880er Jahre kam es zu ersten Verbesserungen für die Arbeiterschaft im Süden Wiens. Der Arzt und spätere Mitbegründer der österreichischen Sozialdemokratie Victor Adler lenkte die Aufmerksamkeit auf die Missstände. Infolge des Streiks der Ziegelarbeiter 1895 kam es zu weiteren Verbesserungen der Arbeitsbedingungen, der Entlohnung sowie der Abschaffung der Sonntagsarbeit.

### Administrative Entwicklung

Die seinerzeit selbstständigen Dörfer Wilmersdorf und Schöneberg vor den Toren Berlins, 1860, kurz vor Aufbau der Gründerzeitviertel

Durch den Aufbau von Gründerzeitvierteln wuchsen auch Orte außerhalb der damaligen Stadtgrenzen der Metropolen stark an und wurden im Laufe der Zeit meist eingemeindet, nachdem sie bereits zuvor öfters zu Städten oder sogar kreisfreien Städten erhoben und zu Großstädten angewachsen waren. Deshalb tragen gründerzeitlich strukturierte Stadtteile (in Berlin Ortsteile genannt) oder Stadtbezirke häufig die Namen einstiger Dörfer oder Städte, wie in Berlin z. B. Charlottenburg, Wilmersdorf und Schöneberg oder in Frankfurt am Main Bockenheim, Bornheim und Sachsenhausen.
In Berlin wurden 1920 nahezu alle heute zur Stadt gehörenden Ortsteile eingemeindet und mit der ursprünglichen Stadt Berlin zu Groß-Berlin zusammengefasst (ein Vorgang der in Paris ausblieb). In Hamburg wurden zunächst die inneren Vorstädte, in denen sich die Gründerzeitviertel befinden, 1894 eingemeindet. Die Wiener Vorstädte wurden in der zweiten Hälfte des 19. Jahrhunderts schrittweise eingemeindet.

### Deutschsprachige und jüdische Oberschicht

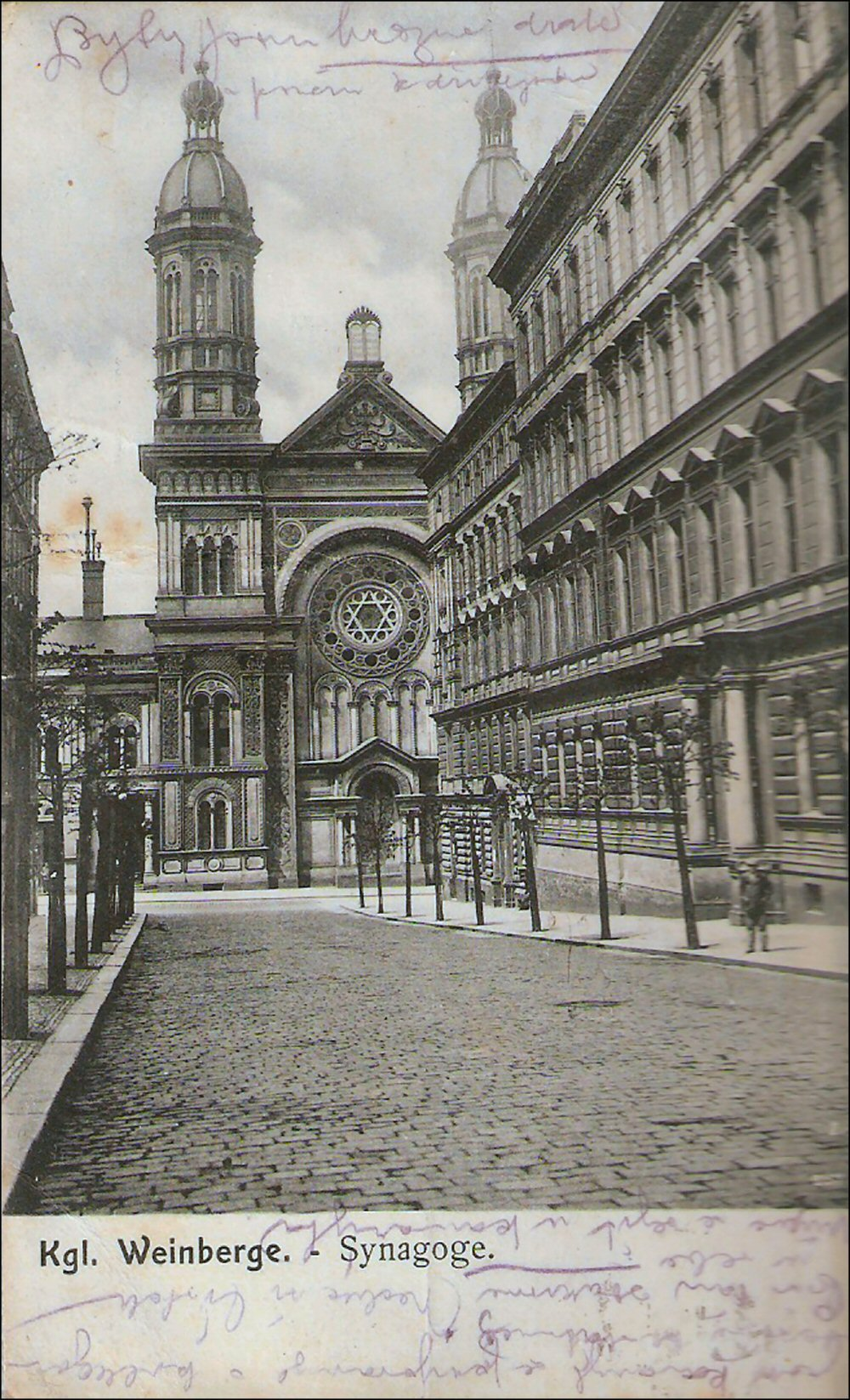
Synagoge Prag-Vinohrady, Königliche Weinberge

Gründerzeitviertel in Österreich-Ungarn wurden maßgebend von der deutschsprachigen und jüdischen Oberschicht geprägt. Juden prägten auch viele Gründerzeitviertel im Deutschen Kaiserreich, wie z. B. die Spandauer Vorstadt oder den Prenzlauer Berg in Berlin, den Hamburger Bezirk Eimsbüttel, mit seinem jüdischen Zentrum im Grindelviertel oder das weithin kriegszerstörte Ostend in Frankfurt a. M.

### Größte Städte der Welt am Ende der Gründerzeit
Gegen Ende der Gründerzeit gehörten die beiden größten Städte des deutschen Kaiserreichs und die beiden größten Städte Österreich-Ungarns zu den 15 größten Städten der Welt.
| Die größten Städte der Welt um 1910 Nach Platz 6 Auswahl | Die größten Städte der Welt um 1910 Nach Platz 6 Auswahl | Die größten Städte der Welt um 1910 Nach Platz 6 Auswahl | Die größten Städte der Welt um 1910 Nach Platz 6 Auswahl | Die größten Städte der Welt um 1910 Nach Platz 6 Auswahl | Die größten Städte der Welt um 1910 Nach Platz 6 Auswahl |
| Rang                                                     | Name                                                     | Region                                                   | Einwohner                                                | Stand                                                    |                                                          |
| -------------------------------------------------------- | -------------------------------------------------------- | -------------------------------------------------------- | -------------------------------------------------------- | -------------------------------------------------------- | -------------------------------------------------------- |
| 1.                                                       | London                                                   | Vereinigtes Königreich                                   | 7.160.441                                                | 1911                                                     |                                                          |
| 2.                                                       | New York City                                            | Vereinigte Staaten                                       | 4.766.883                                                | 1910                                                     |                                                          |
| 3.                                                       | Paris                                                    | Frankreich                                               | 2.888.110                                                | 1911                                                     |                                                          |
| 4.                                                       | Chicago                                                  | Vereinigte Staaten                                       | 2.185.283                                                | 1910                                                     |                                                          |
| 5.                                                       | Wien                                                     | Österreich-Ungarn                                        | 2.083.630                                                | 1910                                                     |                                                          |
| 6.                                                       | Berlin                                                   | Deutsches Kaiserreich                                    | 2.071.257                                                | 1910                                                     |                                                          |
| 13.                                                      | Hamburg                                                  | Deutsches Kaiserreich                                    | 931.035                                                  | 1910                                                     |                                                          |
| 15.                                                      | Budapest                                                 | Österreich-Ungarn                                        | 880.371                                                  | 1910                                                     |                                                          |
| 16.                                                      | Shanghai                                                 | China                                                    | 832.500                                                  | 1910                                                     |                                                          |

## Beschreibung der Gründerzeitviertel

### Vorkommen
Gründerzeitviertel sind typische Großstadtviertel, insbesondere der Metropolen und Handelsstädte sowie der klassischen Industriestädte (z. B. Fürth, Schweinfurt), in denen sie auch in Kleinstädten vorkommen (z. B. Oelsnitz/Vogtl.). Zudem findet man Viertel aus der Gründerzeit in bedeutenden Kurstädten (z. B. Wiesbaden, Karlsbad), während sie in Beamtenstädten kaum vorkommen, da zu ihrer Errichtung, mit repräsentativen Fassaden, viel Kapital von privaten Investoren nötig war. In Beamten- und Eisenbahnerstädten entstanden meist nur einfachere Viertel für Eisenbahnarbeiter in Bahnhofsnähe (z. B. Grombühl in Würzburg).

### Lagen in der Stadt

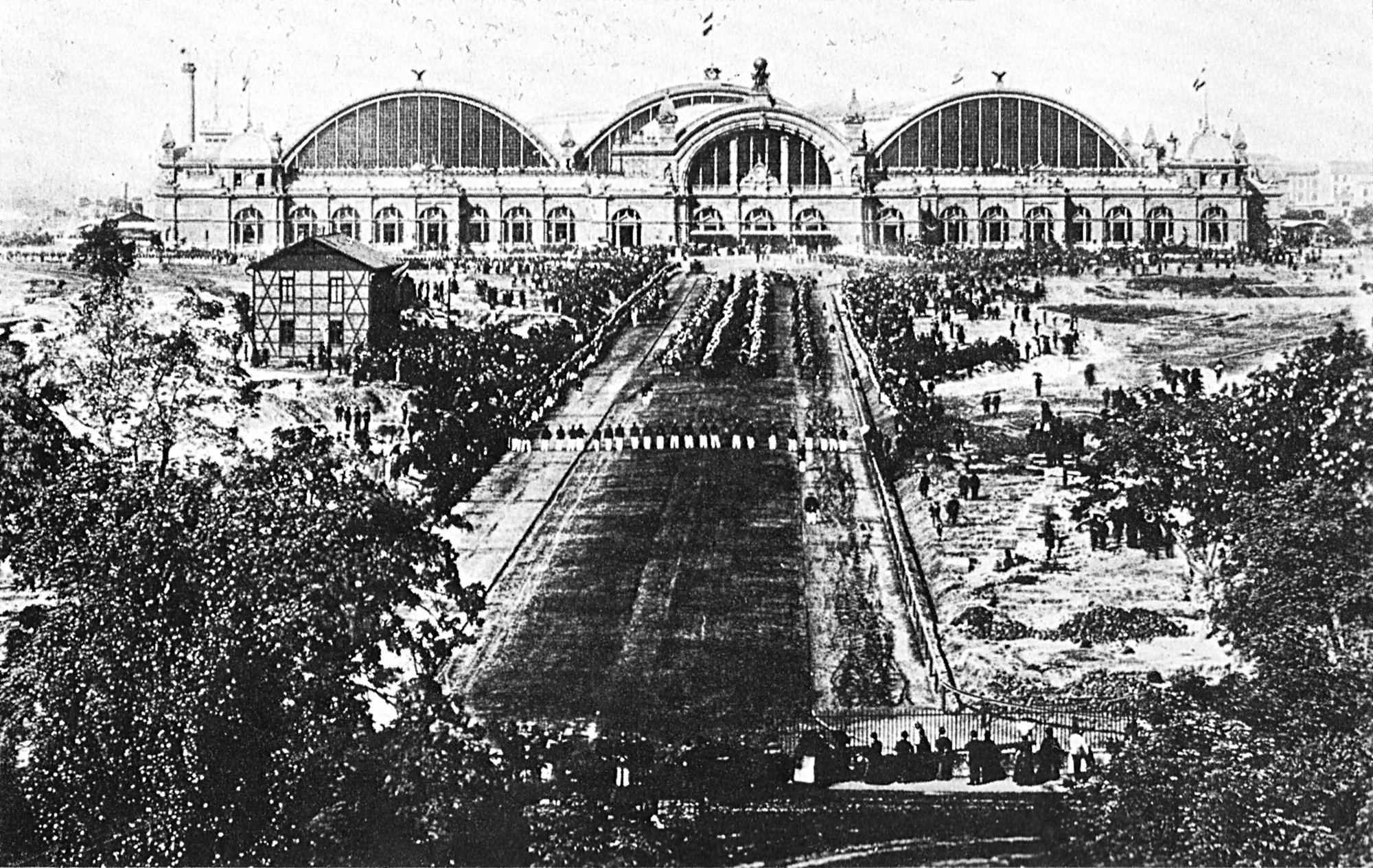
Hauptbahnhof Frankfurt a. M. mit der Kaiserstraße, vor dem Aufbau des Bahnhofsviertels, 1889

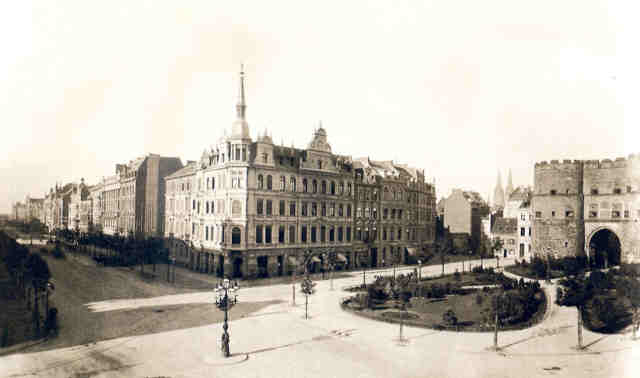
Gründerzeitbebauung an den Kölner Ringen, vor der Hahnentorburg

Gründerzeitviertel lagern sich um die historischen Stadtkerne aus dem Mittelalter oder der Frühen Neuzeit (ab 1500). Dazwischen, auf den Arealen der Wallanlagen, die vor den Stadtmauern lagen, wurden häufig Ringparks angelegt oder Ringstraßen mit großer Gründerzeitbebauung (z. B. Kölner Ringe). In Wien wurde auf dem vor den Wallanlagen liegenden Glacis die Wiener Ringstraße angelegt. Auf dem wiederum vor den Glacis liegenden Festungsrayons entstand der Kölner Grüngürtel, der nicht mehr mit der Gründerzeit in Zusammenhang steht, sondern erst in den 1920er Jahren angelegt wurde.
Die neu angelegten Ringstraßen und Boulevards orientierten sich oft nach dem Pariser Vorbild der Grands Boulevards. Diese entstanden jedoch bereits vor der Gründerzeit, so wie auch die Pariser Boulevards Haussmanns (siehe: Nationale Unterschiede).
Häufig liegen Gründerzeitviertel im Umfeld von Bahnhöfen und sind mit Prachtstraßen an die Altstädte angebunden, wie in Frankfurt a. M. das Bahnhofsviertel über die Kaiserstraße oder in Görlitz die Innenstadt (ehem. Vorstädte) über die Berliner Straße.
Gründerzeitviertel bilden auch Brückenköpfe auf der der Altstadt gegenüberliegenden Flussseite (z. B. Dresdner Neustadt oder Sachsenhausen in Frankfurt a. M.).

### Erweiterte Citygebiete

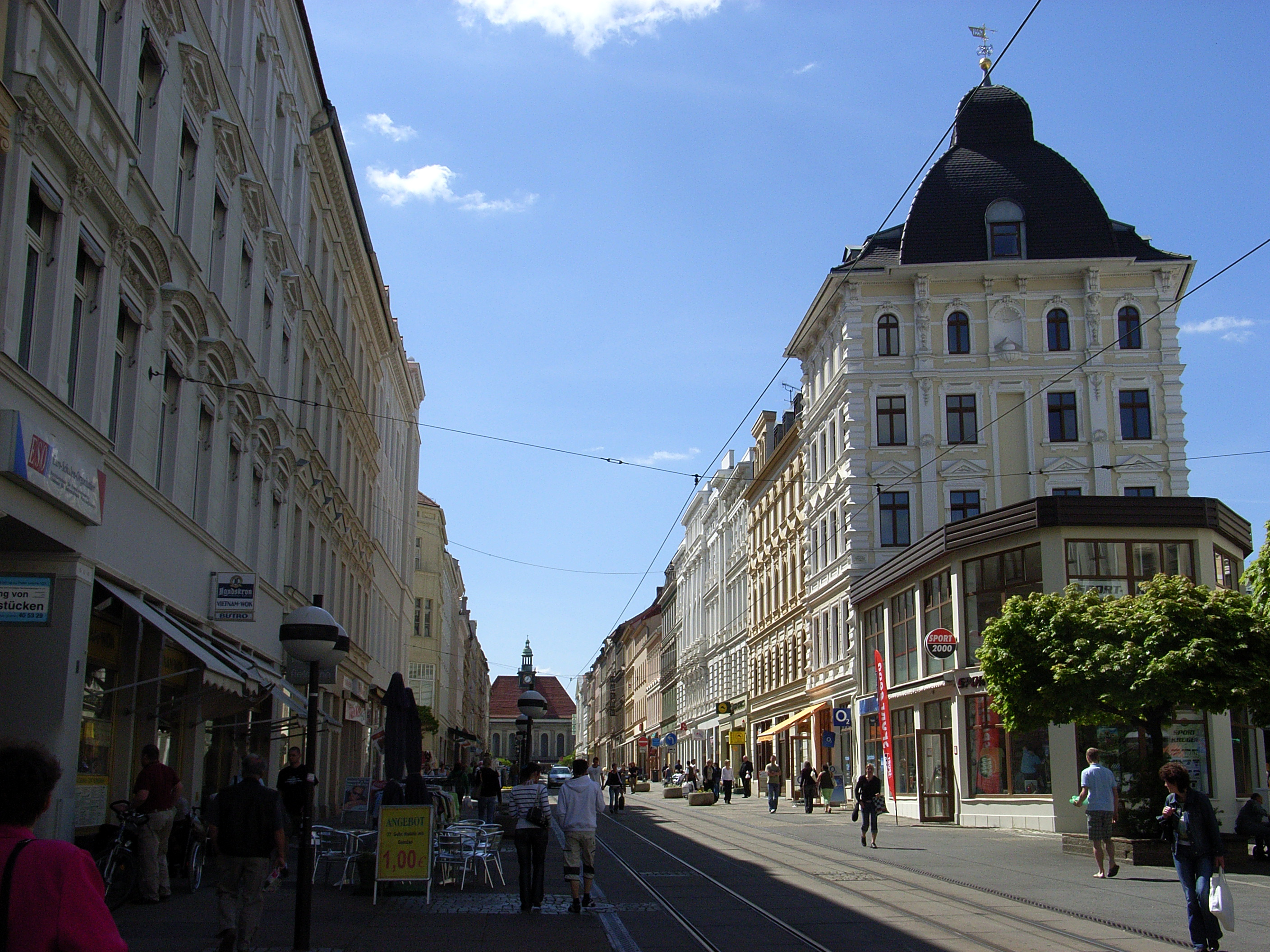
…und in der Görlitzer Innenstadt: Berliner Straße mit Blick auf Bahnhof

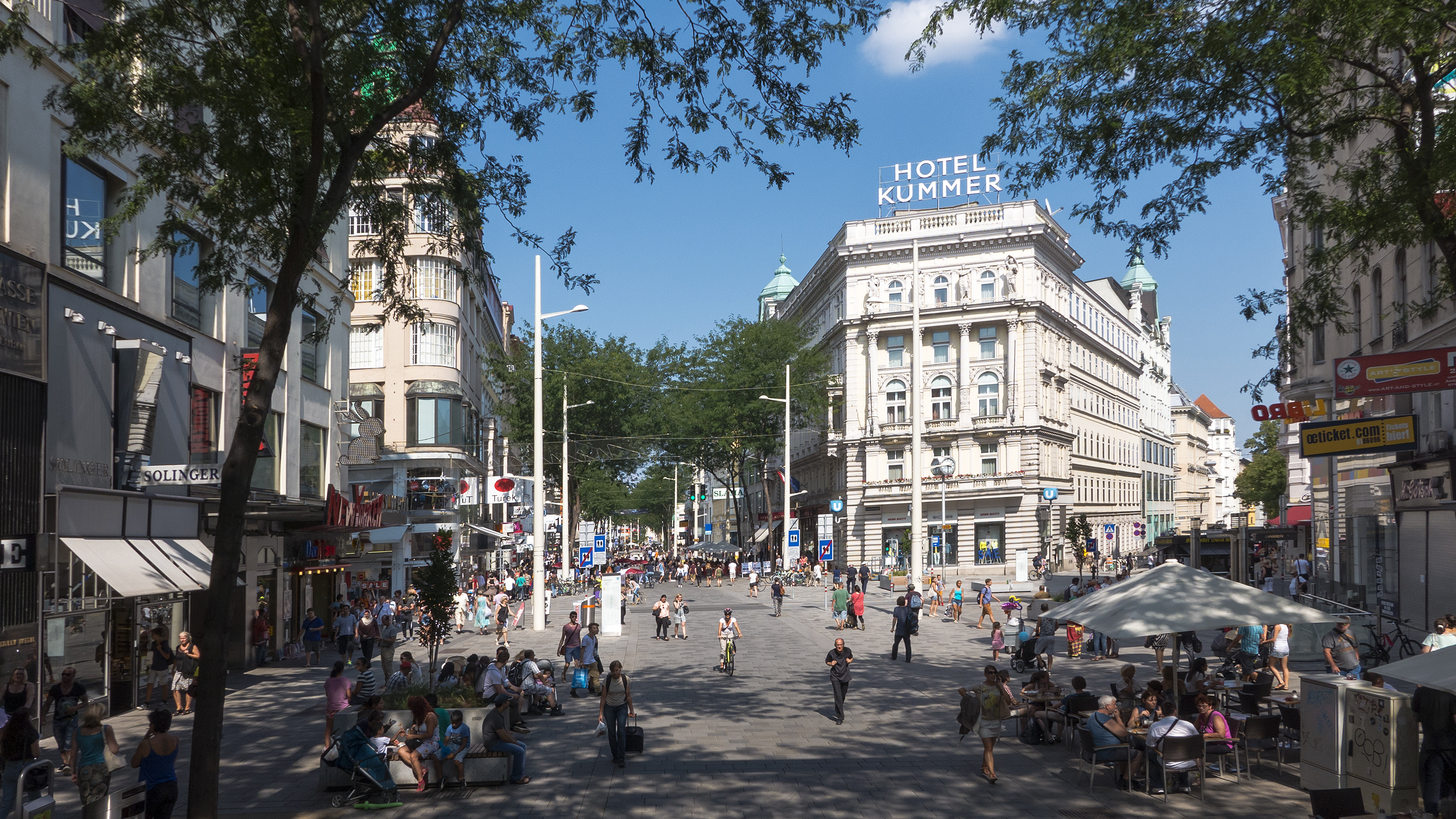
Erweitertes Citygebiet in Wien: Mariahilfer Straße…

Gründerzeitviertel entwickelten sich im Laufe der Zeit öfters zu neuen Citygebieten, in Konkurrenz zu den Altstädten, wie der Hohenzollernring in der Kölner Neustadt-Nord. Diese Entwicklung vollzog sich insbesondere bei Lagen in Nähe von Bahnhöfen, wie in Wien (Mariahilfer Straße), München (Schützenstraße), Görlitz (Berliner Straße) u. a. Die Bahnhofstrasse in Zürich wurde bereits von Anfang an als Hauptgeschäftsstraße geplant (siehe: Bahnhofstrasse Zürich).
Der Schnittpunkt der ehemaligen Berliner Vorstädte bzw. Gründerzeitviertel Charlottenburg, Wilmersdorf und Schöneberg entwickelte sich seit Anfang des 20. Jahrhunderts zum Neuen Westen, mit dem Kaufhaus des Westens, heute City West genannt.

### Öffentlicher Personennahverkehr
Gründerzeitviertel sind meistens sehr gut in den öffentlichen Personennahverkehr eingebunden. In großen Städten wurden sie immer mit Stadtbahnen, S-Bahnen oder mit Straßenbahnen erschlossen. Auch in kleineren Städten wurden Viertel, Bahnhöfe oder Boulevards der Gründerzeit an die Stadtzentren mit Straßenbahnen angebunden, die hier in Westdeutschland stillgelegt wurden. Auf Ringstraßen wurden Straßenbahnen als Ringlinien angelegt (z. B. Ringstraßenbahn Naumburg) oder sogar Stadtbahnen, wie am Wiener Gürtel. In Budapest wurde im VI. Bezirk Terézváros (Theresienstadt) 1896 als erste U-Bahn Kontinentaleuropas die Linie M1 eröffnet.
- ÖPNV in Gründerzeitvierteln

"ÖPNV
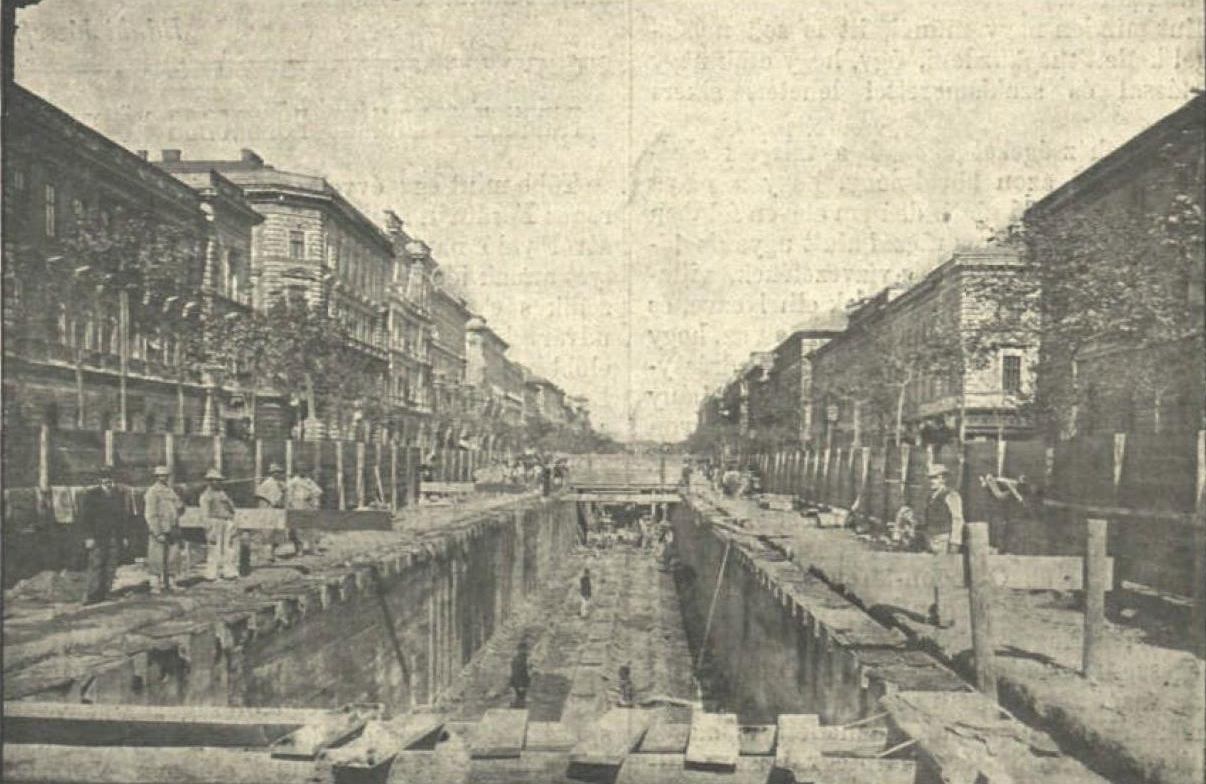
Bau der U-Bahn Linie M1 Budapest-Terézváros. Theresienstadt (heute noch in Betrieb), 1896
Dampfstraßenbahn Berlin-Schöneberg, 1898
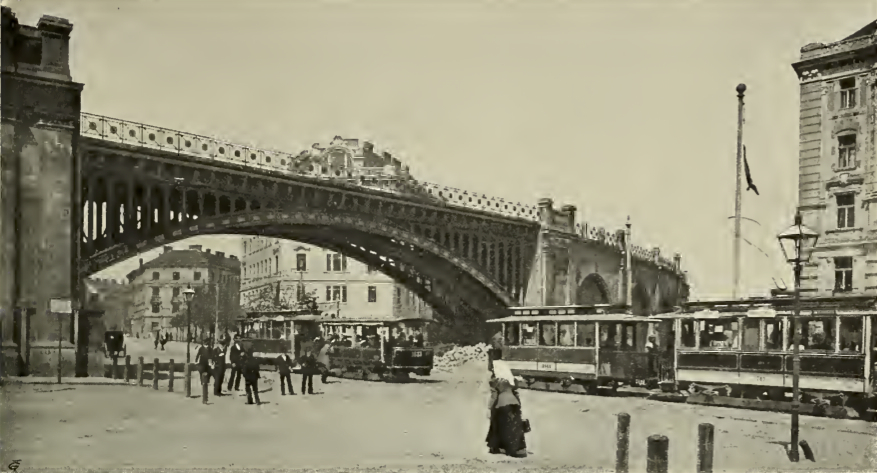
Straßenbahn kreuzt Stadtbahn (Hochbahn), Wiener Gürtel, (heute noch in Betrieb), um 1905
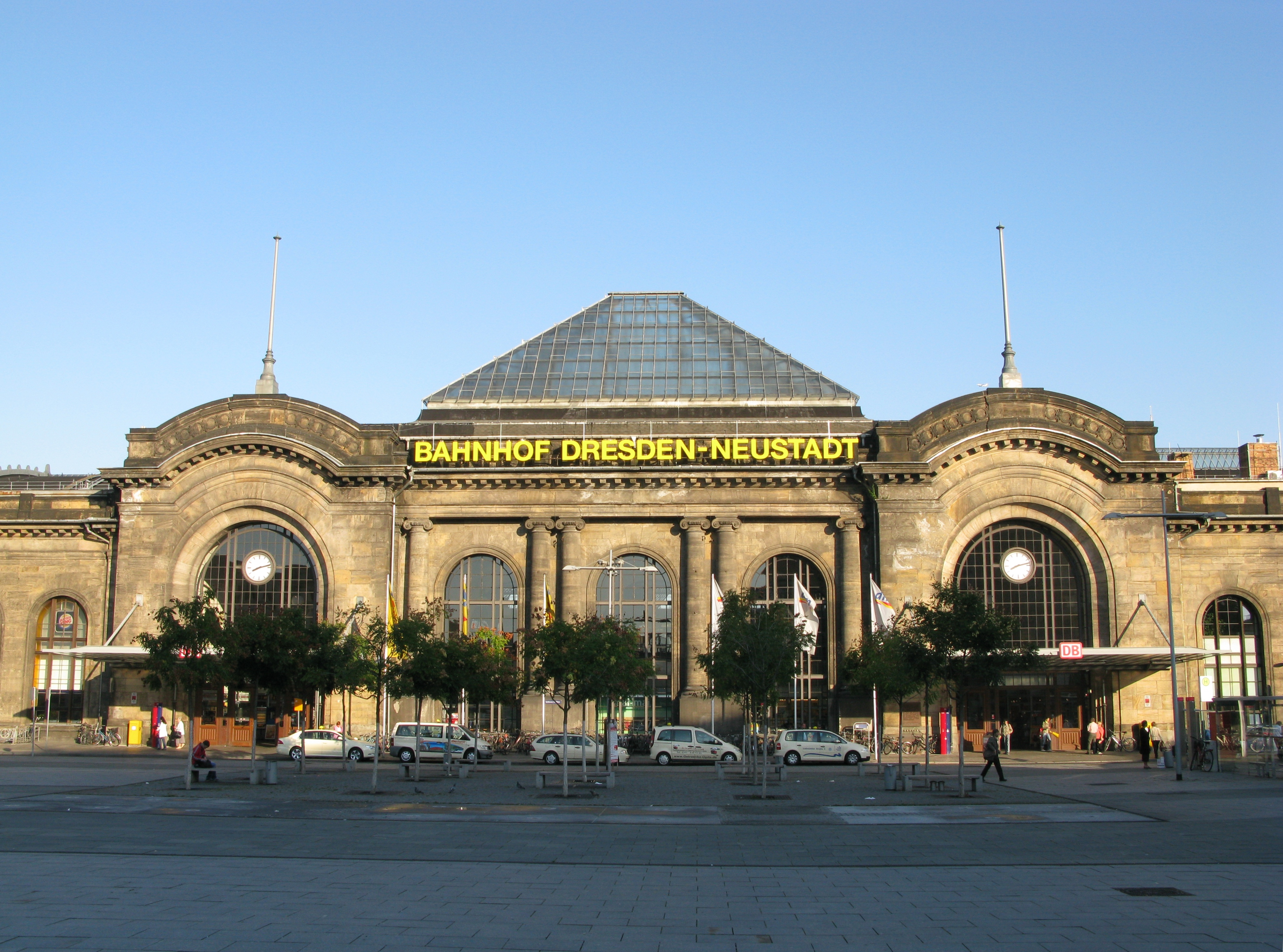
Bahnhof Dresden-Neustadt, 2009

### Städtebau

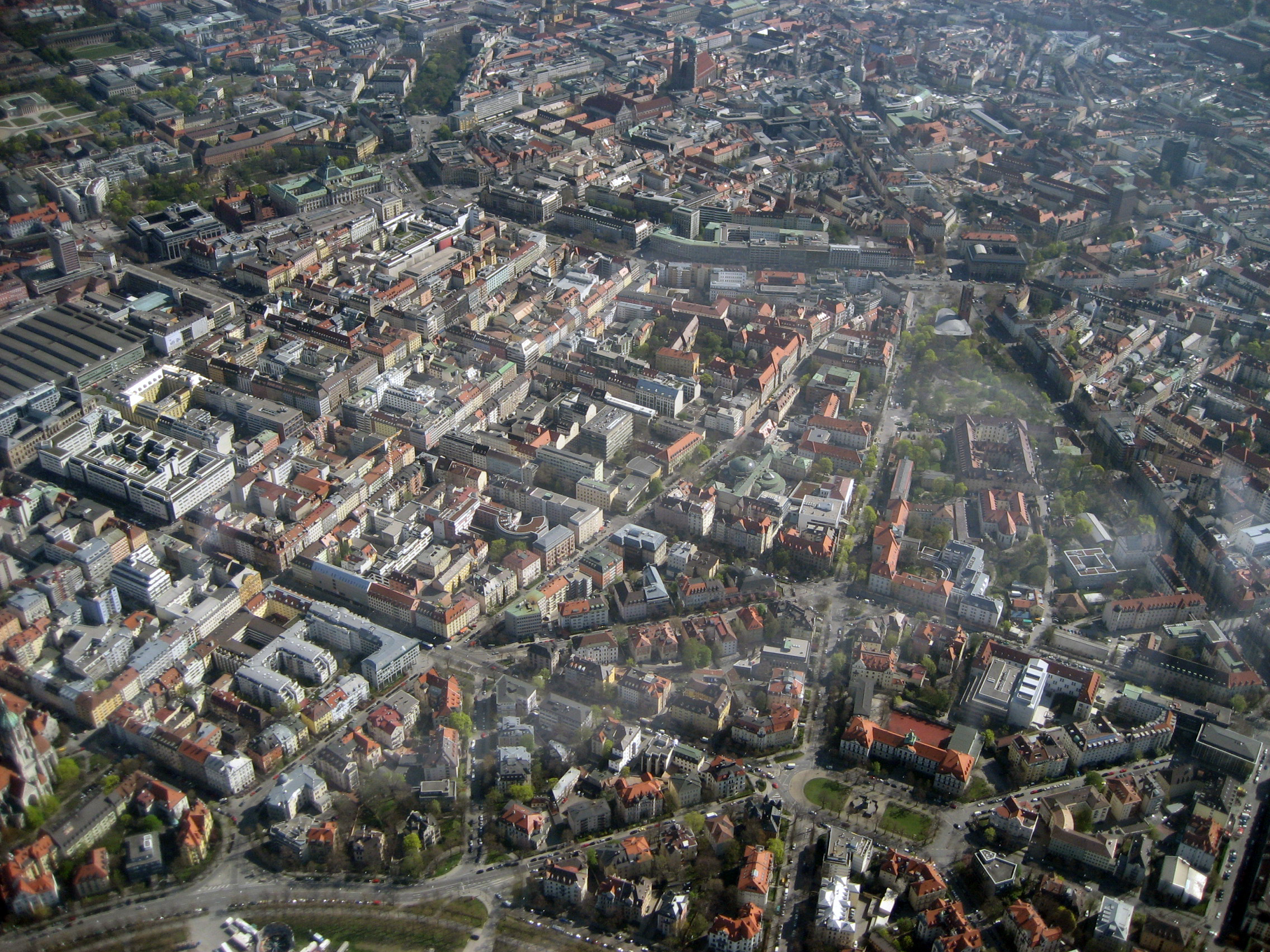
Unterschiedliche Strukturen in der Ludwigsvorstadt in München. Links: schachbrettartiges Bahnhofsviertel; rechts: Sternplatz im Wiesenviertel

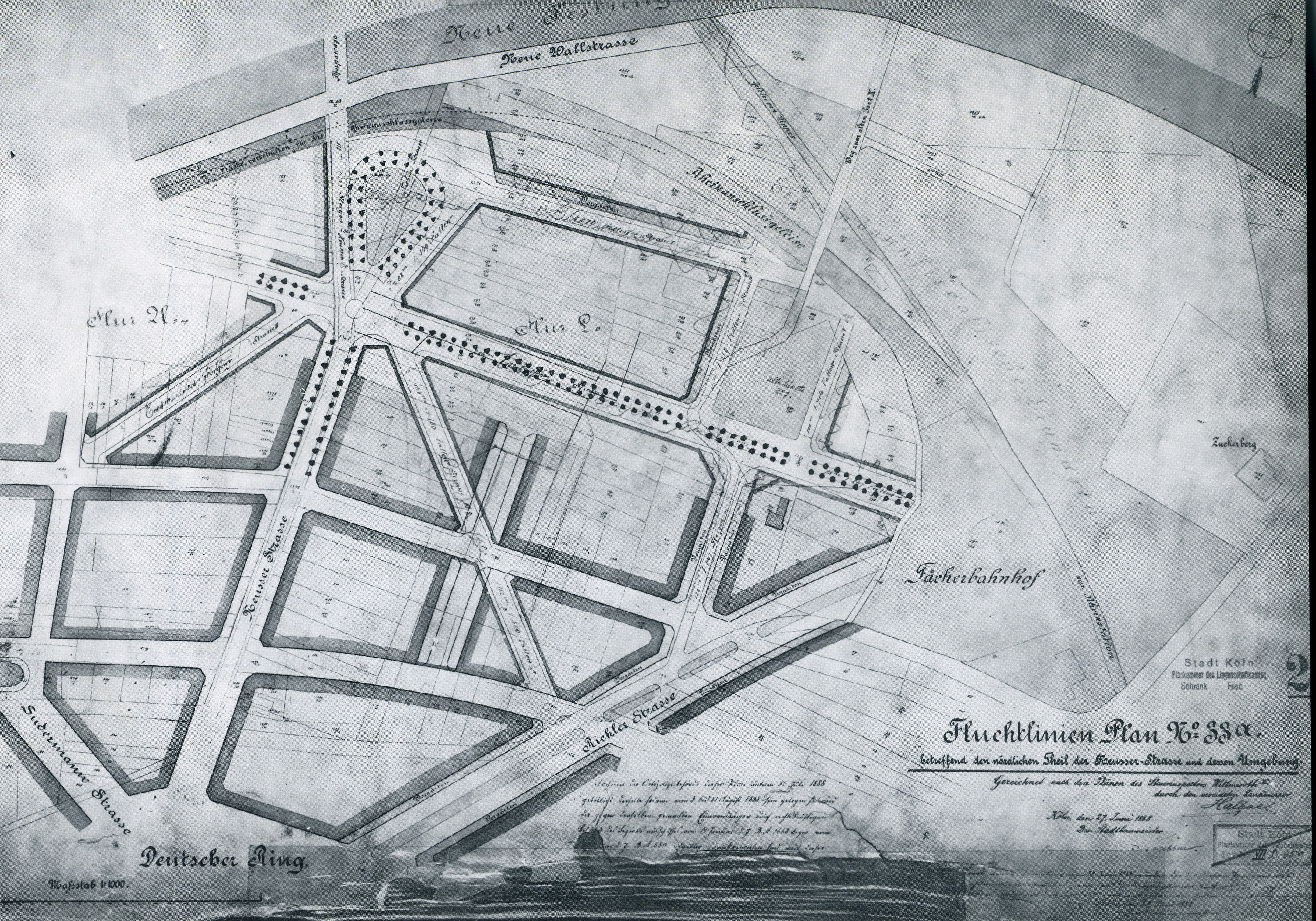
Stadterweiterung Neustadt-Nord
in Köln, Plan von 1888

Zentrales Merkmal der Gründerzeitviertel ist das geometrische Straßenraster mit Baublöcken; typisch ist auch die Integrierung von Sternplätzen (siehe Foto ganz rechts). Die Blockrandbebauung wurde mit oder ohne Vorgartenzone ausgeführt, meist mit vier oder fünf Geschossen, mit hohen Geschosshöhen. Im Innenbereich Berlins kommen auch sechs Geschosse vor, allerdings wurden hier der Bauhöhe Grenzen gesetzt (Berliner Traufhöhe). Die Viertel besitzen in Großstädten öfters eine Bevölkerungsdichte von über 10.000 Einwohnern pro Quadratkilometer.
Gründerzeitviertel sind heute meist reine Wohngebiete oder Mischgebiete. Ursprünglich wurden die Hinterhöfe auch für kleineres Gewerbe geplant, das teilweise bis heute noch vorhanden ist. Geschäfte finden sich meist nur in Erdgeschossen entlang der Hauptverkehrsstraßen, an zentralen Plätzen oder in citynahen Lagen, während die Gastronomie auch über die Fläche verteilt ist. Gründerzeitviertel gelten in neuerer Zeit als Stadtquartiere mit einer hohen Urbanität.

#### Carstenn-Figur

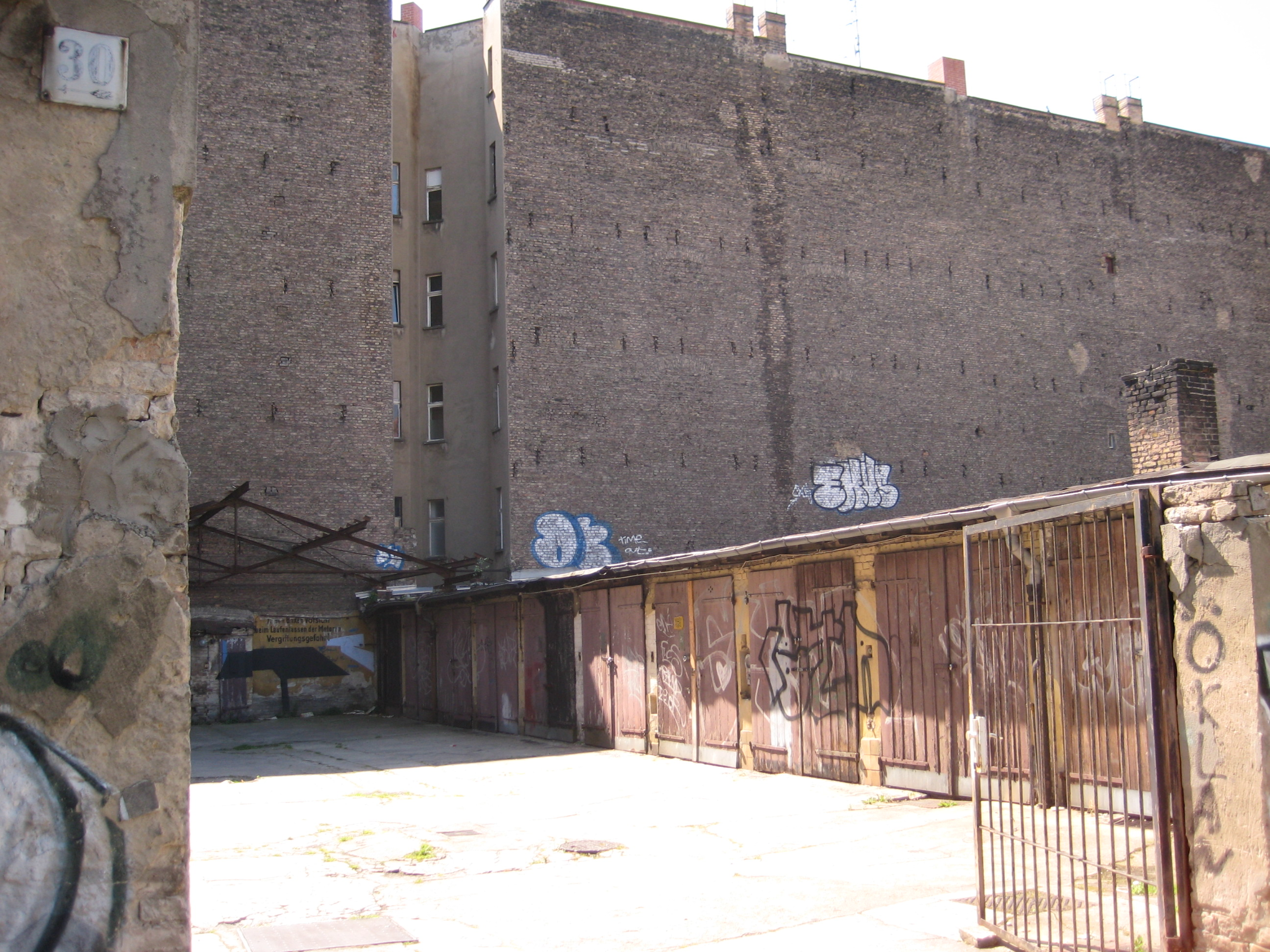
Brandwand, sichtbar durch Kriegszerstörungen, bei einem Schlitzbau in Berlin-Prenzlauer Berg

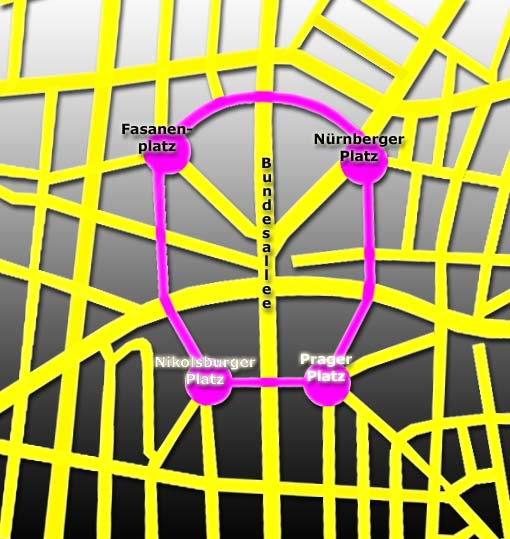
Carstenn-Figur in Berlin-Wilmersdorf im heutigen Straßennetz

Als Carstenn-Figur werden in Berlin städtebauliche Strukturen mit einer Allee in der Mitte und einem umlaufenden Straßenzug mit vier Plätzen bezeichnet. Der private Immobilienunternehmer und Stadtentwickler Johann Anton Wilhelm von Carstenn plante 1870 die erste Figur dieser Art im heutigen Ortsteil Wilmersdorf und kurz danach im heutigen Ortsteil Friedenau.

#### Brandschutz
Auf Brandschutz wurde in den Gründerzeitvierteln bereits besonderer Wert gelegt. Charakteristisch für die Viertel sind die in Baulücken sichtbaren, großen Brandwände, die in Metropolen entlang der S-Bahn-Strecken häufig Werbung tragen. Stadtbrände kamen in Gründerzeitvierteln kaum mehr vor und selbst bei Bombenangriffen im Zweiten Weltkrieg gelang es dort meist nicht einen Feuersturm zu entfachen, so auch nicht in Berlin, trotz vieler Luftangriffe auf die Stadt.

#### Berliner Mietskasernen
Die typische Berliner Mietskaserne bestand aus Vorderhaus, zwei Seitenflügeln und Hinterhaus. Die Seitenflügel wurden spiegelverkehrt um eine Brandwand mit den Seitenflügeln der benachbarten Mietskasernen zusammengebaut und hatten daher nur Fenster zum eigenen Hinterhof. Wenn mehrere Hinterhöfe miteinander verbunden wurden, waren auch die Hinterhäuser in gleicher Weise aneinander gebaut, nur mit Fenstern zu einem Hof. Die Hinterhöfe bestanden in extremen Fällen nur aus größeren Lichtschächten, nach Polizeivorschrift mindestens 5,34 m × 5,34 m, sodass eine pferdegezogene Feuerwehrspritze wenden konnte. In ihnen wurde öfters der Müll entsorgt. Die Wohnungen hatten keine Bäder und gemeinsame Etagenklos. Berlin wurde als größte Mietskaserne Europas bezeichnet.
Die Missstände wurden vom Maler und Fotografen Heinrich Zille sozialkritisch dargestellt, bekannt als Zilles Milljöh. Dieser Ausdruck wurde zum Synonym für das Elend in den Hinterhöfen Berliner Mietskasernen.
Beim Bautyp des Gewerbehofs waren Wohnen und Arbeiten nicht getrennt. Bekanntestes Beispiel und Inbegriff der Mietskaserne wurde der Meyers Hof im ehemaligen Bezirk Wedding.

Berliner Mietskasernen
Entwicklung der Bebauung eines Grundstücks zur Mietskaserne (BZ = Berliner Zimmer)
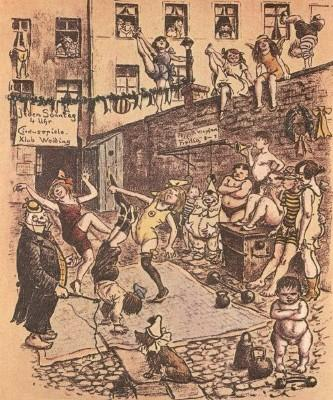
Zilles Milljöh: „Circusspiele Klub Wedding“
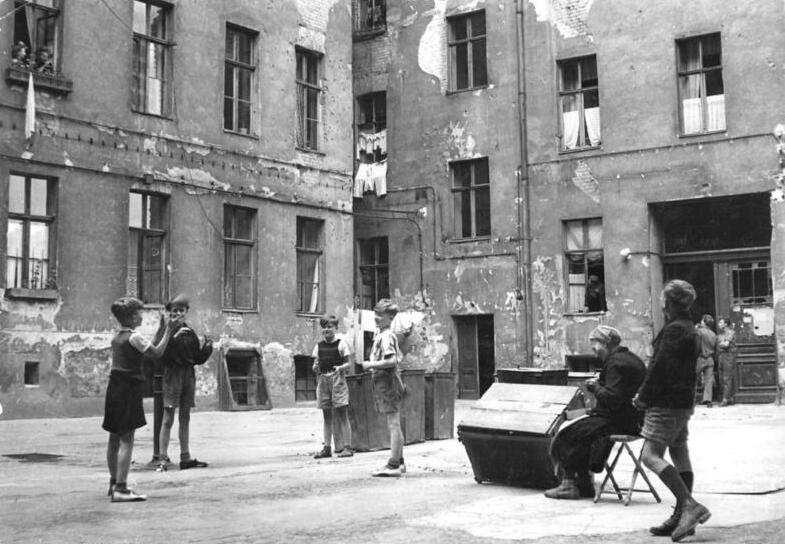
Hinterhof, 1952

Ab 1897 gab es Vorschriften für größere Innenhöfe, die sich nun zwei Nachbargrundstücke teilen mussten, um einen Hof mit zwei Seitenflügeln zu verhindern. Statt drei Viertel durften nun nur noch zwei Drittel des Grundstücks bebaut werden, was immer noch eine sehr hohe Grundflächenzahl ergab.
Die Häuser ähnelten sich nun immer mehr. Das typische fünfgeschossige Vorderhaus besaß im Erdgeschoss zwei Ladengeschäfte, darüber pro Etage zwei Wohnungen, eine mit Berliner Zimmer. Die Mietskaserne hatte nun 30–40 Wohnungen. Die Vorderhäuser wurden mit Fliesen und Stuck reich verziert.

#### Viertel für das Bürgertum
Neben repräsentativen Vorderhäusern wurden für das Bürgertum auch ganze Vorstädte angelegt, wie das Lehel in München. Zudem entstanden auch einzelne Quartiere für Besserverdienende innerhalb von Gründerzeitvierteln, wie nach 1900 der Schillerkiez in Berlin-Neukölln. Er verfügt über breite Alleen, begrünte Plätze und Häuser mit hohem Wohnkomfort, mit Bädern, Balkons, Erkern und großen, gemeinsamen, begrünten Hinterhöfen für mehrere Häuser, heute mit großem Baumbestand.
Das Bayerische Viertel in den heutigen Berliner Ortsteilen Schöneberg und Wilmersdorf wurde zwischen 1900 und 1914 für ein großbürgerliches Publikum errichtet und war Anziehungspunkt für jüdische Bürger, Künstler und Intellektuelle (Albert Einstein). Das Quartier mit Schmuckplätzen, einem U-Bahnhof und Häusern im süddeutschen Renaissancestil (Alt-Nürnberger Bauweise) mit eleganten Fassaden, bis zu 250 m² großen Wohnungen mit Empfangsräumen und Vorgärten wurde im letzten Krieg zu 75 % zerstört.

Viertel für das Bürgertum
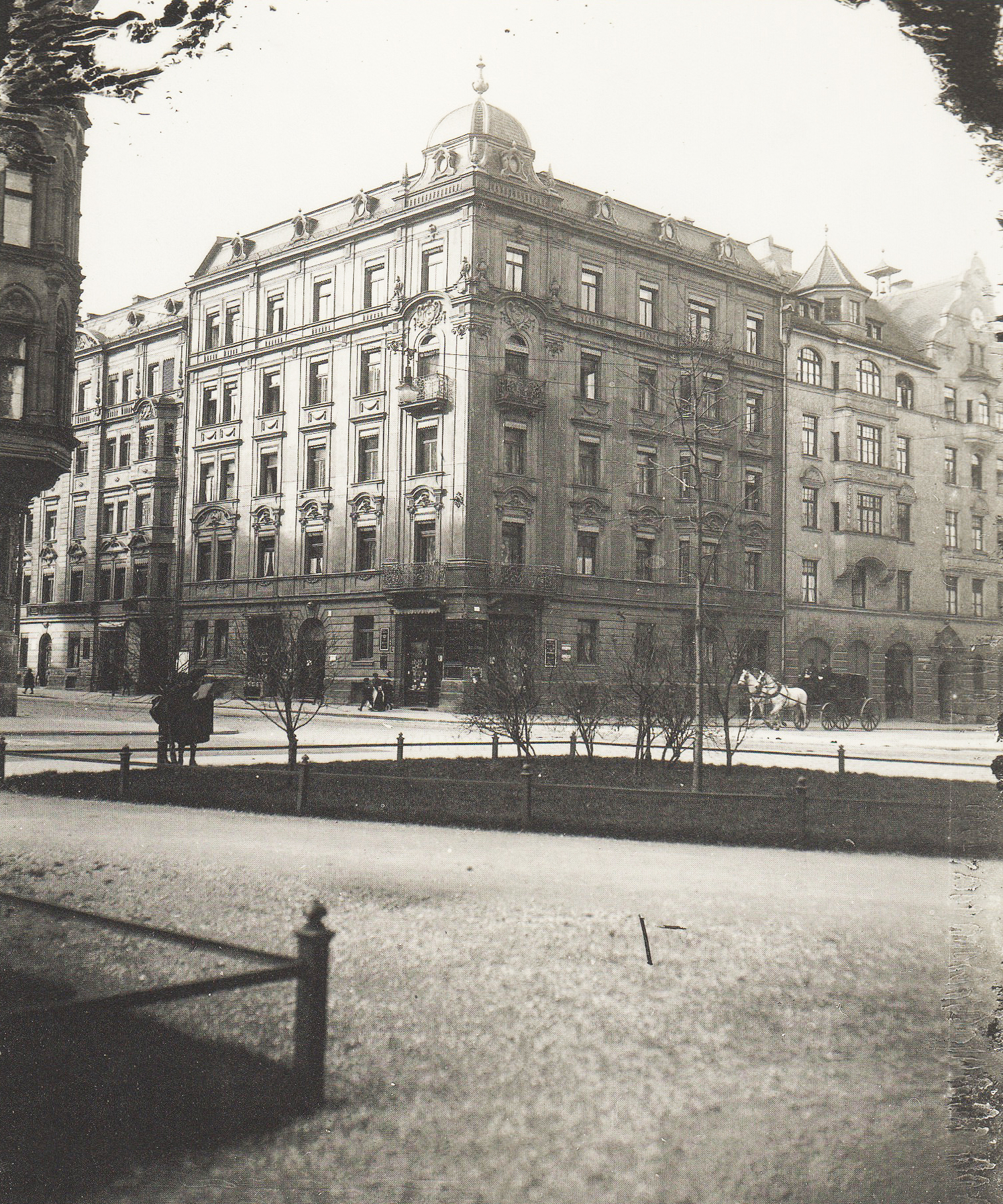
Lehel in München im Jahr 1904
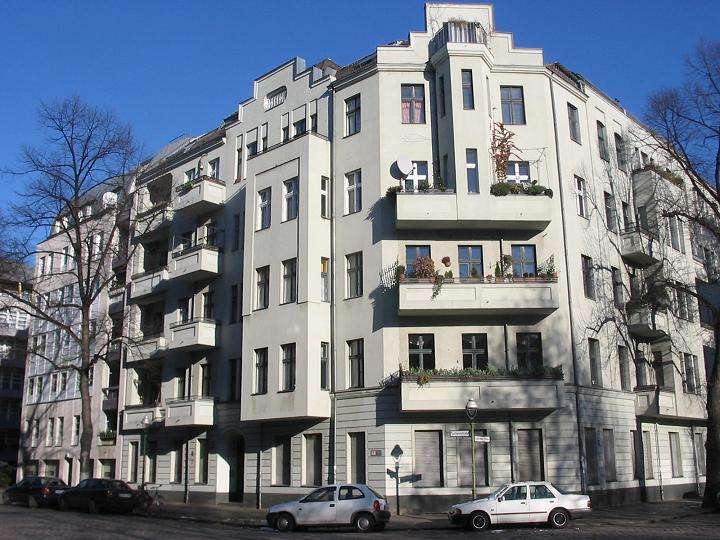
Schillerkiez in Berlin-Neukölln
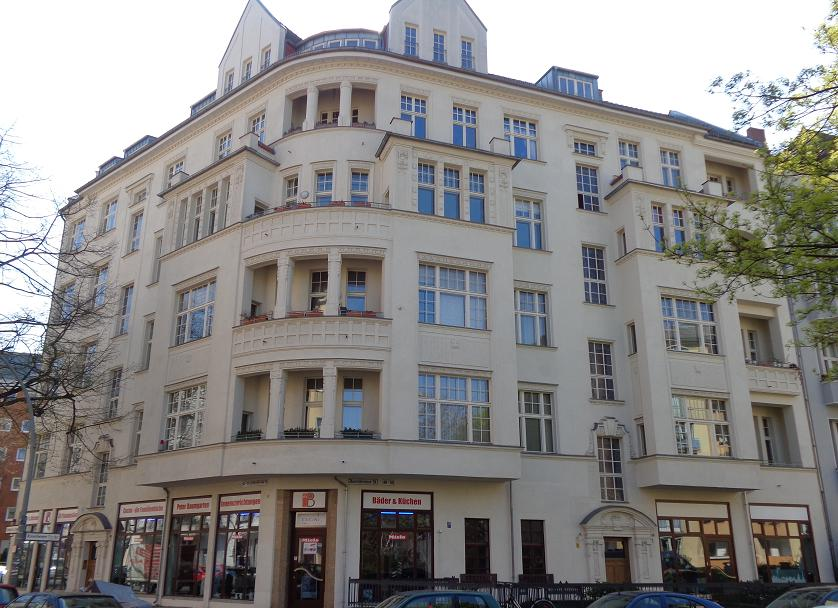
Bayerisches Viertel in den Berliner Ortsteilen Schöneberg und Wilmersdorf
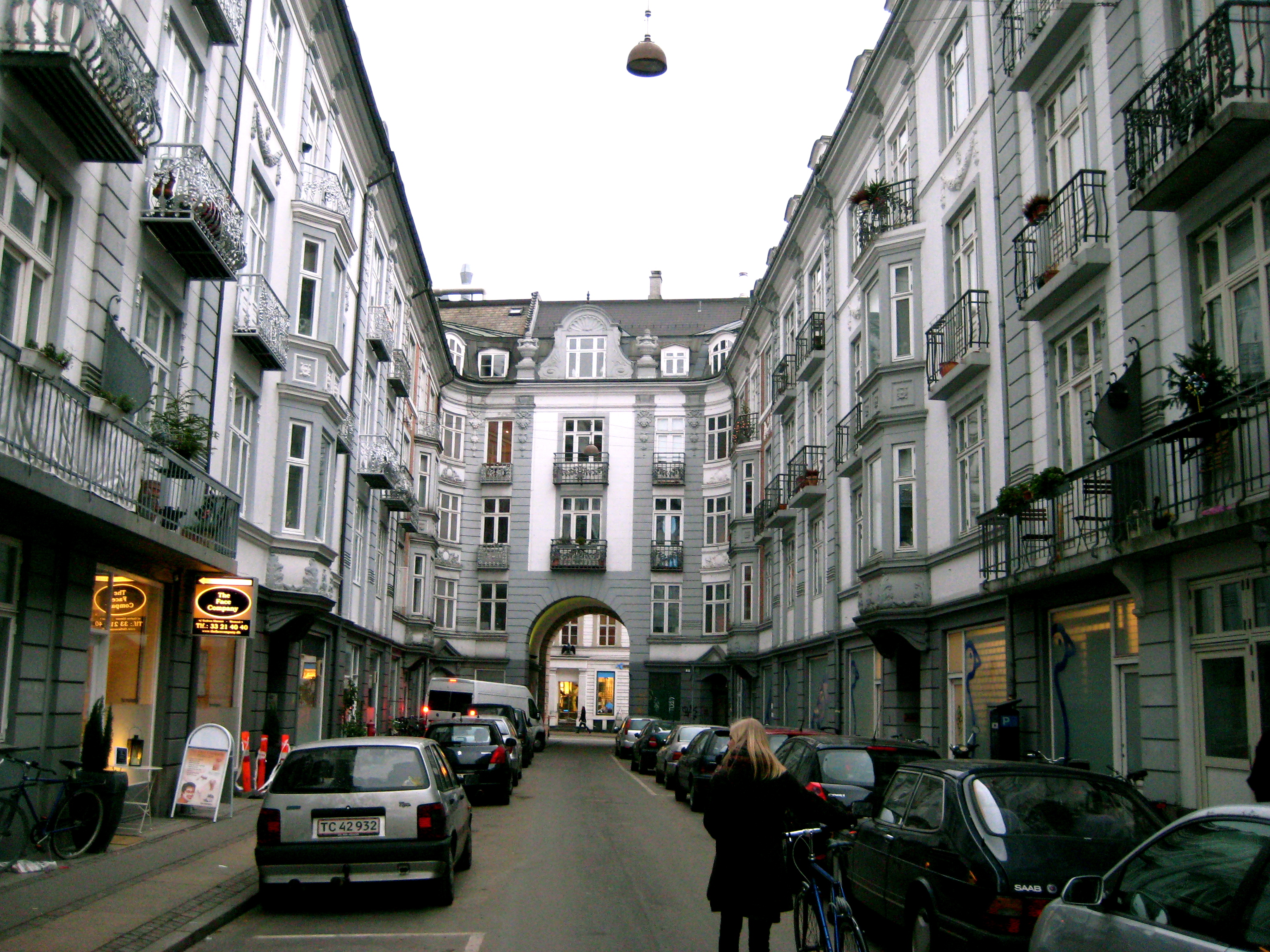
Westend in Kopenhagen

#### Eckkneipen
Für Gründerzeitviertel sind Eckkneipen charakteristisch. An den Eckhäusern wurden meist die Ecken diagonal gekappt und im Erdgeschoss, häufig auch im Sockelgeschoss, Gaststätten untergebracht, mit der Eingangstüre in der Eck-Diagonalen.
Die Eckkneipen wurden zum Inbegriff der Gründerzeitviertel, besonders von Berlin-Kreuzberg, wo sie im Lied Kreuzberger Nächte von 1978 sogar besungen wurden „…denn in Eckkneipen geht es nun mal rund…“ Das Lied avancierte schließlich zur West-Berliner Hymne.

Eckkneipen
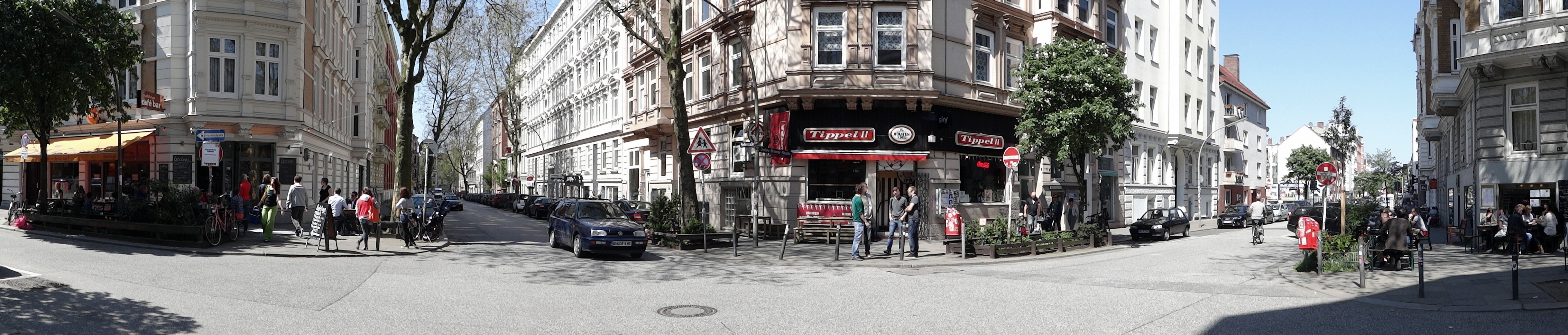
Hamburg-St. Pauli, Kreuzung mit drei Eckkneipen, 2012
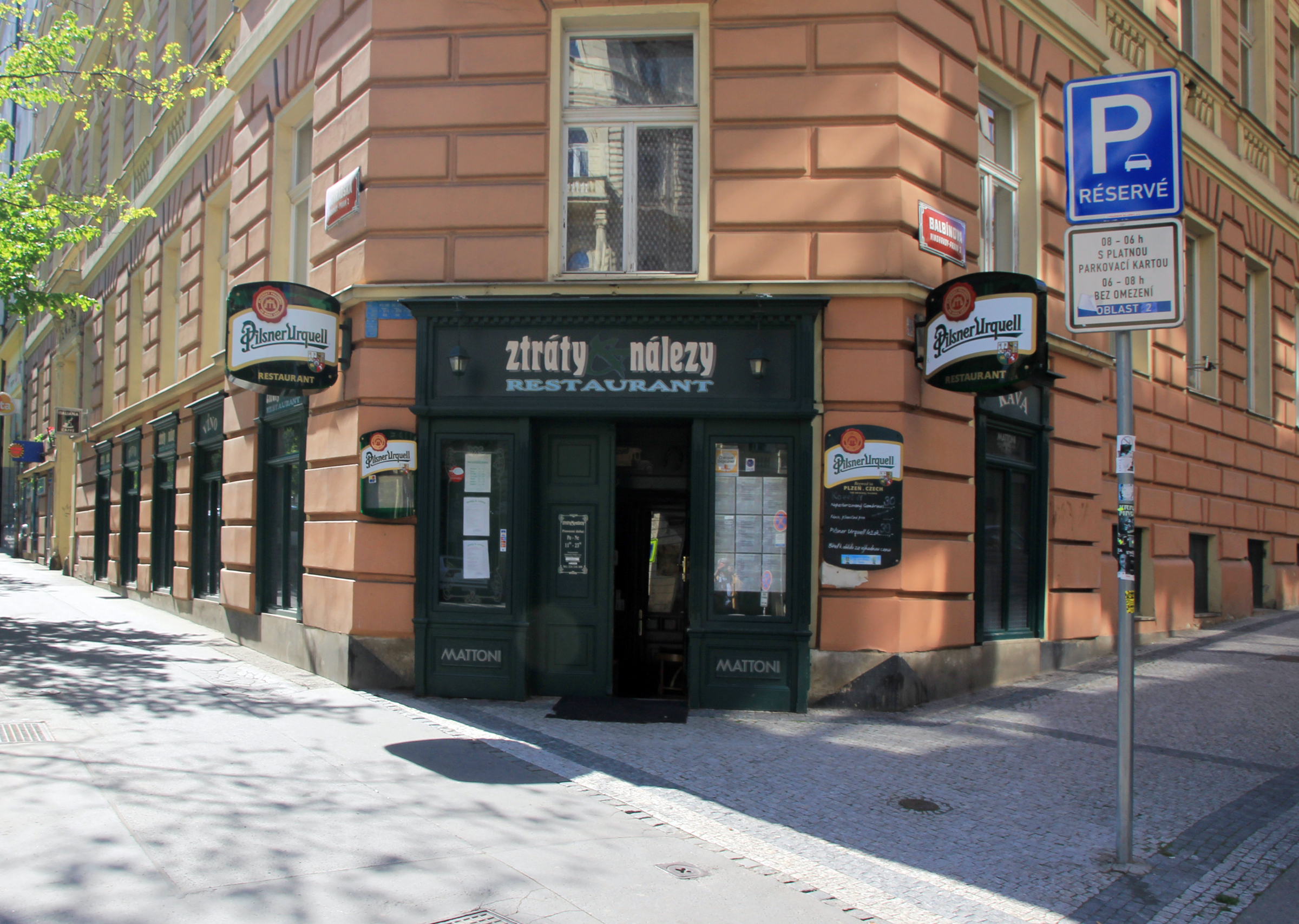
Prag 2, Vinohrady, Königliche Weinberge; typische Eckkneipe, 2016

### Architektur

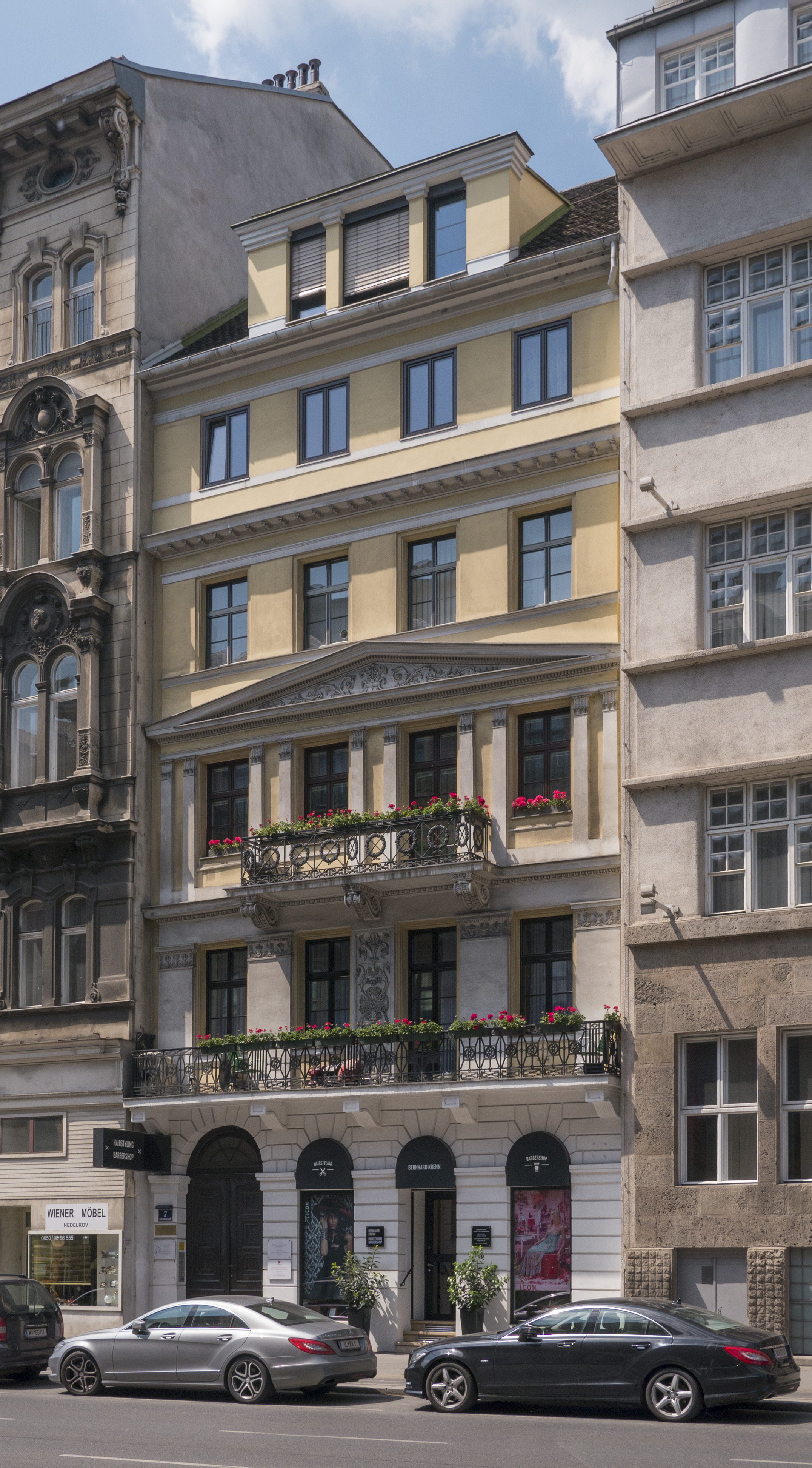
Wien, Zweierlinie:
Mitte: Klassizismus,
links: Historismus,
rechts: frühe Moderne

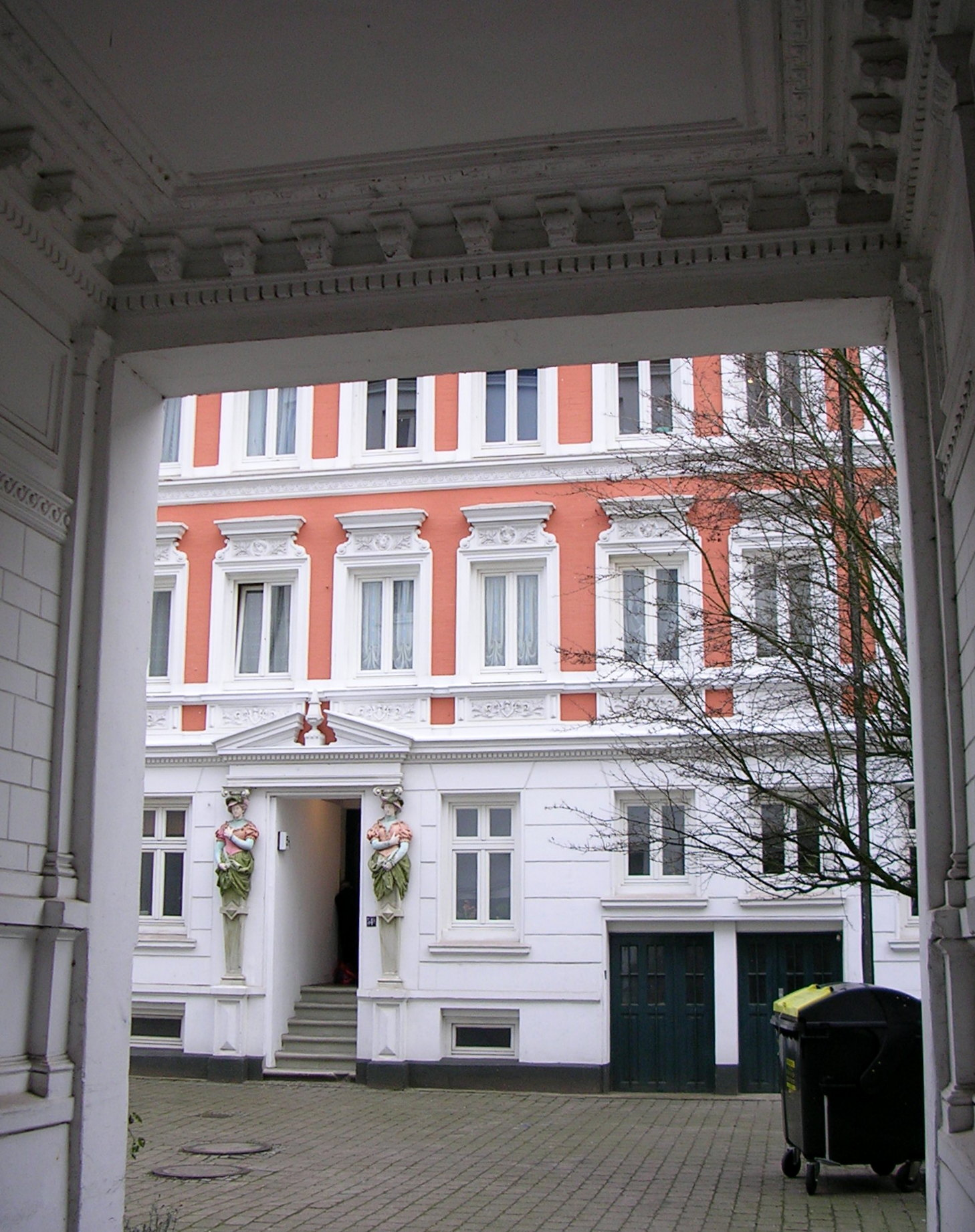
Stuckaturen in
Hamburg-Eimsbüttel

Als Gründerzeitstil wird im Gegensatz zum weitgefassten wirtschaftsgeschichtlichen Begriff Gründerzeit meist nur der Späthistorismus um die Jahrhundertwende zum 20. Jahrhundert bezeichnet. Der weitaus vorherrschende Baustil in den Gründerzeitvierteln ist der Historismus, seltener der Jugendstil. Da die Begriffe Gründerzeitviertel und Historismus dem Volksmund nicht geläufig sind, werden sie von ihm öfters, weniger zutreffend, Jugendstilviertel genannt.
In den ersten Stadterweiterungen der Gründerzeit, Mitte des 19. Jahrhunderts, kommt noch der Klassizismus vor, der von der Wiener Neorenaissance der Gründerzeit zu unterscheiden ist (siehe auch: Nationale Unterschiede). Der Spätklassizismus läuft in den 1880er Jahren aus.
Das Bürgertum, das in der Gründerzeit reich geworden war, wollte mit dem Historismus seine Repräsentationsbedürfnisse befriedigen. Die spiegelten sich auch in den Fassaden wider, mit repräsentativen Wohnungen in der Bel Etage (1. Obergeschoss). Während nach oben hin die Geschosshöhen meist abnahmen und Balkons entfielen, im Dachbereich schließlich mit einfachen Wohnungen für Personal und Dienstboten.
Die Rohbauten bestehen auch bei den reich verzierten Vorderhäusern meist nur aus einfachen, unstrukturierten Ziegelwänden, aus denen höchstens Pfeiler vorspringen (siehe auch: Ziegelböhmen/Ausbeutung der Arbeiterschaft). Infolge des Baus der Wiener Gründerzeitviertel entstand der größte weltweite Ziegelproduzent Wienerberger.
Die Fassaden wurden danach großflächig mit Stuck überzogen, mit dem Gesimse, Reliefs und Sichtmauerwerk (durch Veredelung der Oberfläche des Stucks) nur vorgetäuscht wurden. Daneben gibt es Sichtmauerwerk mit Verblendern, teilweise mit Luft-Hohlraum als Wärmedämmung. So entstanden prächtige, sehr wirkungsvolle Fassaden in einer verhältnismäßig einfachen, relativ preiswerten und bauphysikalisch guten Weise. Scheingiebel täuschten noch prächtigere Fassaden vor und wurden auf der Rückseite mit Ankern gegen Einsturz gesichert. Während hingegen die Fassaden an den Gebäude-Rückseiten meist sehr einfach ausgeführt wurden, insbesondere zu den Hinterhöfen. Auf Repräsentation und Vorzeigen des eigenen Wohlstands wurde viel Wert gelegt, bis hin zu einem Überbietungswettbewerb.
Infolge der diffusionsoffenen, einschaligen Massivbauweise ist die Gefahr der Durchnässung der Bauteile bzw. der Bildung von Schimmelpilz sehr gering. Auch bei starkem äußerlichen Verfall ist die Bausubstanz meist noch gut und die Häuser sind sanier- bzw. renovierbar. So konnten die heruntergekommenen Gründerzeitviertel in den einstigen Ostblockstaaten, aber auch in West-Berlin oder Wien, wieder im neuen Glanz erstrahlen und wurden zu einer ungeahnten, architektonischen Bereicherung der Städte.
Als Farbe auf Putzwänden wurde in Österreich-Ungarn, Bayern und auch darüber hinaus öfters Habsburgergelb verwendet, insbesondere bei öffentlichen Gebäuden. Es wird bei denkmalgerechten Restaurierungen bis heute eingesetzt.
Eine architektonische Besonderheit besitzen die Gründerzeitviertel in Nürnberg und Fürth mit ihren Sandsteinfassaden (siehe: Nürnberg und Fürth).

## Stadterweiterungen und Umbauten der Gründerzeit

### Deutsches Kaiserreich

#### Berliner Hobrecht-Plan

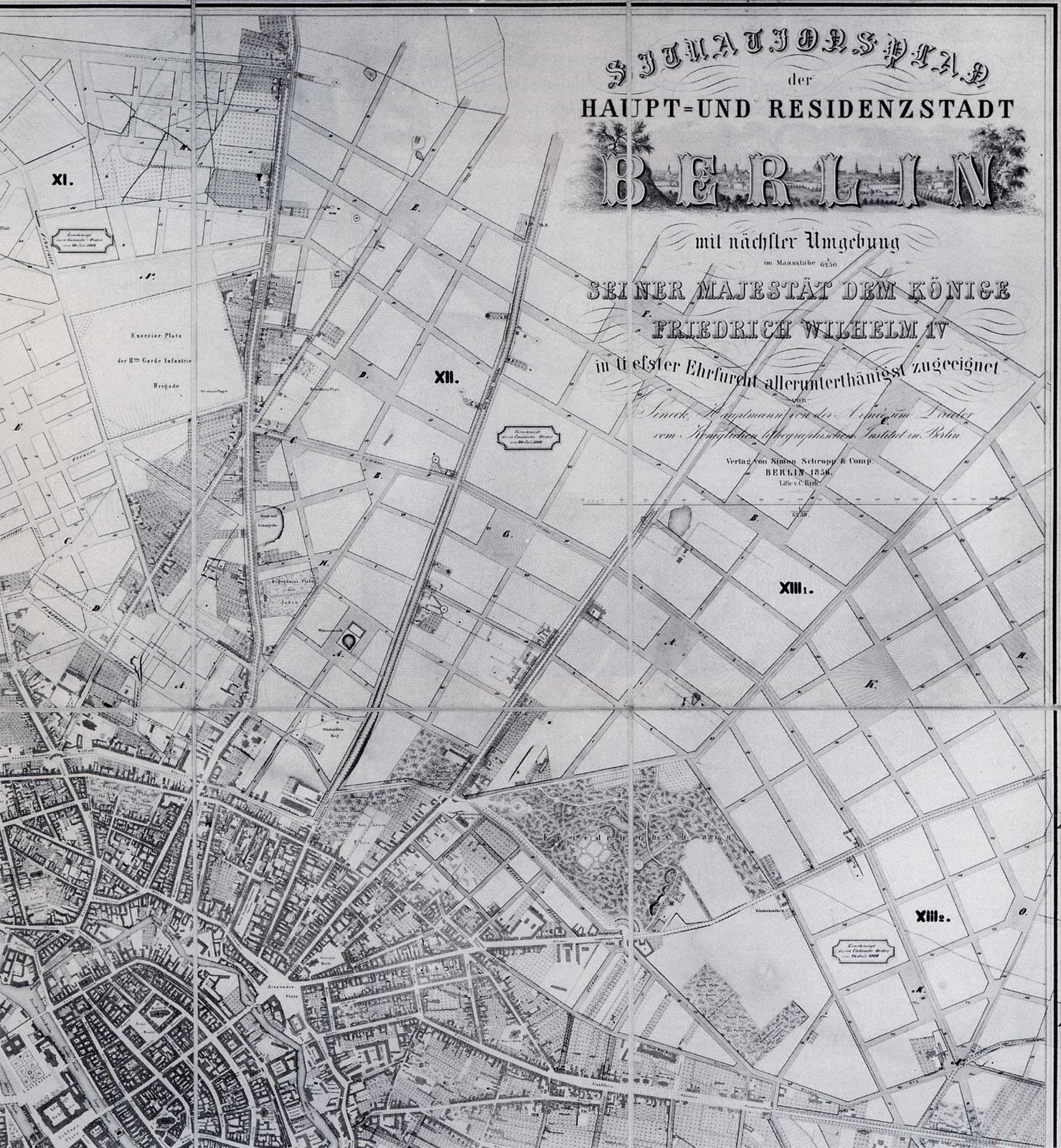
Nordöstlicher Bereich des Hobrecht-Plans

Übersichtskarte des Berliner
Hobrecht-Plan von 1862

Die preußische Hauptstadt wurde 1747 zur ersten deutschen Großstadt, was für europäische Verhältnisse spät war. In der Gründerzeit holte Berlin jedoch im internationalen Vergleich stark auf und wurde 1877 Millionenstadt (siehe auch: Größte Städte der Welt am Ende der Gründerzeit).
Andererseits begann der planmäßige Aufbau von Gründerzeitvierteln in Berlin für deutsche Verhältnisse früh, noch vor der deutschen Reichsgründung 1871, in einem damals weithin provinziellen Deutschland.
Der Plan für das stark wachsende Umfeld Berlins des Landschaftsarchitekten Peter Joseph Lenné scheiterte, da er nicht an die wirtschaftlichen Interessen der Grundbesitzer dachte. Schließlich trat 1862 der Bebauungsplan der Umgebungen Berlins in Kraft, der üblicherweise nach seinem Hauptverfasser James Hobrecht als Hobrecht-Plan bezeichnet wird.
Hobrecht strebte eine soziale Durchmischung an, mit Bürgertum im Vorderhaus und Arbeitern in Hinterhäusern und Seitenflügeln, mit kleinen Handwerksbetrieben in den Hinterhöfen. Die soziale Durchmischung fand statt, jedoch wurden die Grundstücke von den Investoren viel zu dicht bebaut, mit engen und feuchten Hinterhöfen. Es entstanden soziale Brennpunkte.
Mit der Reichsgründung und dem Beginn der eigentlichen Gründerzeit setzte in Berlin und dessen Umfeld ein großer Bauboom ein (siehe: Entstehung der Viertel und Bauboom). Der Hobrecht-Plan bildete für 50 Jahre die Grundlage der Berliner Stadtentwicklung.

#### Leipzig
Lindenau in Leipzig ist eines der größten komplett erhaltenen Gründerzeitviertel Deutschlands (Bild siehe: Heutige west-ostdeutsche Unterschiede). Das Waldstraßenviertel gilt gar als eines der größten geschlossen erhaltenen Gründerzeitviertel Europas und steht als Flächenarchitekturdenkmal unter besonderem Schutz.
Eine Leipziger Besonderheit ist die Lage von Gründerzeitvierteln mit ihren Industrie- und Wohnbauten an Kanälen, so auch in Lindenau und im  benachbarten Plagwitz.

Leipziger Gründerzeitviertel (erhalten)
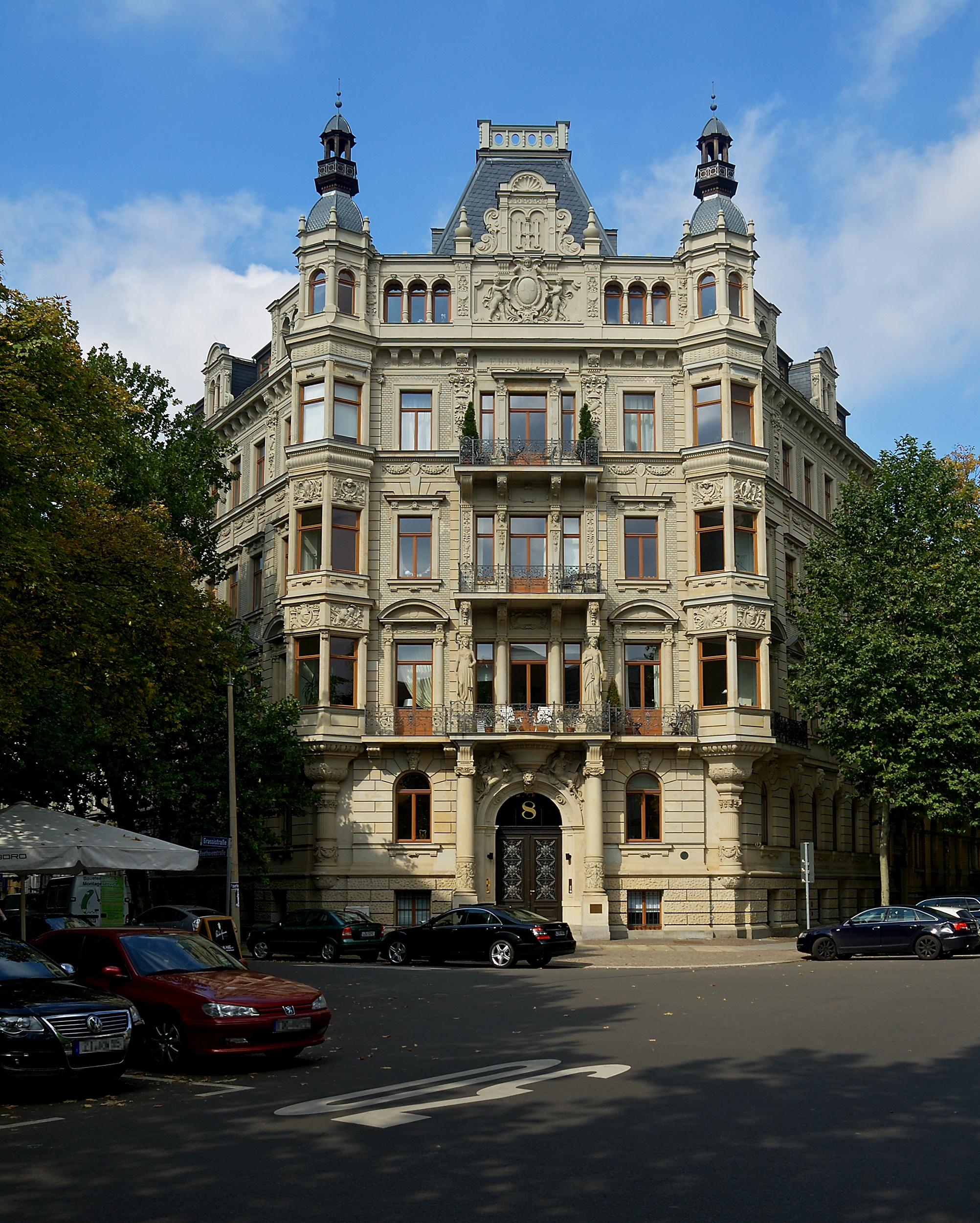
Musikviertel, Roßbachhaus, 2010
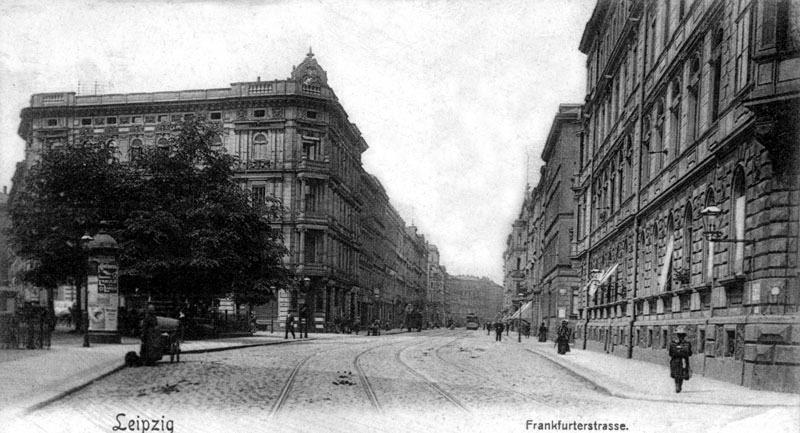
Waldstraßenviertel. Frankfurter Straße, heute Jahnallee, um 1904
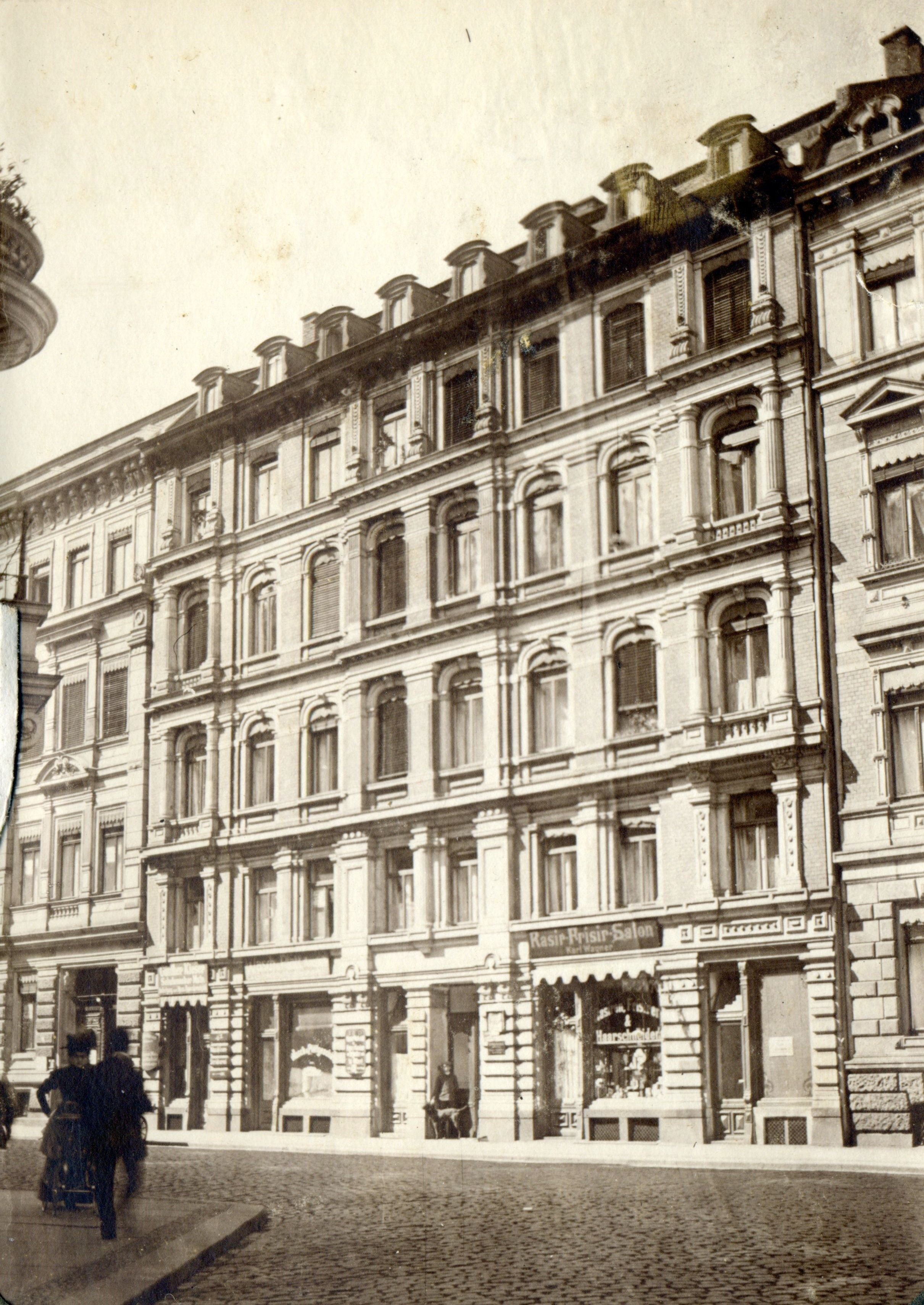
Gottschedstraße, 1882
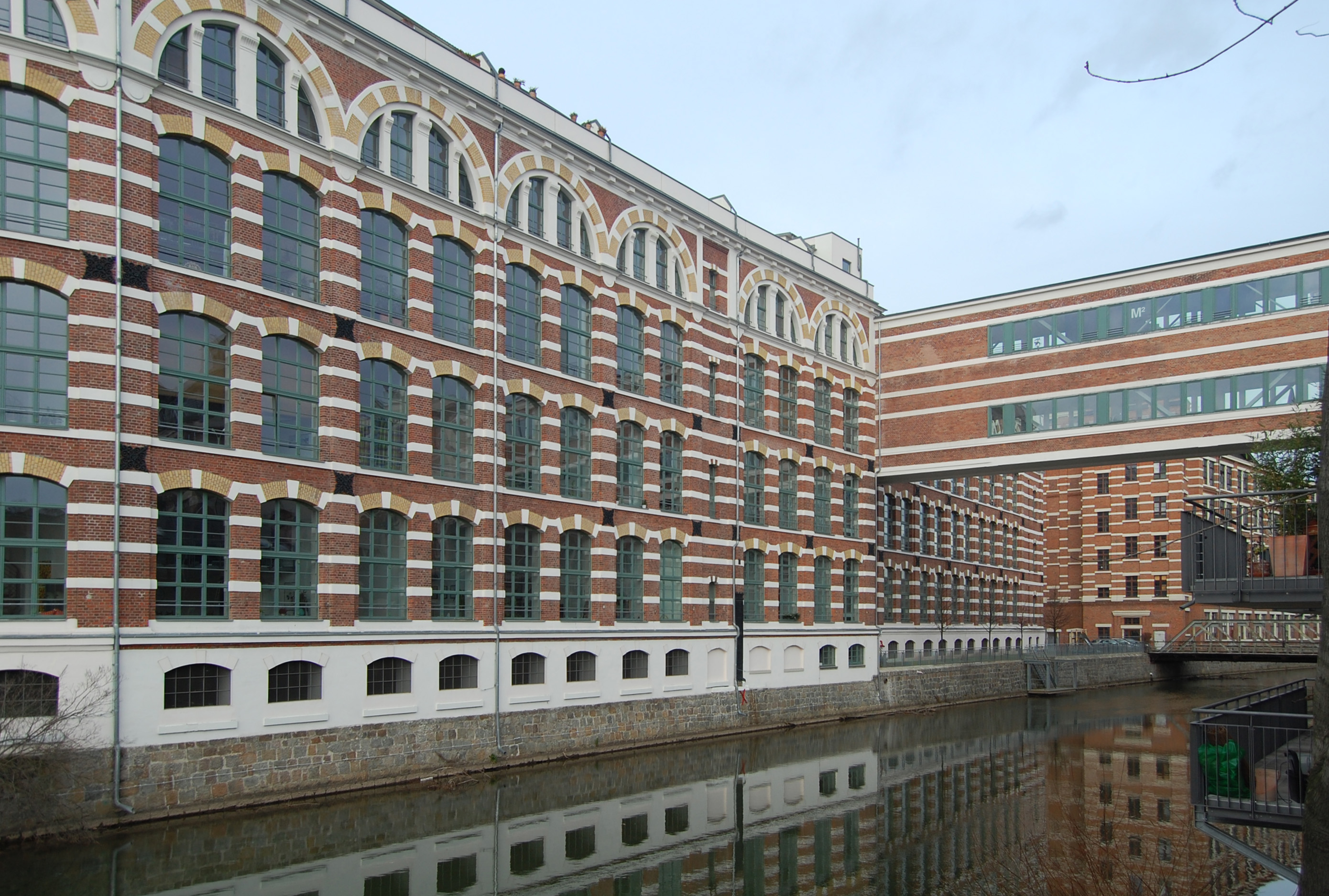
Plagwitz, Kanal mit Loftwohnungen in ehemaliger Fabrik, 2008

Die kurzen Anmerkungen in den Bildgalerien der Gründerzeitviertel „erhalten“ bzw. „zerstört“  können nur die Gesamtsituation eines Viertels angeben, insbesondere seines Kerngebiets. Bei „erhalten“ können einzelne Gebäude oder Randbereiche des Viertels im Krieg zerstört oder später abgebrochen worden sein – bei „zerstört“ kann es sich umgekehrt verhalten. Nähere Informationen dazu finden sich im Text der betreffenden Abschnitte.
Bild zu Plagwitz siehe auch: DDR-Zeit

#### Dresden

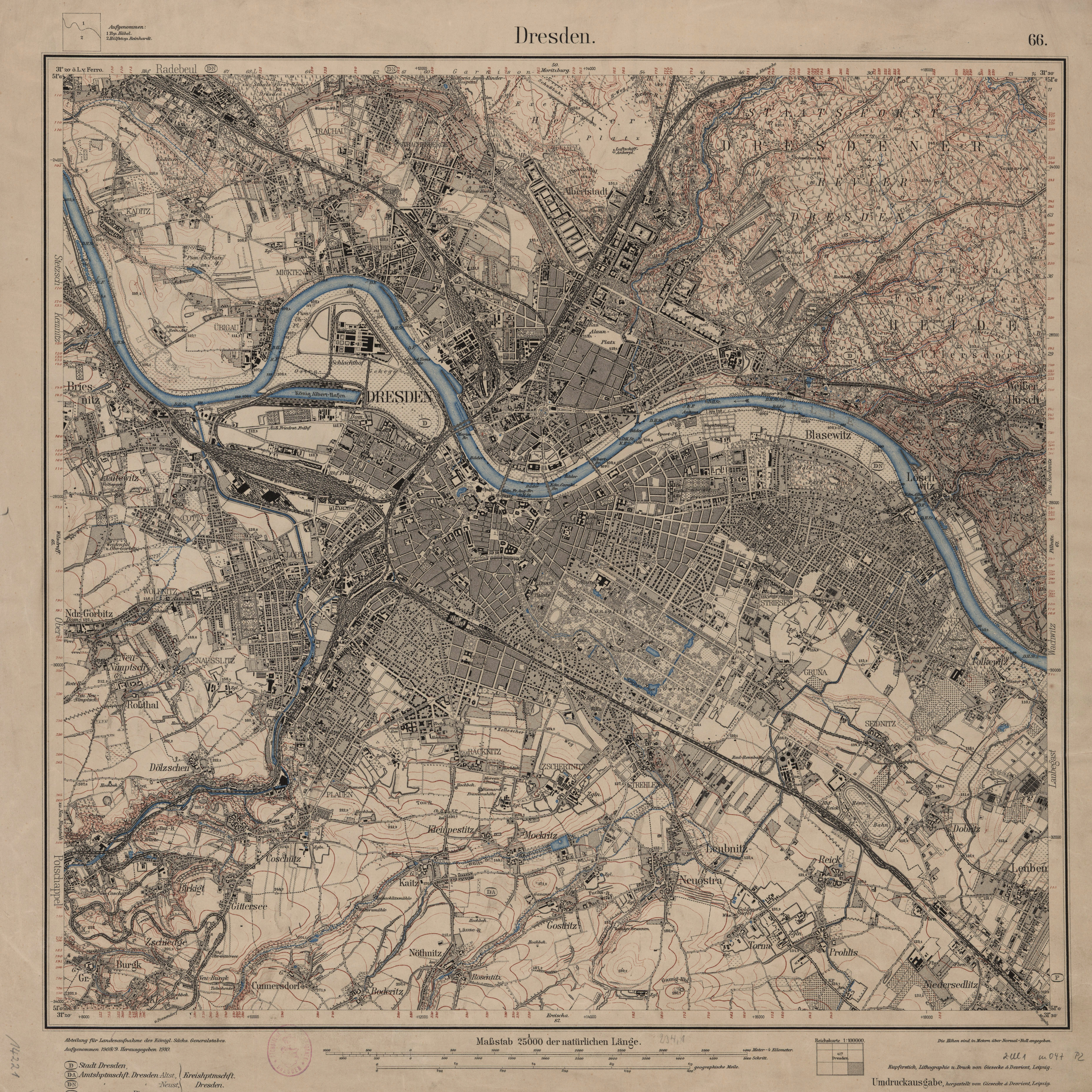
TK 25 Dresden 1910. Strukturiertes Straßennetz um das Stadtzentrum mit Gründerzeitvierteln und Villenkolonien

Die sächsische Hauptstadt Dresden lag an zentraler Stelle, zwischen den wichtigen Industrie- und Bergbauregionen des Deutschen Kaiserreichs Sachsen und Schlesien (siehe: Deutsches Kaiserreich) sowie Österreich-Ungarns, mit Nordböhmen. Sachsen wurde im Laufe des 19. Jahrhunderts zu einem der wohlhabendsten Bundesstaaten im Deutschen Reich. Auch  Dresden erfuhr eine breite Industrialisierung über viele Branchen. 1872 wurde die Dresdner Bank gegründet und die Stadt erlebte in der Gründerzeit einen Bauboom.
Der im Luftangriff auf Dresden am 13. Februar 1945 völlig zerstörte Stadtbereich entsprach nahezu dem Gebiet des heutigen Stadtbezirks Altstadt, zu dem neben anderen Vorstädten auch die Pirnaische Vorstadt gehört, deren gründerzeitliche Bebauung komplett verloren ging. Jedoch blieben die gründerzeitlichen Viertel und Villenkolonien außerhalb dieses Stadtbezirks weitgehend oder vollständig erhalten, was allgemein wenig bekannt ist. Der unmittelbar gegenüber der Altstadt, auf der rechten (nördlichen) Seite der Elbe gelegene Stadtbezirk Neustadt wurde lediglich zu 10 % zerstört. Der hierzu gehörende Stadtteil Äußere Neustadt blieb als geschlossen bebautes Gründerzeitviertel erhalten.

Dresdner Gründerzeitviertel (teilweise erhalten)
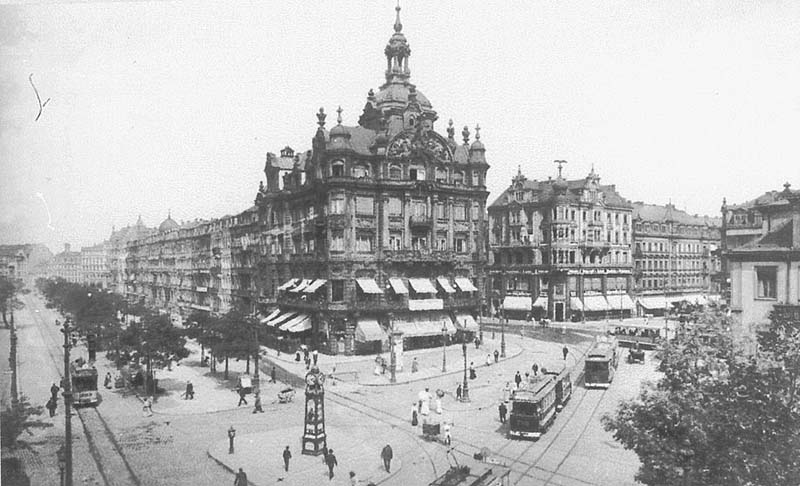
Pirnaische Vorstadt (im Krieg komplett zerstört) mit einstigem Kaiserpalast, um 1910, Stadtbezirk Altstadt
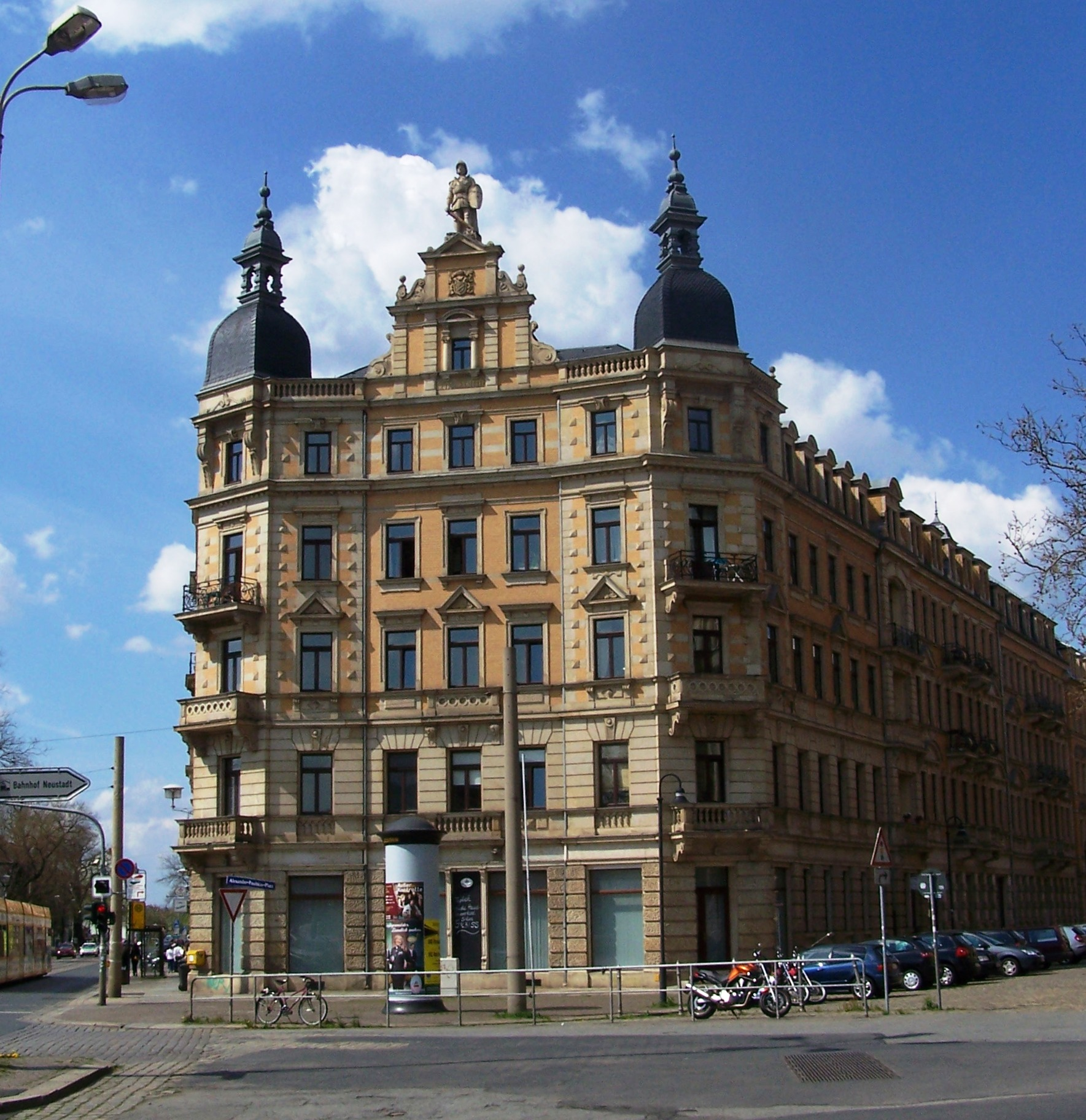
Leipziger Vorstadt (nicht zerstört) Haus zum Dt. Ritter, 2008, Stadtbezirk Neustadt
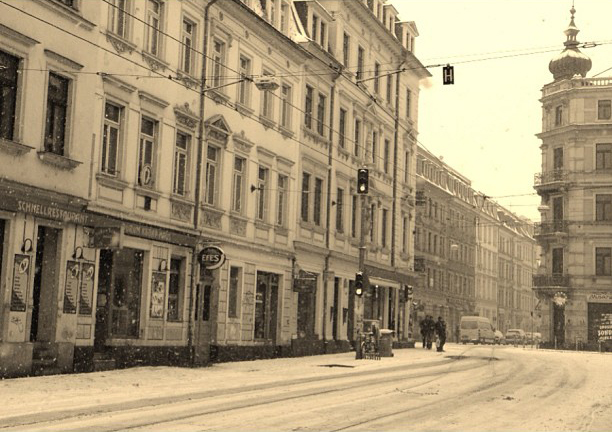
Äußere Neustadt (nicht zerstört), Szeneviertel im Winter 2013, Stadtbezirk Neustadt
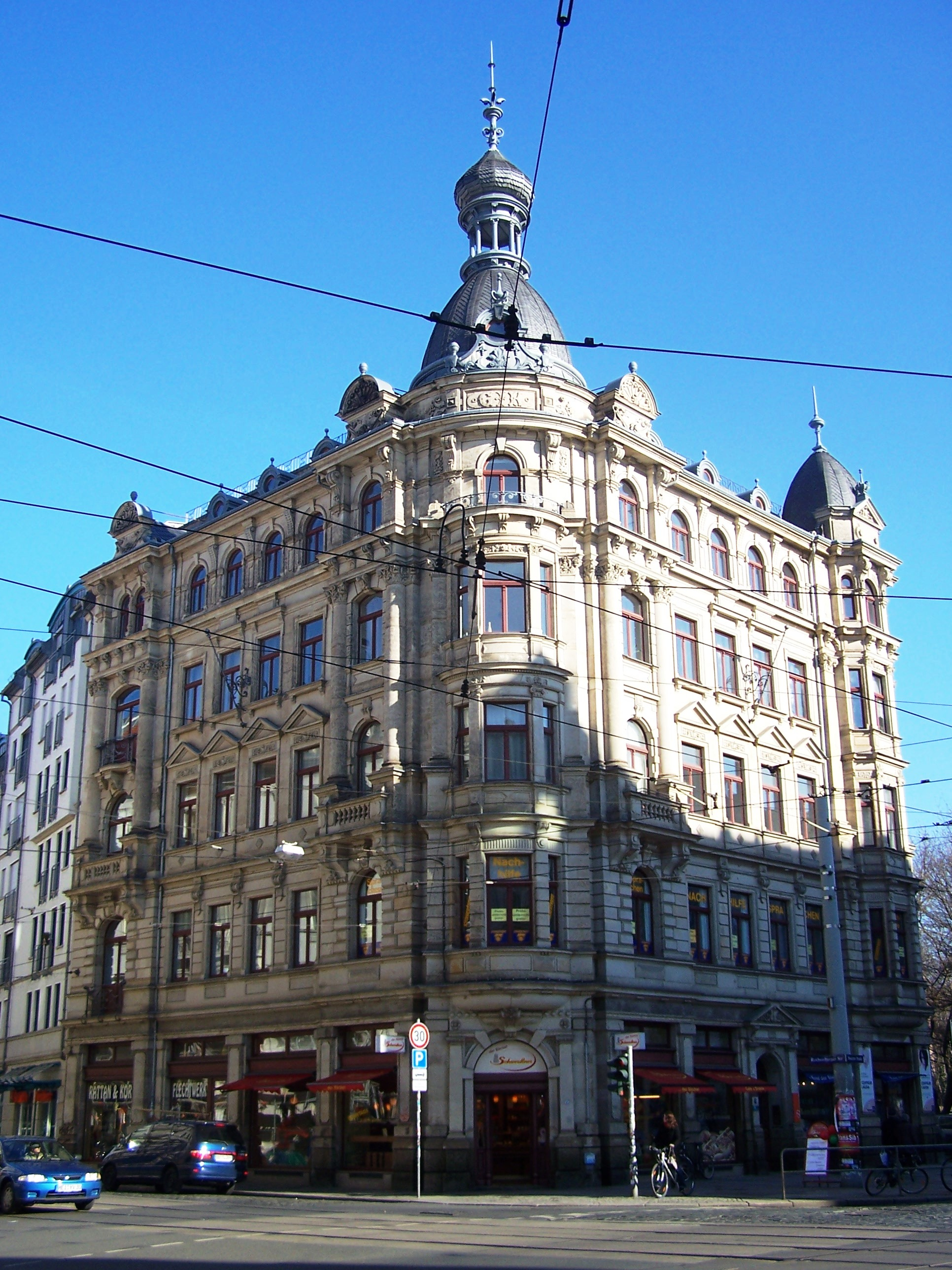
Äußere Neustadt, Eckhaus, 2008

- Leipziger Vorstadt
(nicht zerstört)
Haus zum Dt. Ritter,
2008,
Stadtbezirk Neustadt
- Äußere Neustadt
(nicht zerstört),
Szeneviertel
im Winter 2013,
Stadtbezirk Neustadt
- Äußere Neustadt,
Eckhaus, 2008

Bild zu Dresden-Neustadt siehe auch: Öffentlicher Personennahverkehr

#### Chemnitz-Sonnenberg
Die Einwohnerzahl von Chemnitz stieg Mitte des 19. Jahrhunderts stark an (siehe hierzu: Industrialisierung). Ab den 1860er Jahren wurde der Sonnenberg bebaut, wozu auch Hilbersdorfer Porphyr verwendet wurde. Als im Zweiten Weltkrieg die Chemnitzer Innenstadt nahezu komplett zerstört wurde, blieb die Gründerzeitbebauung am Sonnenberg unversehrt. Mitte der 1980er Jahre wurden im südlichen Teil des Viertels viele, in der DDR dem Verfall preisgegebene Häuser durch Plattenbauten ersetzt. Nach der Wende wurde der Sonnenberg zum Flächendenkmal erklärt. Trotzdem wurde im Rahmen des Stadtumbau Ost anfänglich weitere, marode Altbausubstanz abgerissen, was auf Kritik von Bewohnern und Fachleuten stieß. Die Altbauten wurden weithin behutsam saniert. Heute verfügt der Sonnenberg in seinem Kern über eines der größten, lückenlos erhaltenen Gründerzeitviertel Deutschlands, mit beeindruckenden Gebäudehöhen in Berliner Dimensionen.

Chemnitz-Sonnenberg (erhalten)
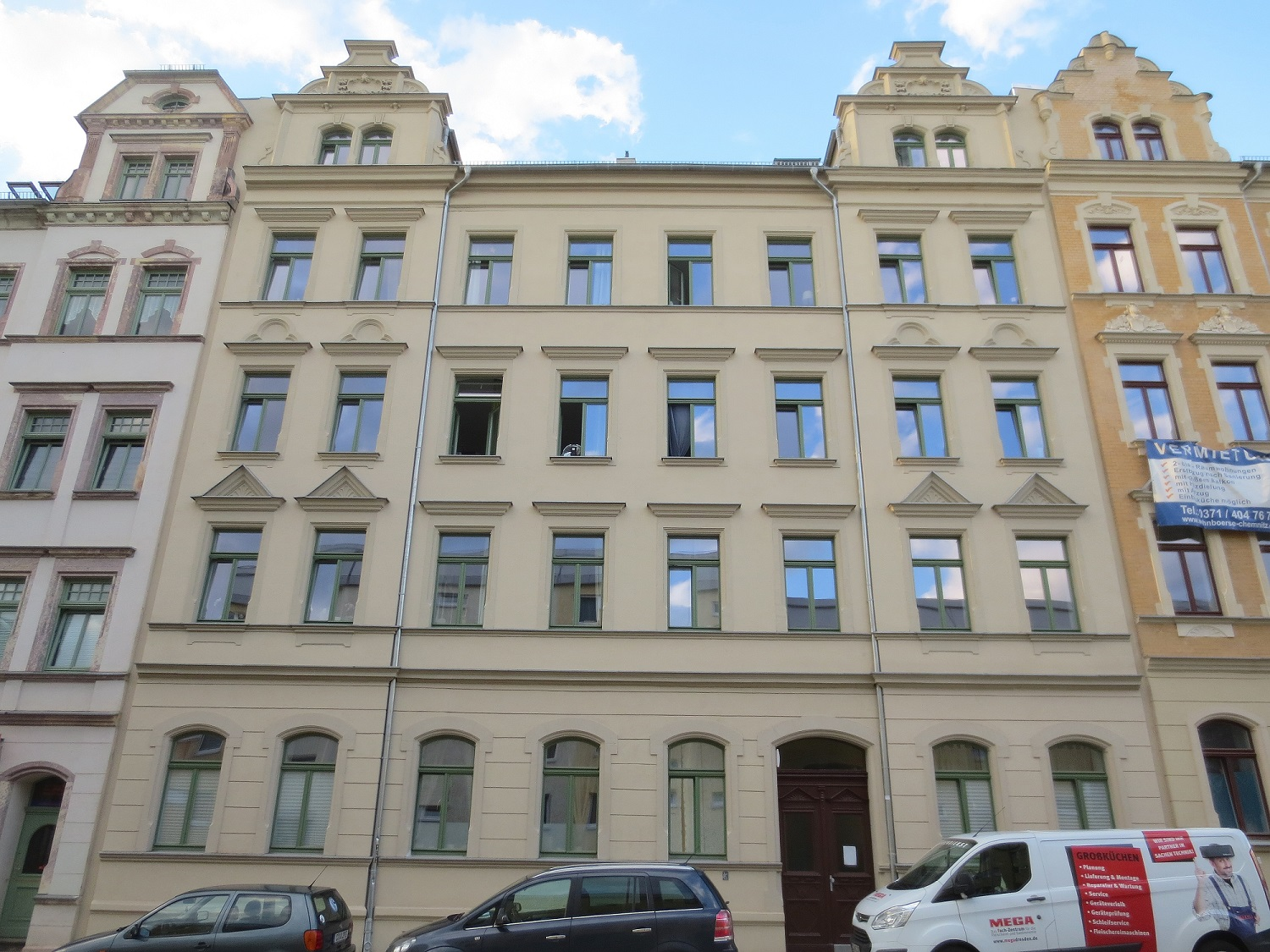
Fürstenstraße
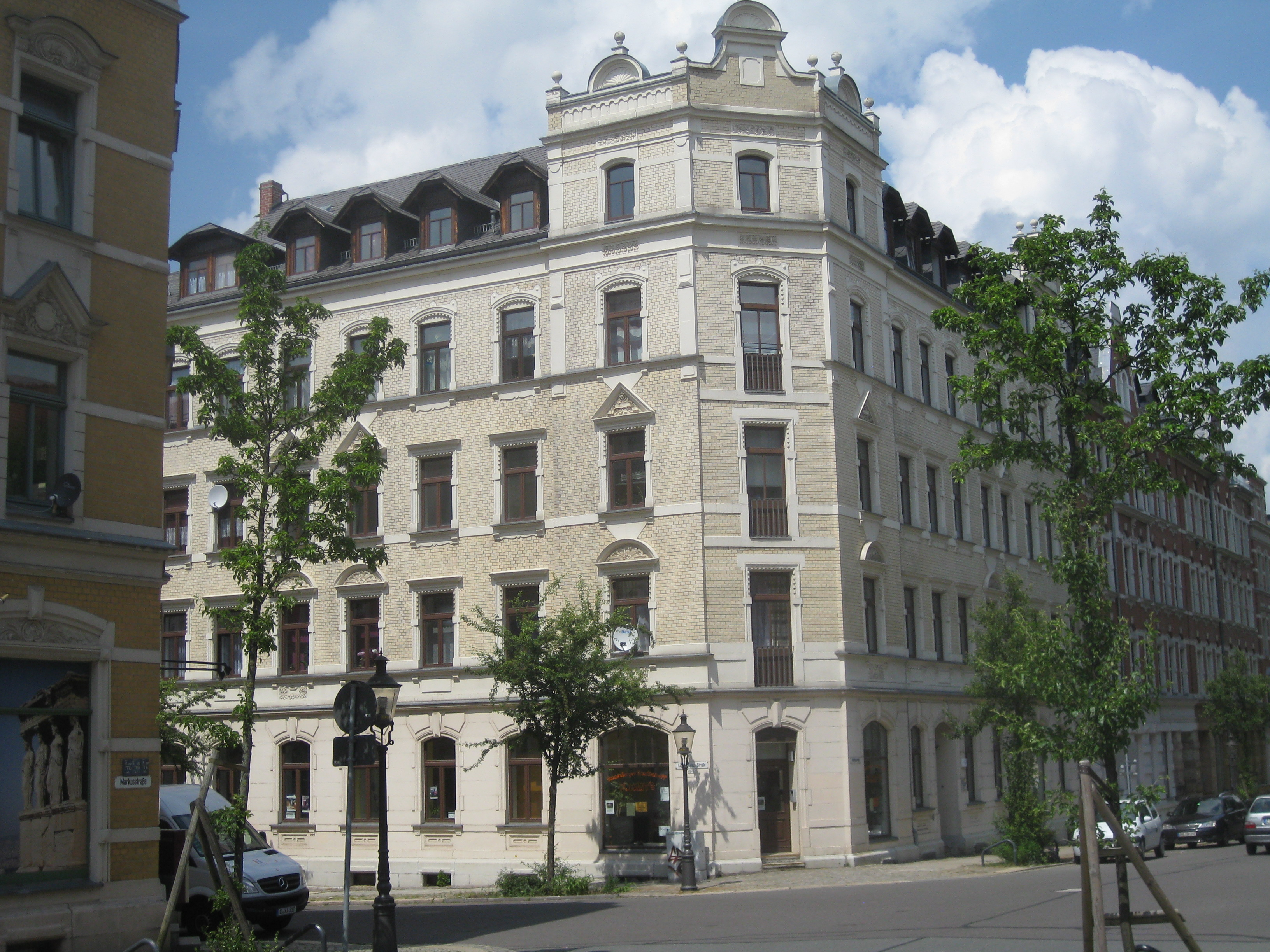
Markusstraße
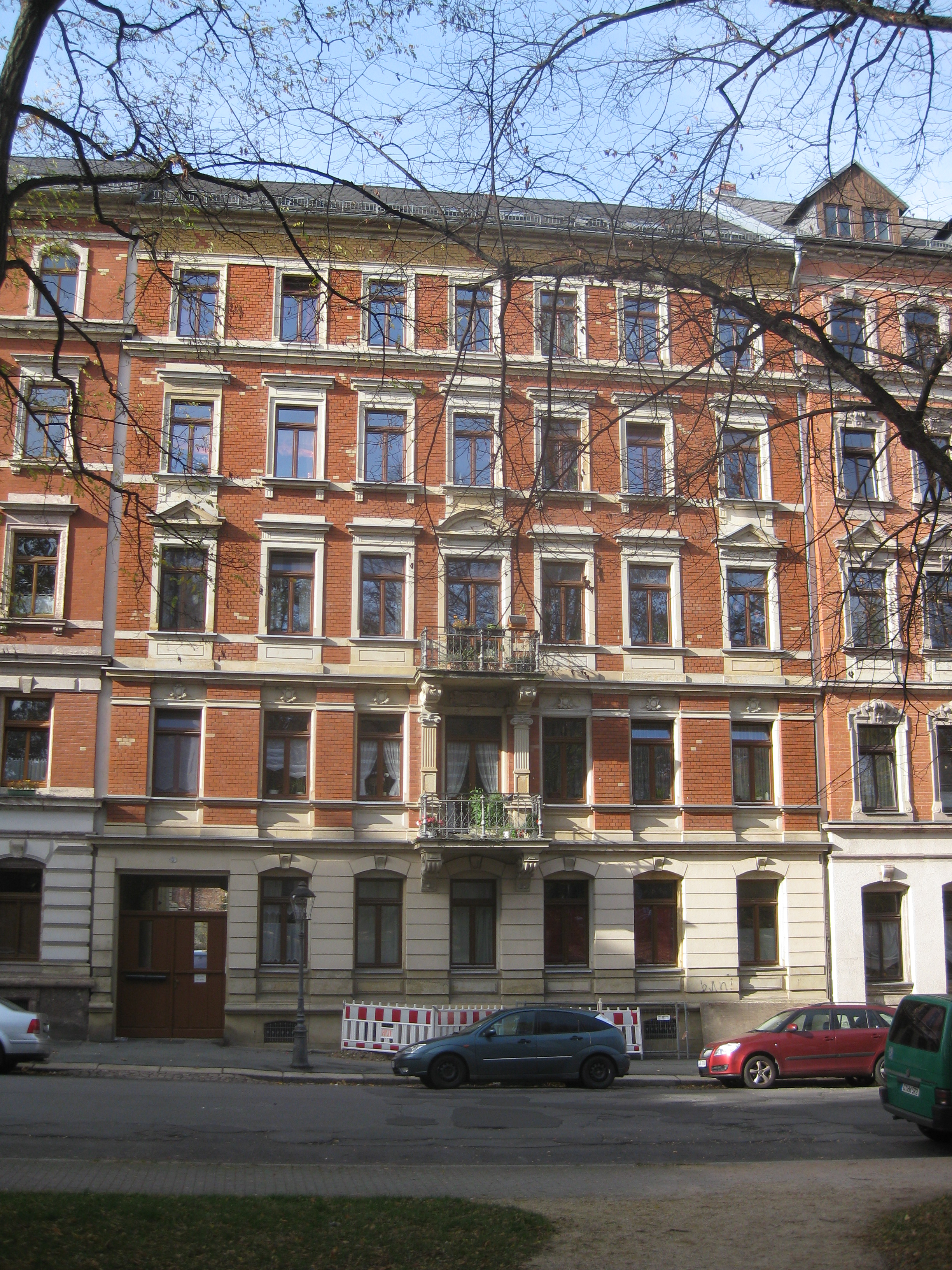
Lessingplatz
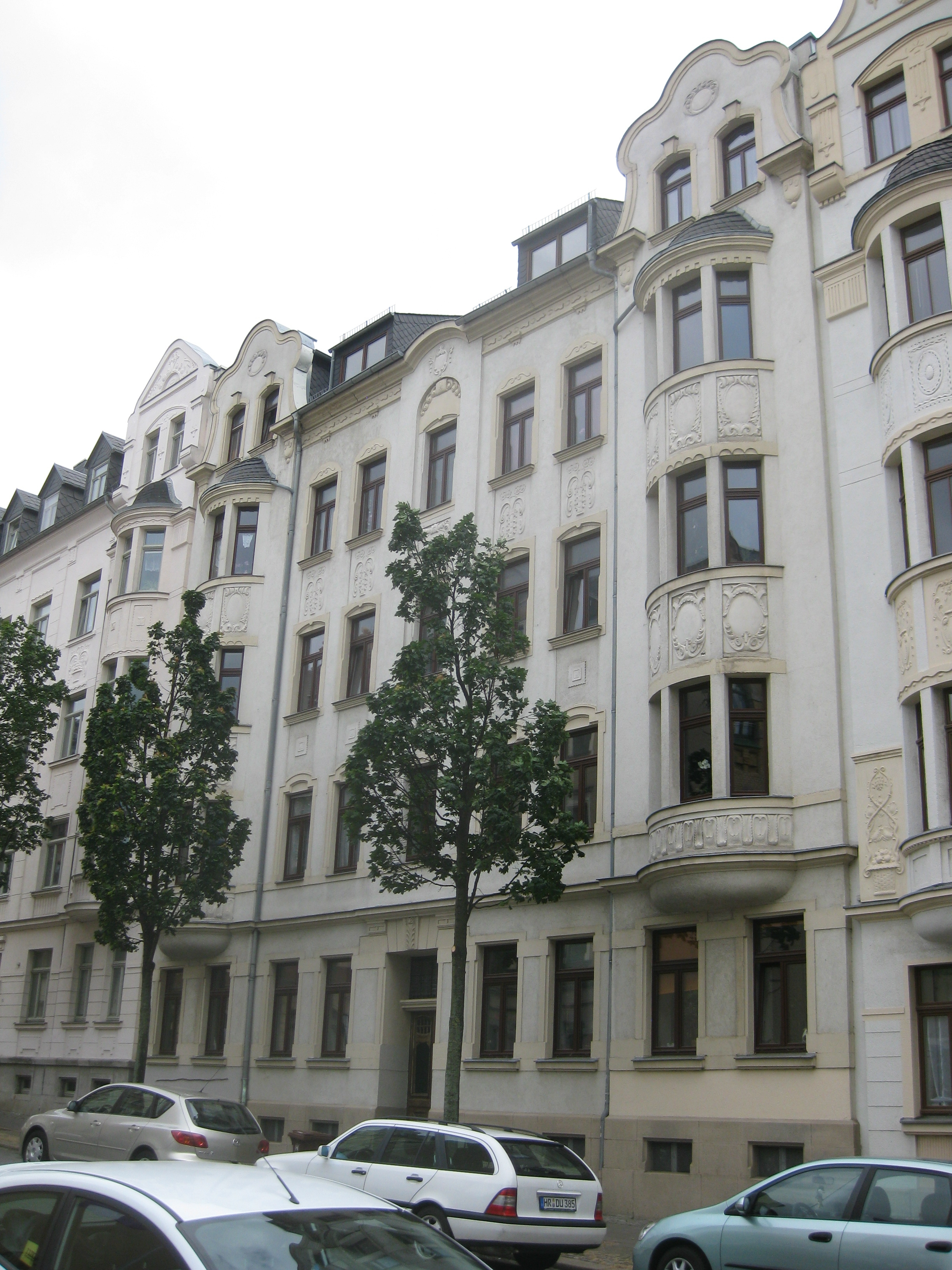
Glockenstraße

Zur Anmerkung der Bildgalerie „erhalten“ siehe Abschnitt Leipzig
Bild zu Chemnitz-Sonnenberg siehe auch: Industrialisierung

#### Hamburg
Die Hamburger Gründerzeitviertel besitzen, genauso wie andere Bauten der Stadt, bereits nordwesteuropäische Prägung. Öfters dominiert weiße Farbe.
Dichte Bebauung wurde kurz nach der Jahrhundertwende stark eingeschränkt. Wohnungen um Wohnhöfe (Hinterhöfe) wurden verboten und die Geschosszahlen auf vier (drei Obergeschosse) und teilweise sogar nur auf drei Geschosse (zwei Obergeschosse) beschränkt (siehe unterer Bebauungsplan Eimsbüttel). Die Bauweise wurde dadurch auch bei den Hamburger Gründerzeitvierteln der nördlichen, geografischen Lage, mit niedrigerem Sonnenstand angepasst, in der man traditionell niedriger baut (Skandinavien, England) – was im gründerzeitlichen Berlin außer Acht blieb.

Hamburger Gründerzeitviertel (teilweise erhalten)
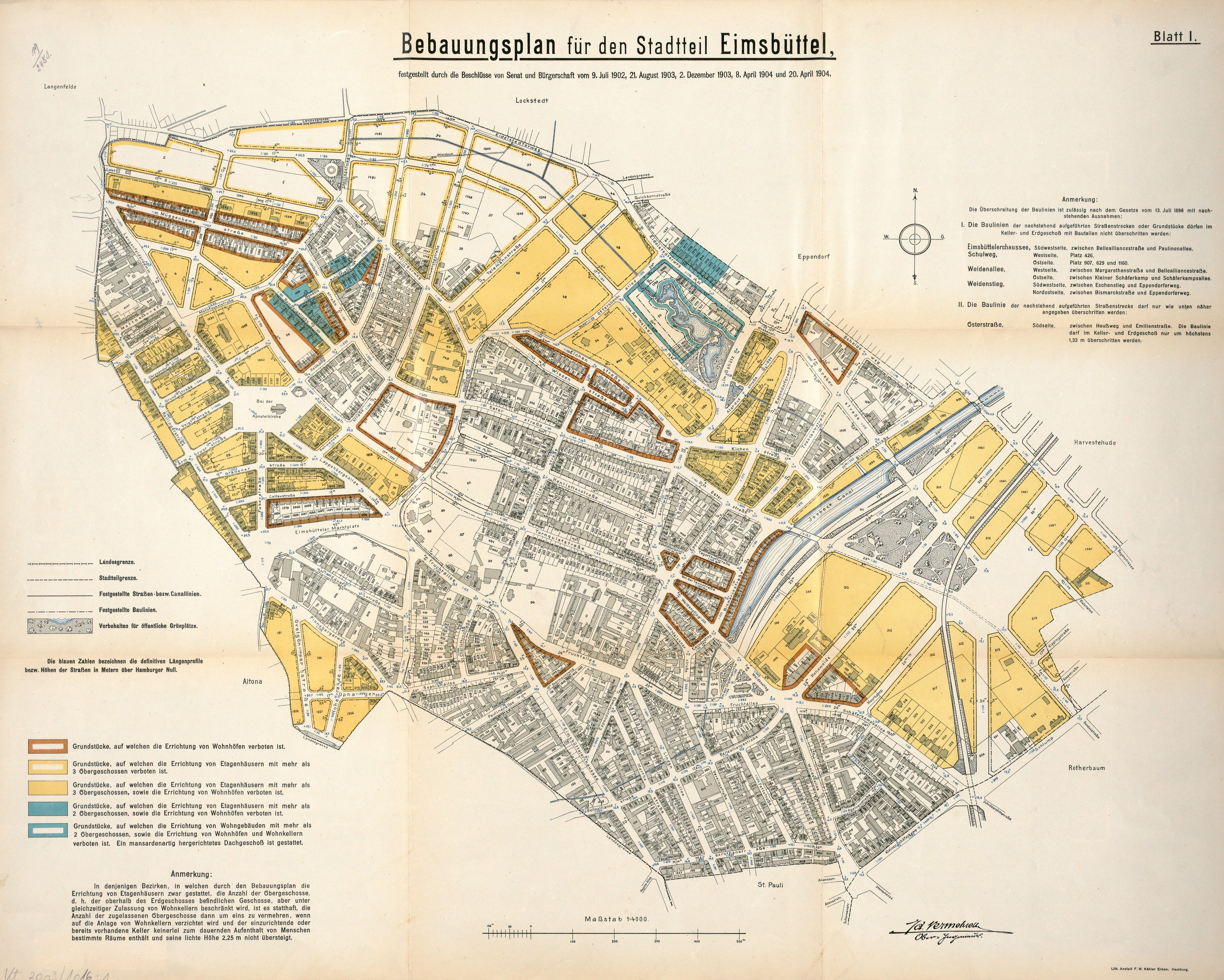
Bebauungsplan von 1904, Eimsbüttel, Bezirk Eimsbüttel
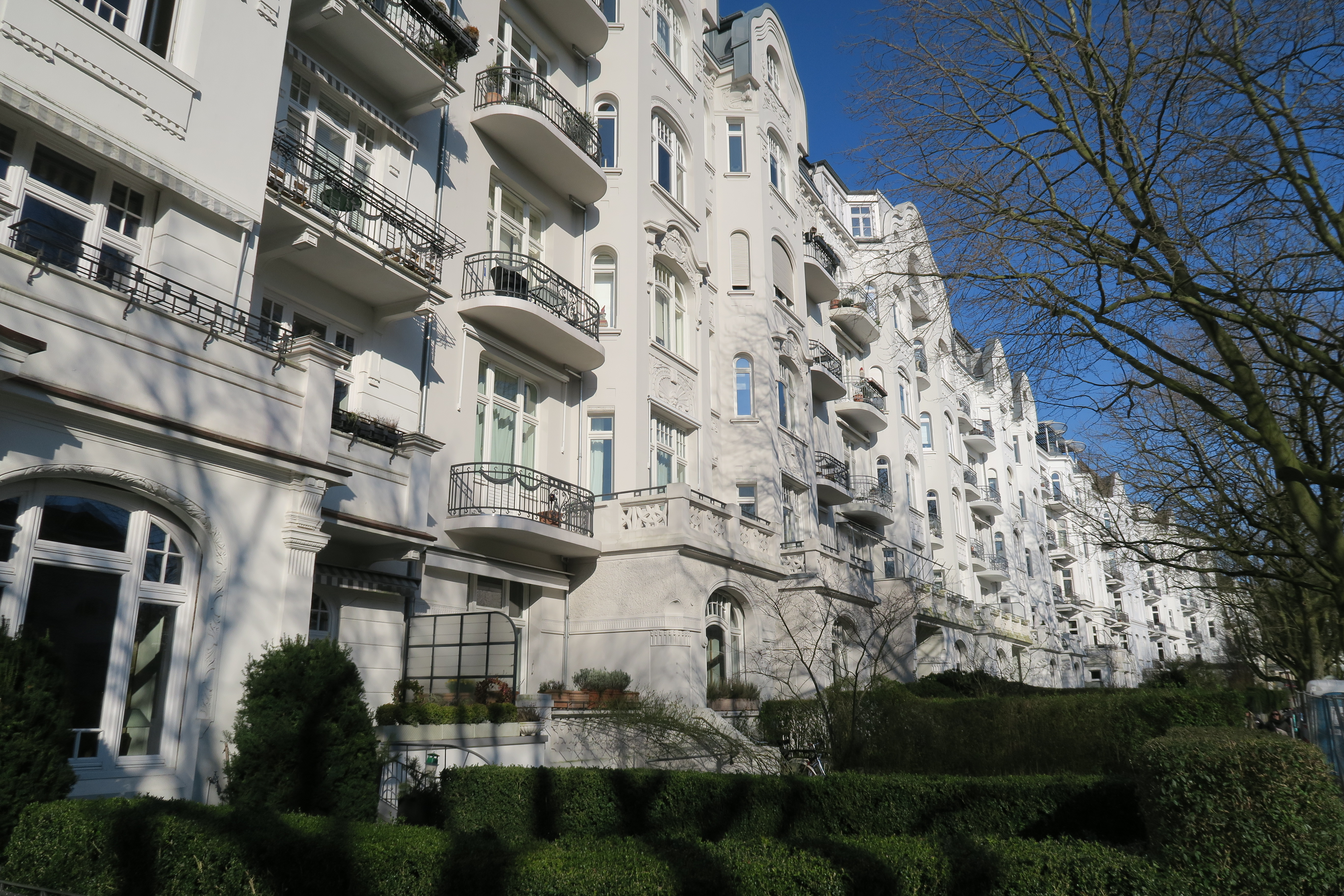
Harvestehude, Bezirk Eimsbüttel
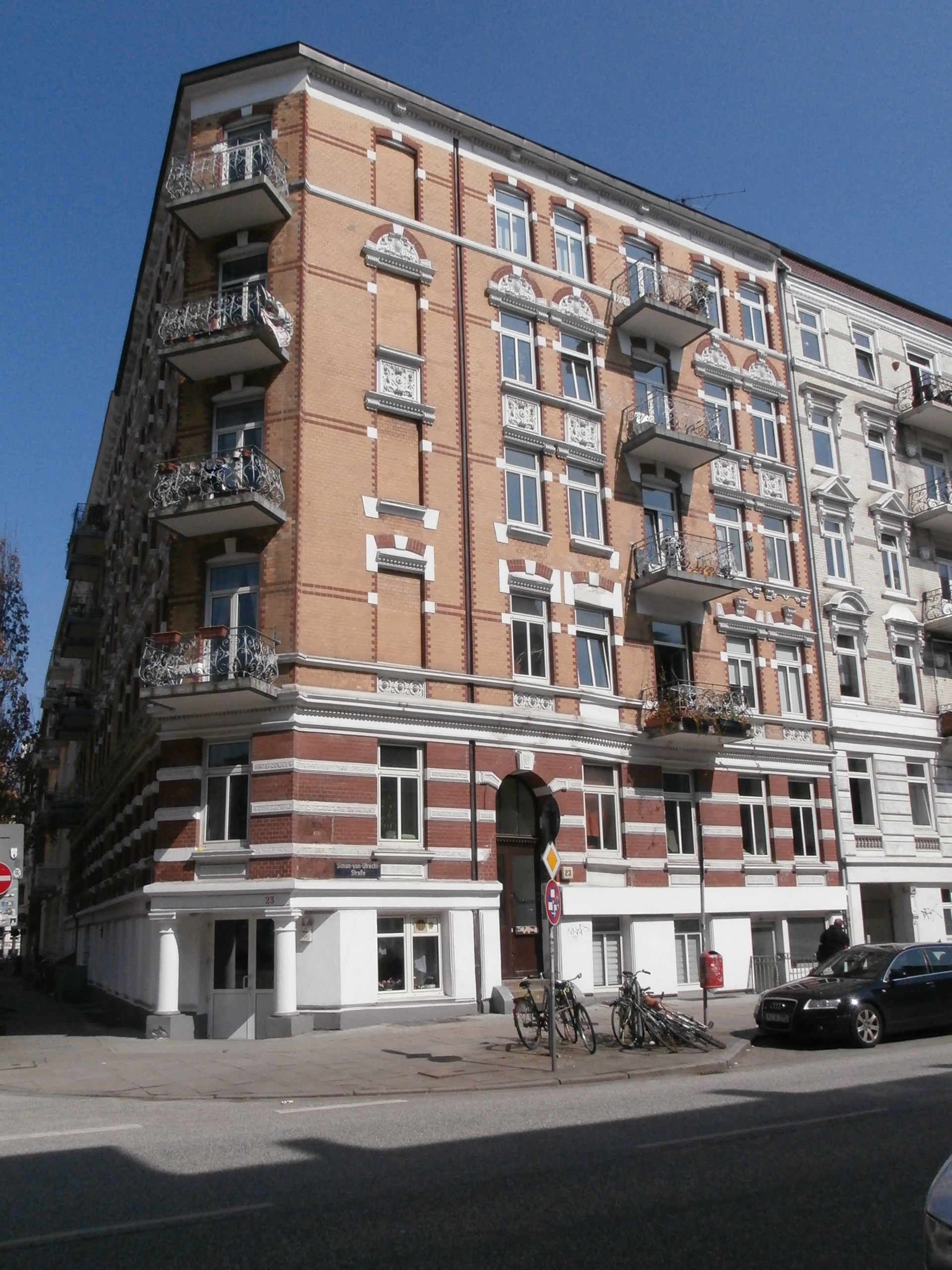
St. Pauli, Bezirk Hamburg-Mitte
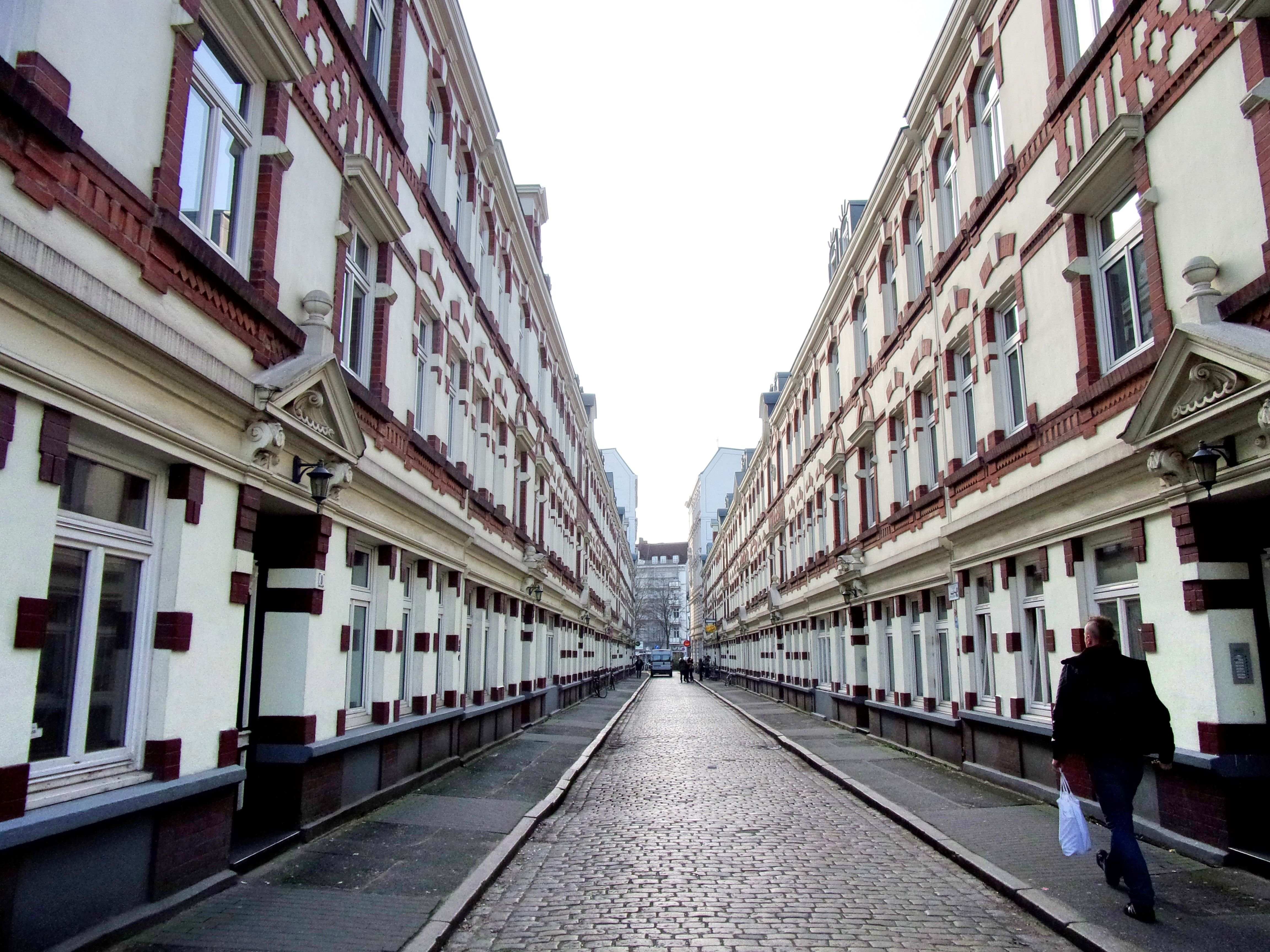
Sternschanze, Bezirk Altona; Gründerzeitbebauung mit nur 3 Geschossen (hinten 5 Geschosse)

Bild zu Hamburg-St. Georg siehe: Heutige west-ostdeutsche Unterschiede; Bild zu Hamburg-St. Pauli siehe auch: Eckkneipen und Bild zu Hamburg-Eimsbüttel siehe auch: Architektur

#### Kölner Ringe
Die Kölner Ringe sind nicht mit dem Kölner Grüngürtel zu verwechseln (siehe: Lagen in der Stadt). Die Kölner Ringe bilden eine 7 1⁄2 Kilometer lange Folge von Ringstraßen, die entlang der abgerissenen, mittelalterlichen Stadtmauer halbkreisförmig um die linksrheinische Altstadt führen. Sie orientieren sich an der Pariser Stadtplanung und der Wiener Ringstraße und wurden als Prachtboulevards angelegt (Bild siehe: Lagen in der Stadt). Die Ringe bilden zudem die Erschließungsstraßen für die zusammen mit ihnen an ihrer Außenseite geplanten Viertel, die heutigen Stadtteile Neustadt-Nord (Bild siehe: Städtebau) und Neustadt-Süd.
Im Rahmen eines städtebaulichen Wettbewerbes für das riesige Gesamtprojekt im Jahre 1880 entfiel der erste Preis auf die Architekten Karl Henrici und Josef Stübben. Stübben wurde 1881 als Kölner Stadtbaumeister eingesetzt.
Das in Deutschland beispiellose Großprojekt wurde in zehn Bauabschnitte untergliedert, wobei die einzelnen Abschnitte der Ringstraßen jeweils an Plätzen mit ehemaligen Torburgen endeten, von denen wichtige Ausfallstraßen ausgehen. Die zehn Abschnitte (Kette festlicher Räume) wurden in unterschiedlicher Breite zwischen 32 und 114 Metern angelegt und von repräsentativen Gebäuden gesäumt. Durch diagonale Straßen entstanden die für die Gründerzeitviertel typischen Sternplätze. Stadttore, Ring- und Ausfallstraßen verbinden in einem zusammenhängenden Design Alt- und Neustadt auf einzigartige Weise.
Ebenso wie die Kölner Altstadt wurden auch Ringstraßen und Neustadt im letzten Krieg stark zerstört und meist gesichtslos wieder aufgebaut. Köln verlor die historische Bausubstanz seiner Prachtstraßen und Boulevards des 19. Jahrhunderts nahezu komplett, in einem Umfang wie kaum eine andere europäische Stadt. Die Kölner Ringe gerieten als Prachtstraßen weitgehend in Vergessenheit. In neuerer Zeit entstand an den Kölner Ringen auch hochwertigere Architektur (Bild siehe: Gentrifizierung).

Kölner Ringe (zerstört)
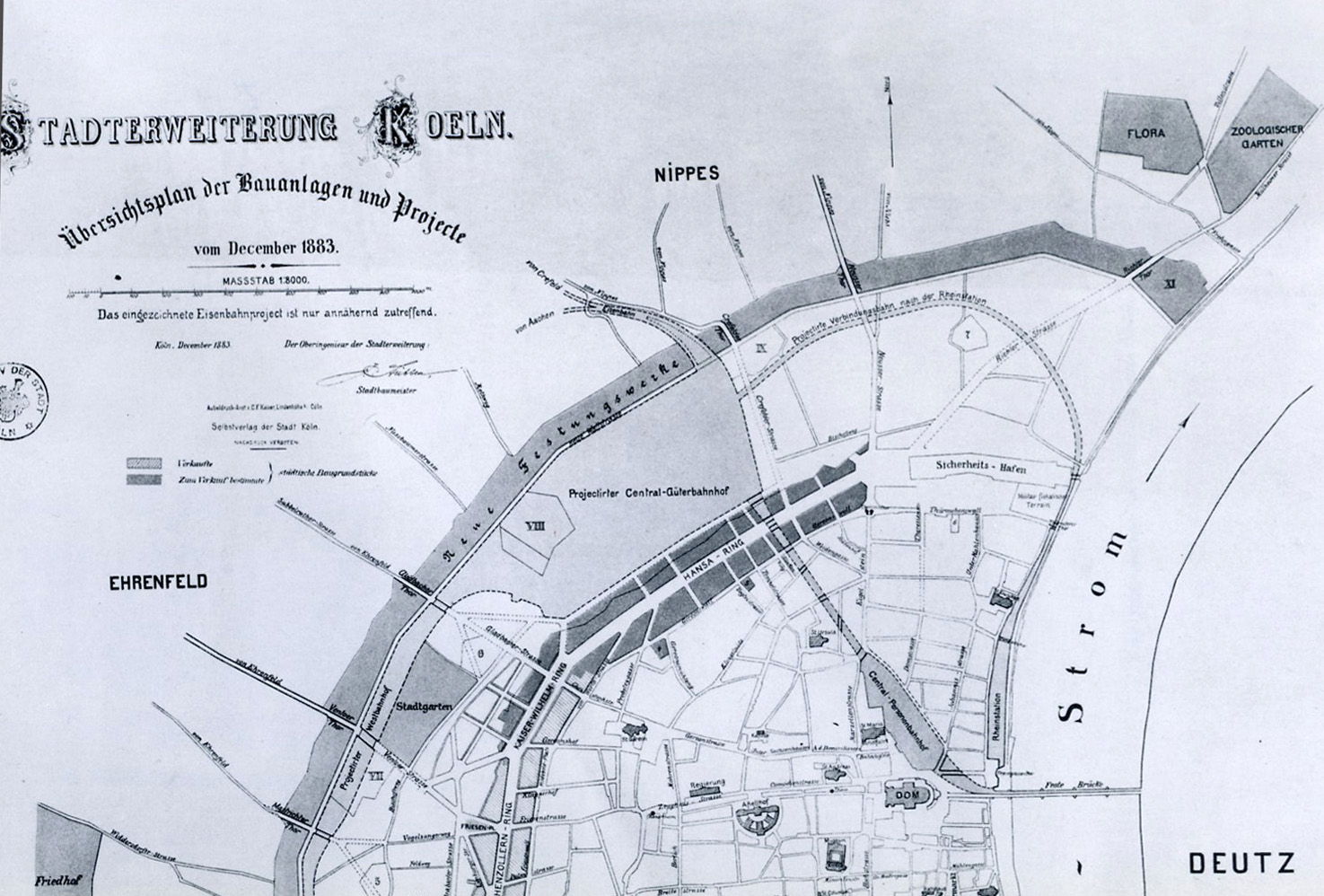
Plan zur Stadterweiterung, Neustadt-Nord, 1883
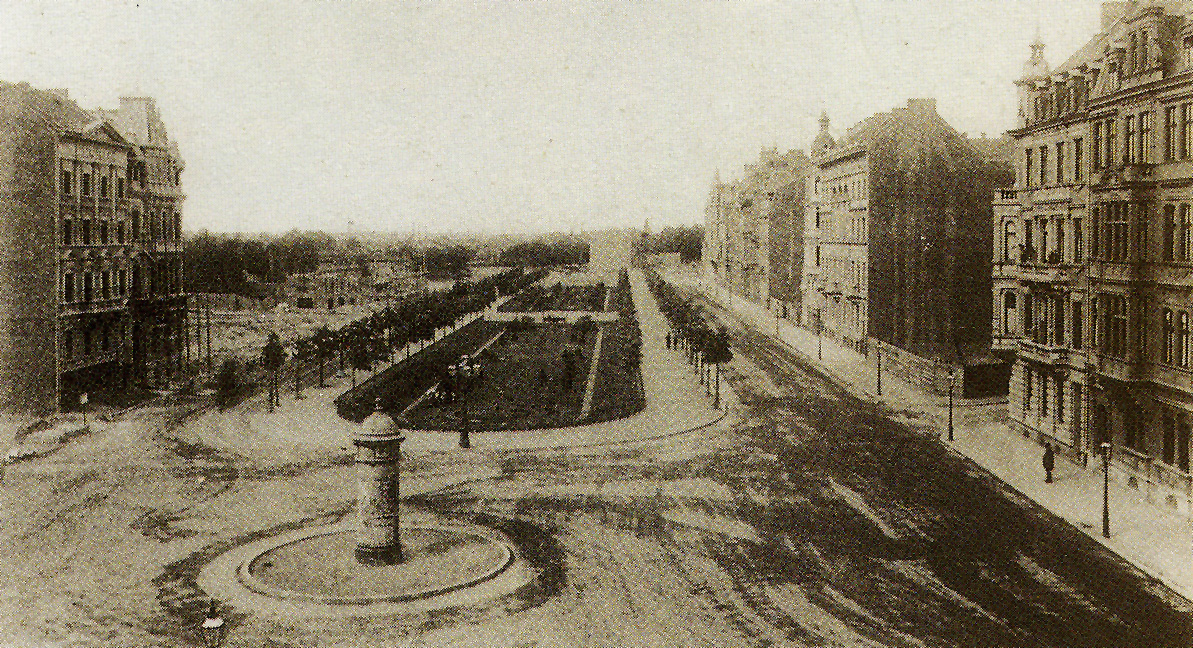
Anlage des Kaiser-Wilhelm-Rings, um 1886
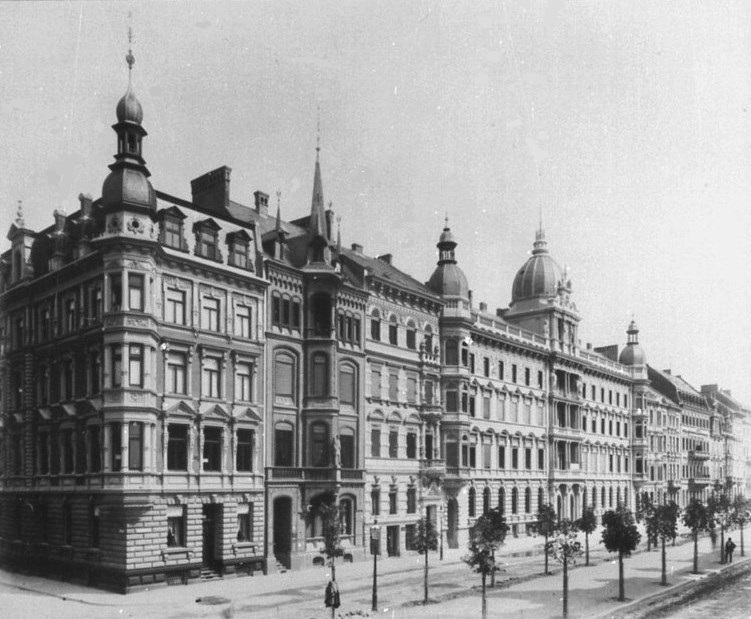
Hohenstaufenring, um 1886
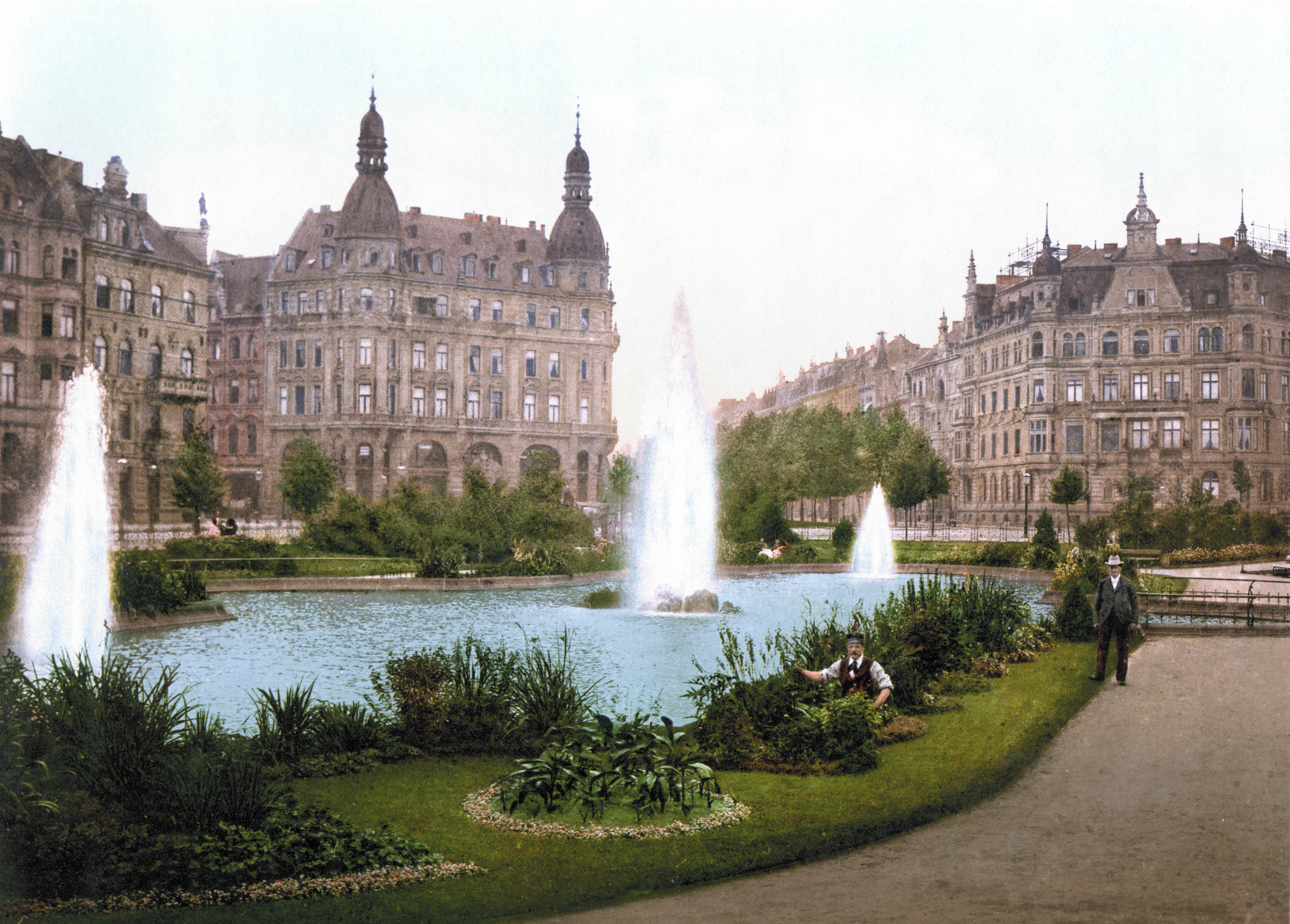
Deutscher Ring, um 1900
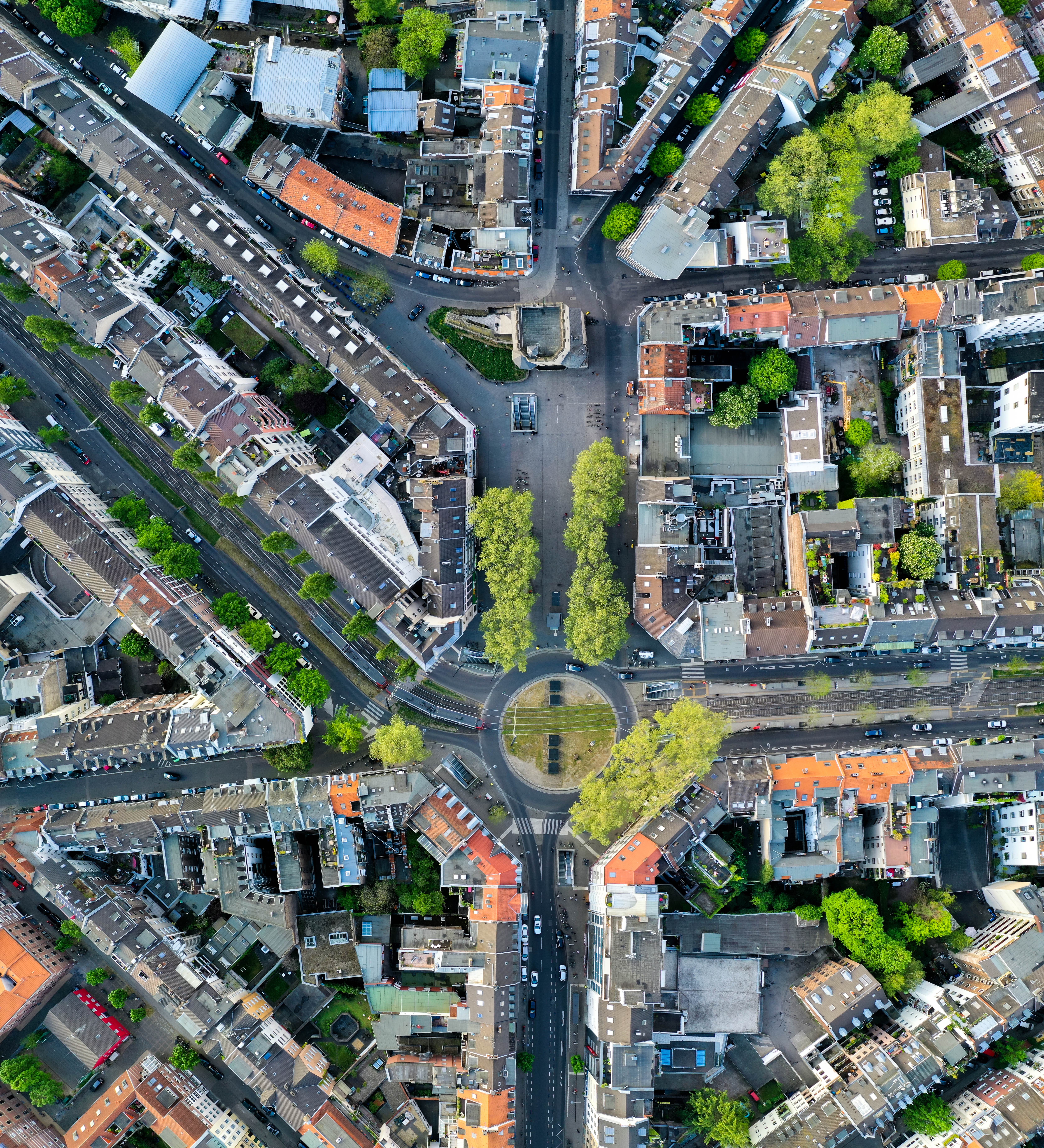
Chlodwigplatz von oben, 2020

Zur Anmerkung der Bildgalerie „zerstört“ siehe Abschnitt Leipzig

#### Frankfurt am Main

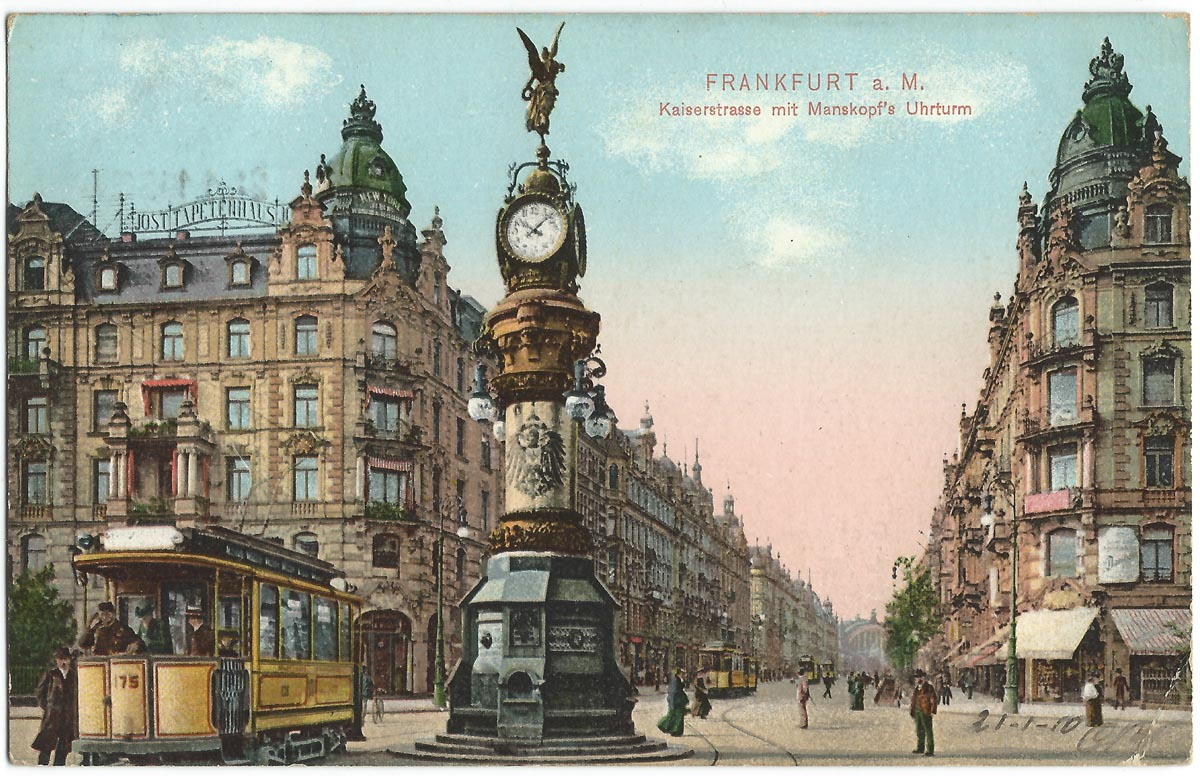
Bahnhofsviertel in Frankfurt a. M. Kaiserstraße, 1908

Frankfurt am Main besitzt in seinem historischen Aufbau nördlich des Mains eine klassische, deutsche Stadtstruktur, wie kaum eine andere Stadt. Die Altstadt wird von Wallanlagen mit einer Ringstraße umgeben, um die sich die Gründerzeitviertel beidseitig einer zweiten Ringstraße, dem Alleenring, gruppieren. Innerhalb des Alleenrings liegen Bahnhofsviertel (Bilder siehe: Lagen in der Stadt und Nachkriegszeit), Westend (ehemaliges Villenviertel), Nordend und Ostend; außerhalb des Alleenrings liegen Bockenheim und Bornheim. Während im Zweiten Weltkrieg die Altstadt vollständig zerstört wurde, blieben die Gründerzeitviertel weitgehend verschont.

#### Wiesbadener Ringstraße
Wiesbaden gilt als Musterbeispiel des Historismus, mit Boulevards die an Paris erinnern. Die Stadt erlebte im Kaiserreich, um 1900, seine Blütezeit als Weltbad. Kaiser Wilhelm II. weilte alljährlich zur Kur und Wiesbaden zählte die meisten Millionäre Deutschlands. Im Laufe der Gründerzeit gab es nahezu eine Verzehnfachung der Einwohnerzahl, was eine umfangreiche Stadterweiterung nötig machte, von der die nahezu unzerstört gebliebene Stadt bis heute geprägt wird.
Für die erwartete Entwicklung legte 1871 Stadtbaumeister Alexander Fach einen Bebauungsplan mit einer Ringstraße vor. Fach orientierte sich an der Wiener Ringstraße, den Kölner Ringen sowie an Düsseldorf und Dortmund. Seine großzügigen Planungen wurden östlich des Kurviertels infolge des Ausbruchs des Ersten Weltkriegs nicht mehr verwirklicht. Unter dem späteren Stadtbaumeister Felix Genzmer (1894–1903) wurden die Ringstraße ausgebaut und neue Viertel angelegt (Dichterviertel, Rheingauviertel, Feldherrenviertel), mit herrschaftlichen Bürgerwohnungen bis zu 200 m².

Stadterweiterung Wiesbaden (erhalten)
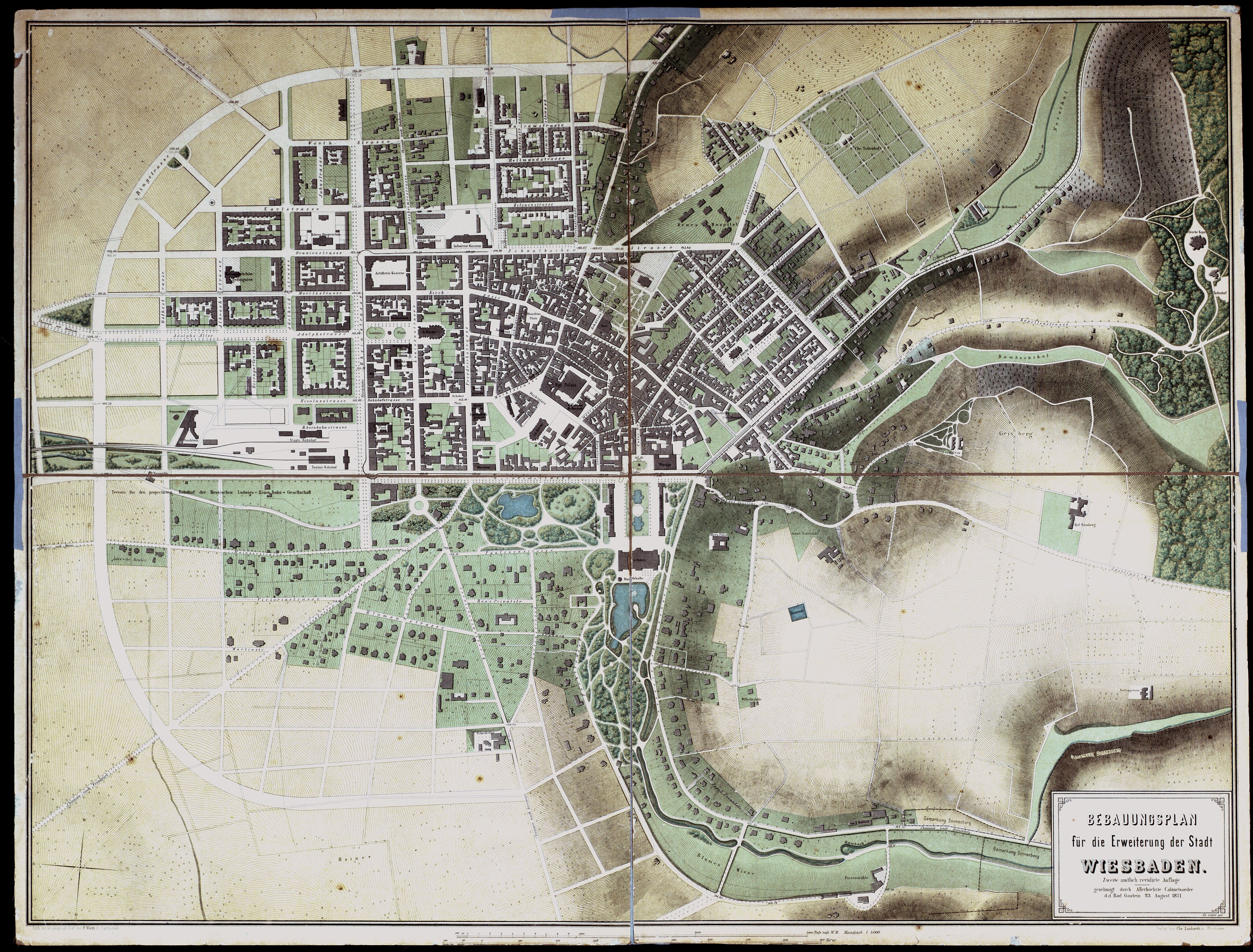
Bebauungsplan von 1871 von Alexander Fach
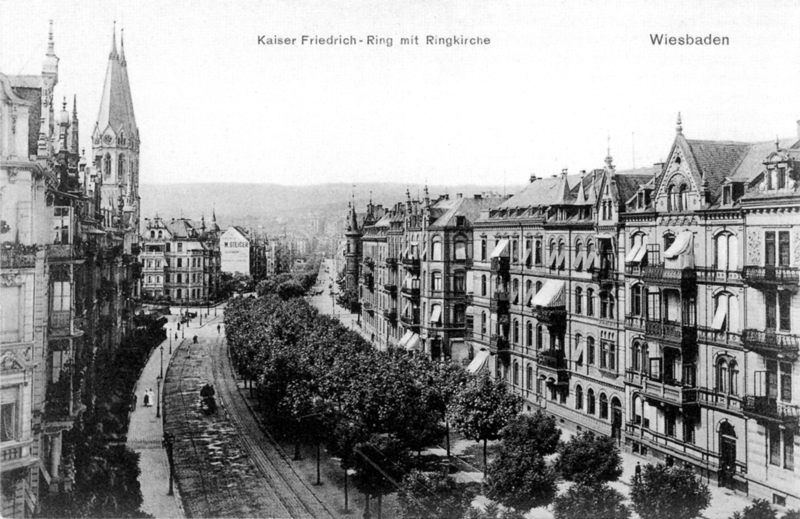
Kaiser-Friedrich-Ring, 1907
Dichterviertel
Rheingauviertel

Zur Anmerkung der Bildgalerie „erhalten“ siehe Abschnitt Leipzig

#### Straßburg

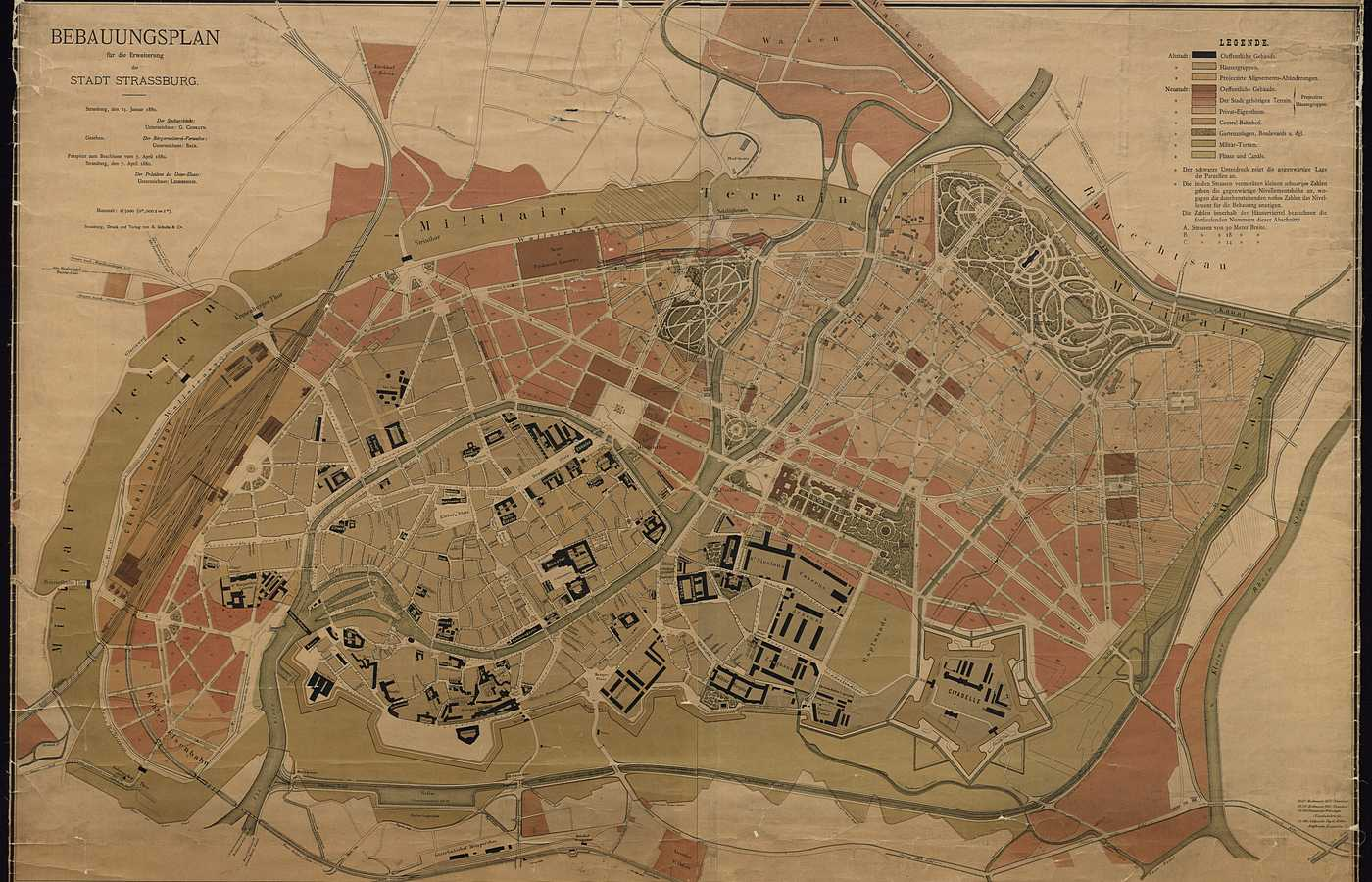
Neustadt in Straßburg, Bebauungsplan des Architekten Jean Geoffroy Conrath, 1880

Neustadt ist ein Stadtteil von Straßburg, dessen offizielle französische Bezeichnung ebenfalls Neustadt lautet. Die Bebauung des Stadtteils erfolgte durch die deutschen Behörden unter Leitung des Straßburger Stadtbaumeisters Jean Geoffroy Conrath, als Straßburg von 1871 bis 1918 Hauptstadt des Reichslandes Elsaß-Lothringen war.
Der Architekt Hermann Eggert konzipierte die kaiserliche Residenz (das heutige Palais du Rhin) sowie verschiedene Institute der Kaiser-Wilhelm-Universität. Der Plan der Neustadt richtet sich teilweise nach dem Vorbild der Pariser Boulevards unter Baron Haussmann. Es handelt sich in Straßburg allerdings um keinen Stadtumbau wie in Paris, der noch in der Zeit des Klassizismus erfolgte, sondern um eine Stadterweiterung der Gründerzeit im Stil des Historismus (siehe auch: Nationale Unterschiede). Das bebaute Stadtgebiet Straßburgs wurde durch die Erweiterung mehr als verdoppelt. Zwischen 1870 und 1915 wuchs die Bevölkerung der Stadt von 80.000 auf 180.000 Einwohner.

#### Nürnberg
In Nürnberg begünstigten die frühe Ansiedlung handwerklicher Betriebe außerhalb der Stadtmauer und die frühe Anbindung der Stadt an das Eisenbahnnetz die Ansiedlung von Industriebetrieben. Im Gegensatz zu anderen Städten erfolgte keine Niederlegung der Stadtmauer. Mit der Erweiterung des Stadtgebiets in der zweiten Hälfte des 19. Jahrhunderts entstand mit der Marienvorstadt das erste planmäßig angelegte Viertel außerhalb der Altstadt. Später entwickelten sich um die industriellen Betriebe und Bahnanlagen im Süden der Stadt ehemalige Dörfer, wie Galgenhof, Gostenhof oder St. Leonhard zu urbanen Stadtteilen, vorwiegend für die Arbeiterschaft. Nördlich der Altstadt entstanden für wohlhabendere Bürger gegen Ende des 19. Jahrhunderts weitere Gründerzeitviertel, wie Gärten hinter der Veste oder Gärten bei Wöhrd, häufig mit Vorgärten. Die gründerzeitliche Bebauung liegt meist innerhalb der Nürnberger Ringstraße, mit Ausnahme der Fürther Straße, mit durchgehender Bebauung bis Fürth.
Eine Besonderheit bildet der Nürnberger Stil, welcher auf den historischen Bautraditionen der Stadt gründet, mit einem hohen Anteil an durchgängigen Sandsteinfassaden und gotisierenden Elementen. In der Folge entstand auch im Jugendstil eine eigene Nürnberger Ausprägung.
Durch die Bombardierungen im Zweiten Weltkrieg wurden einige Nürnberger Gründerzeitviertel nahezu komplett zerstört, insbesondere die Marienvorstadt und große Teile der Südstadt.

Nürnberger Gründerzeitviertel (teilweise erhalten)
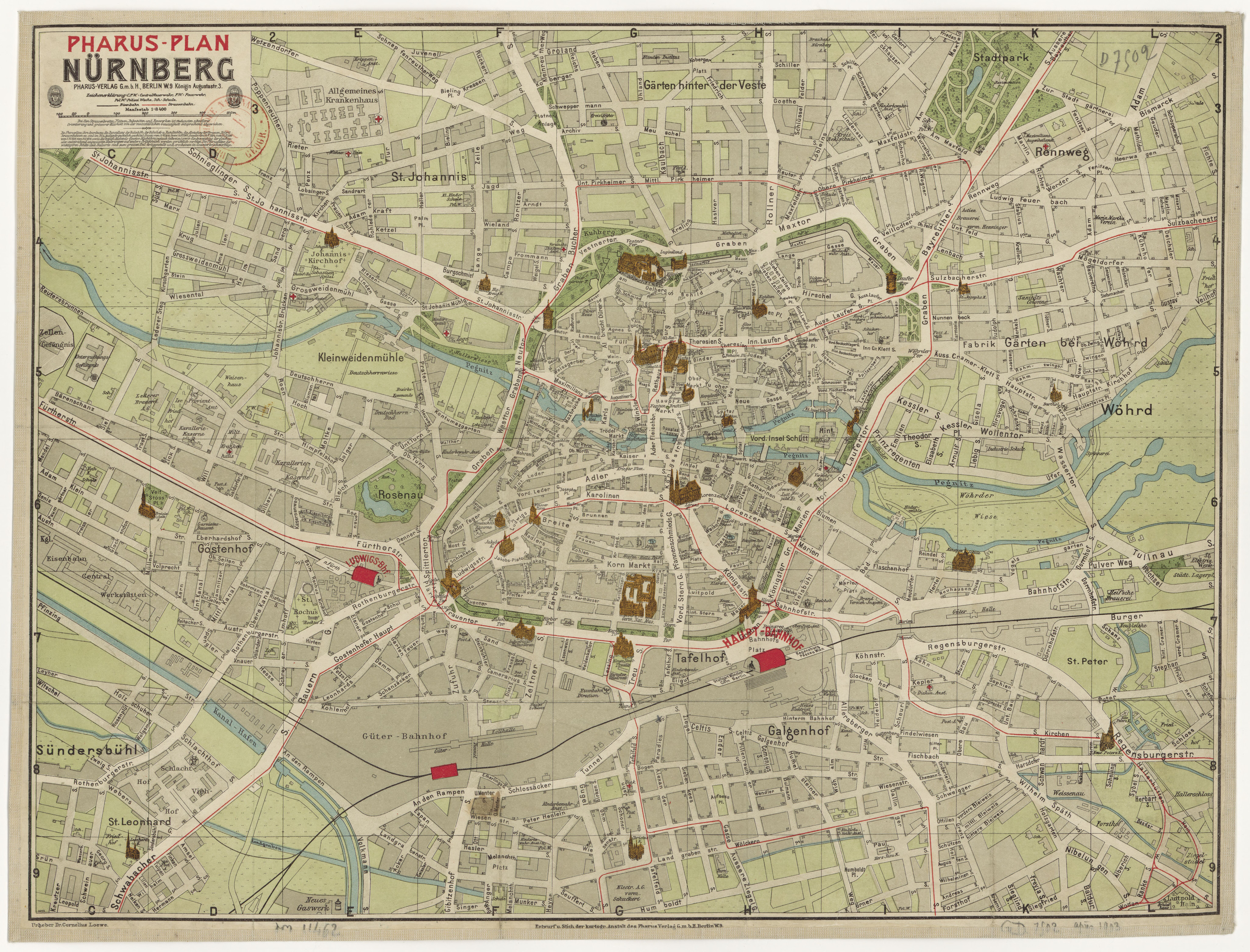
Altstadt und Stadterweiterungen, 1903
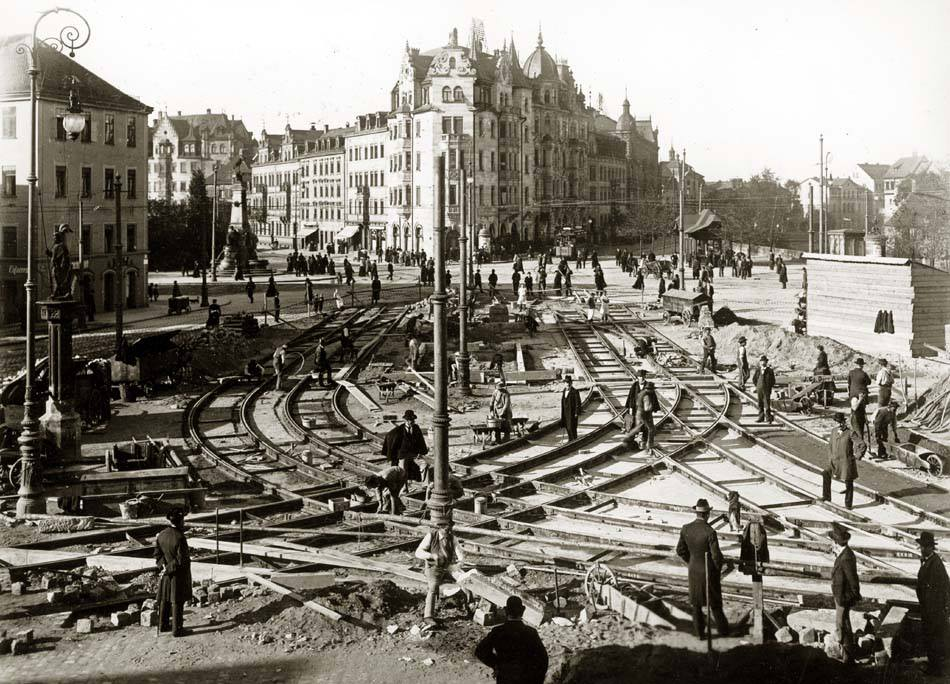
Gründerzeitbebauung am Plärrer, 1910
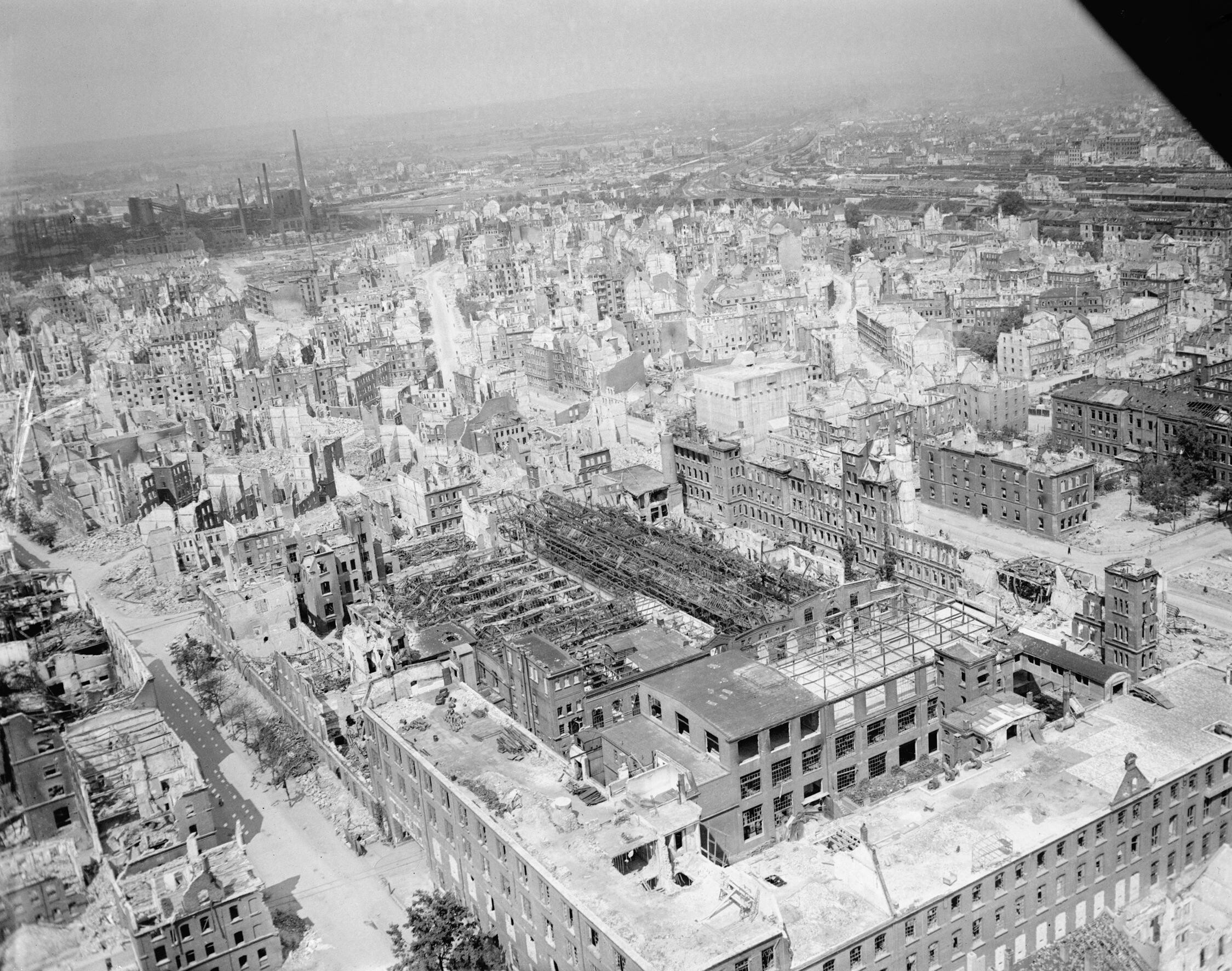
Zerstörungen Steinbühls im Zweiten Weltkrieg, 1945
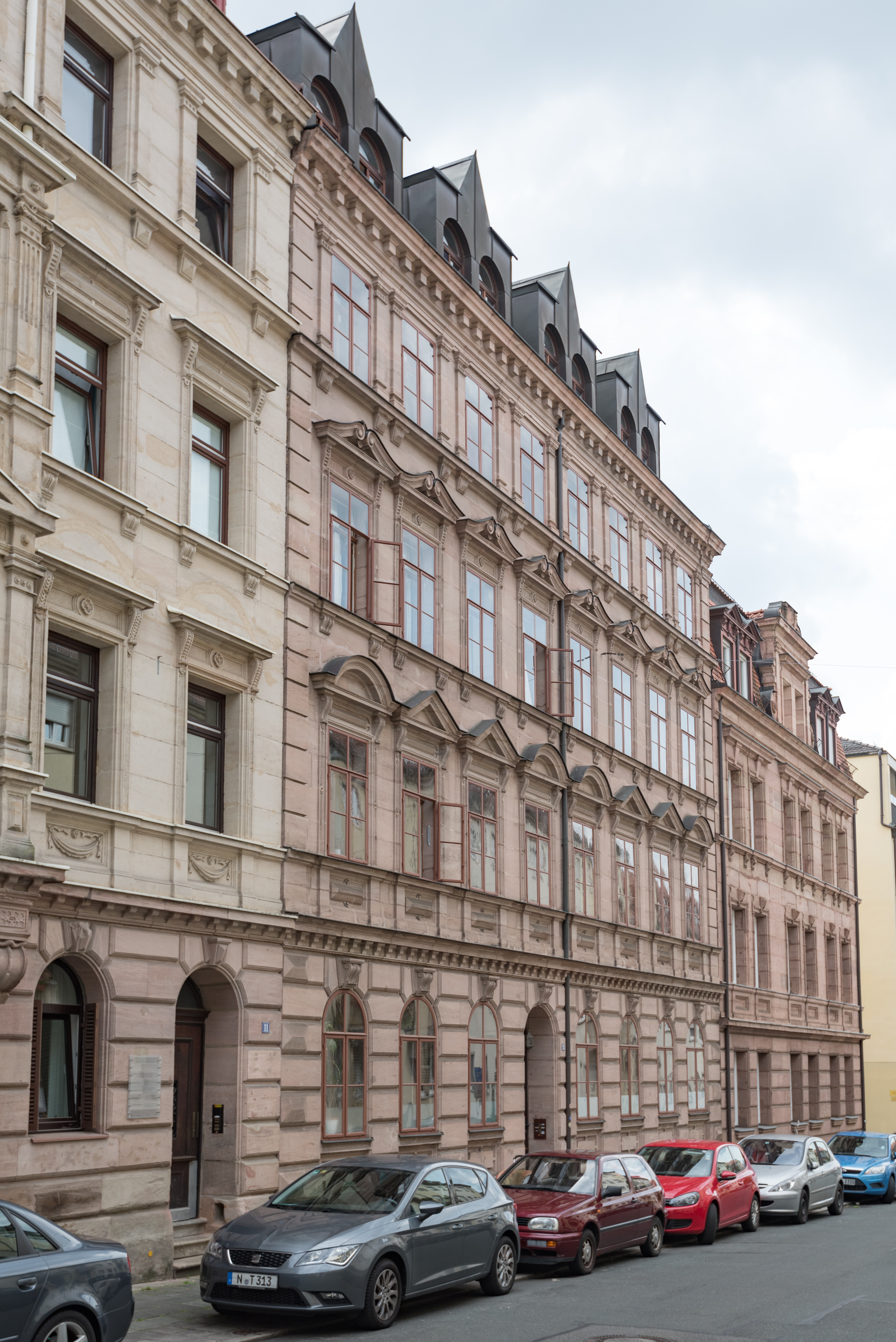
Wielandstraße in St. Johannis
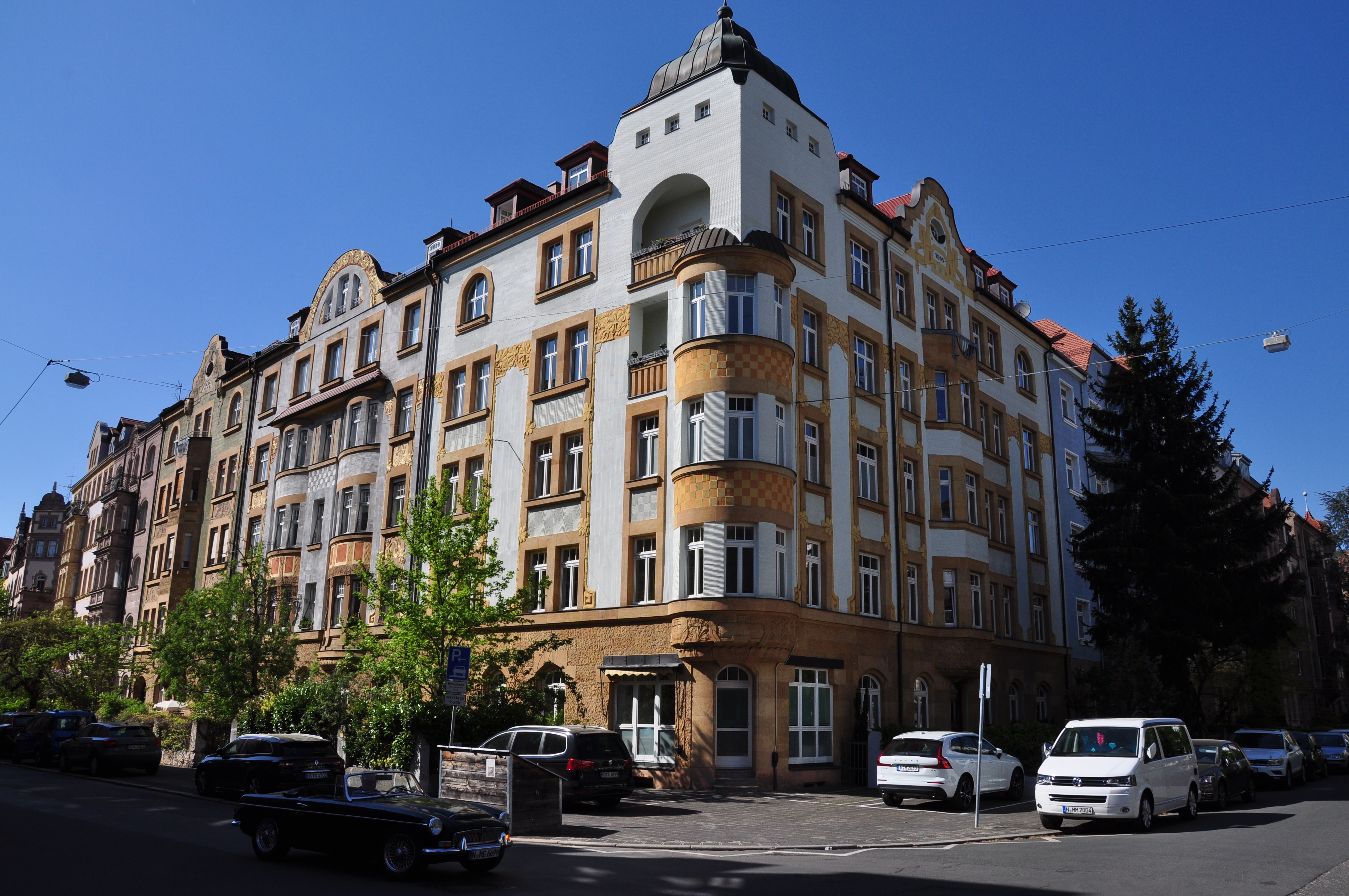
Nürnberger Jugendstil (Gärten hinter der Veste)

#### Fürther Hornschuchpromenade
Fürth entwickelte sich in der Gründerzeit, aus denselben Gründen wie das benachbarte Nürnberg, zur Industriestadt. Fürth wurde im letzten Krieg kaum zerstört und besitzt eine weithin zusammenhängend erhaltene Gründerzeitbebauung, wie ansonsten nur sehr wenige Städte in Westdeutschland. Typisch sind, wie in Nürnberg und andernorts in Mittelfranken die Sandsteinfassaden. Besonders hervor sticht das Ensemble Hornschuchpromenade/Königswarterstraße, zu dem noch weitere Straßen der Umgebung gehören. Es entstanden hier seit 1883 herrschaftliche Mietshäuser im Historismus und im Jugendstil, für den Fürth weithin bekannt ist. Das Ensemble wurde mit Pariser Boulevards verglichen.

„Bis heute ist hier der vornehmste Wohnbereich des wohlhabenden Bürgertums der Handels- und Industriestadt Fürth anschaulich, der in seiner fast lückenlos erhaltenen Geschlossenheit zudem eines der eindrucksvollsten gründerzeitlichen Stadtquartiere Bayerns und Deutschlands darstellt.“

Fürth: Boulevards an Hornschuchpromenade (erhalten)
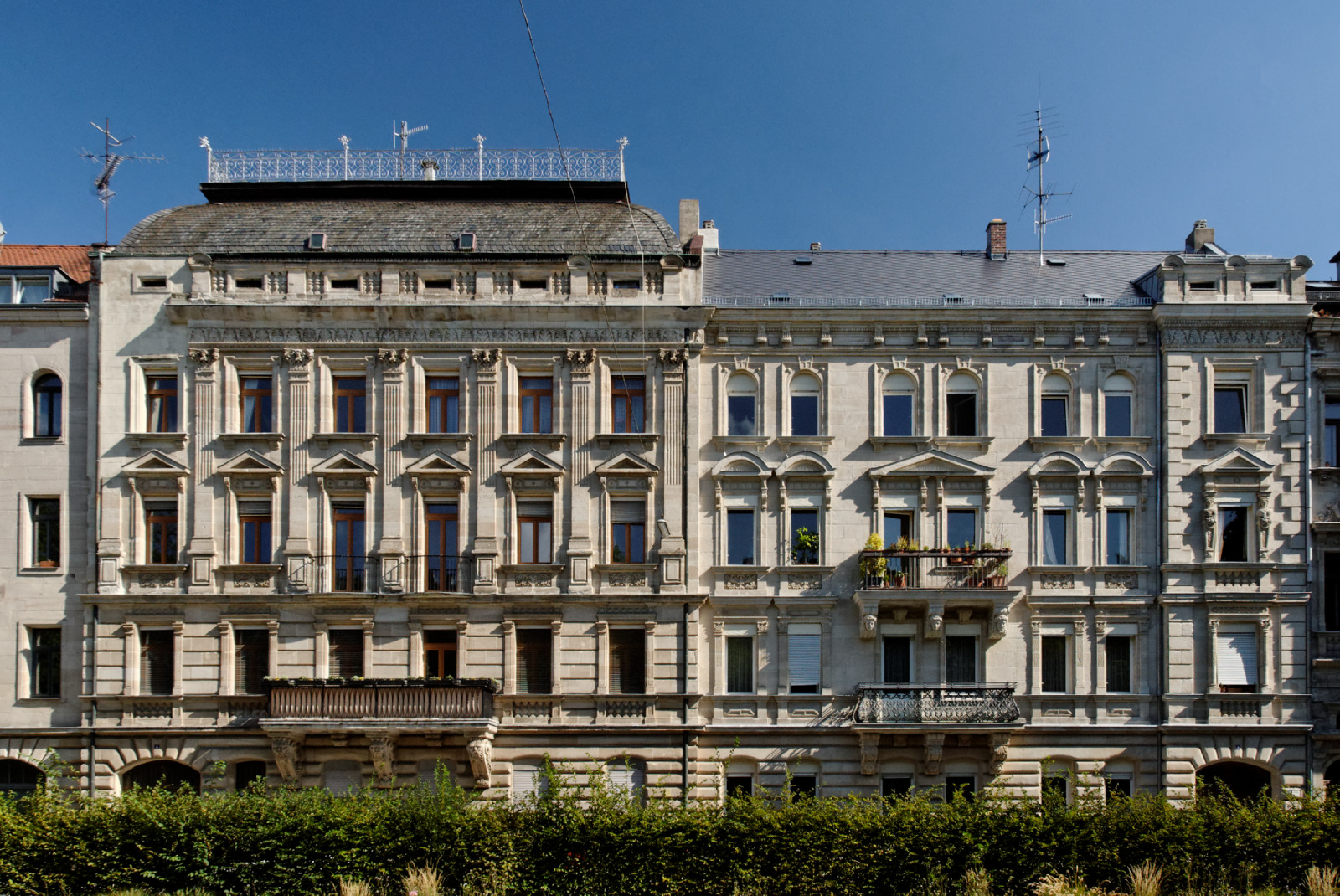
Hornschuchpromenade Nr. 1 und 2
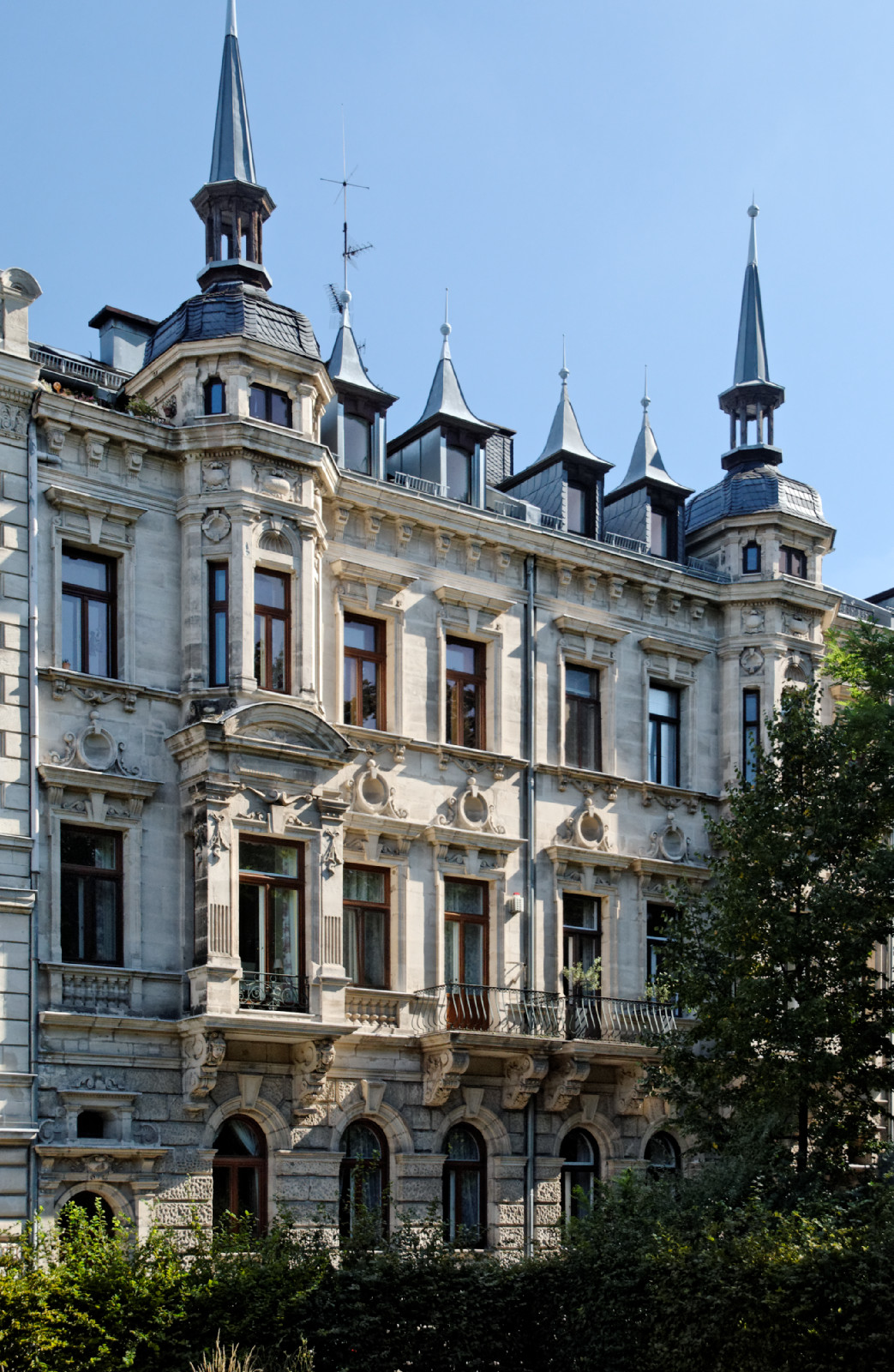
ebd., Nr. 3 und 4
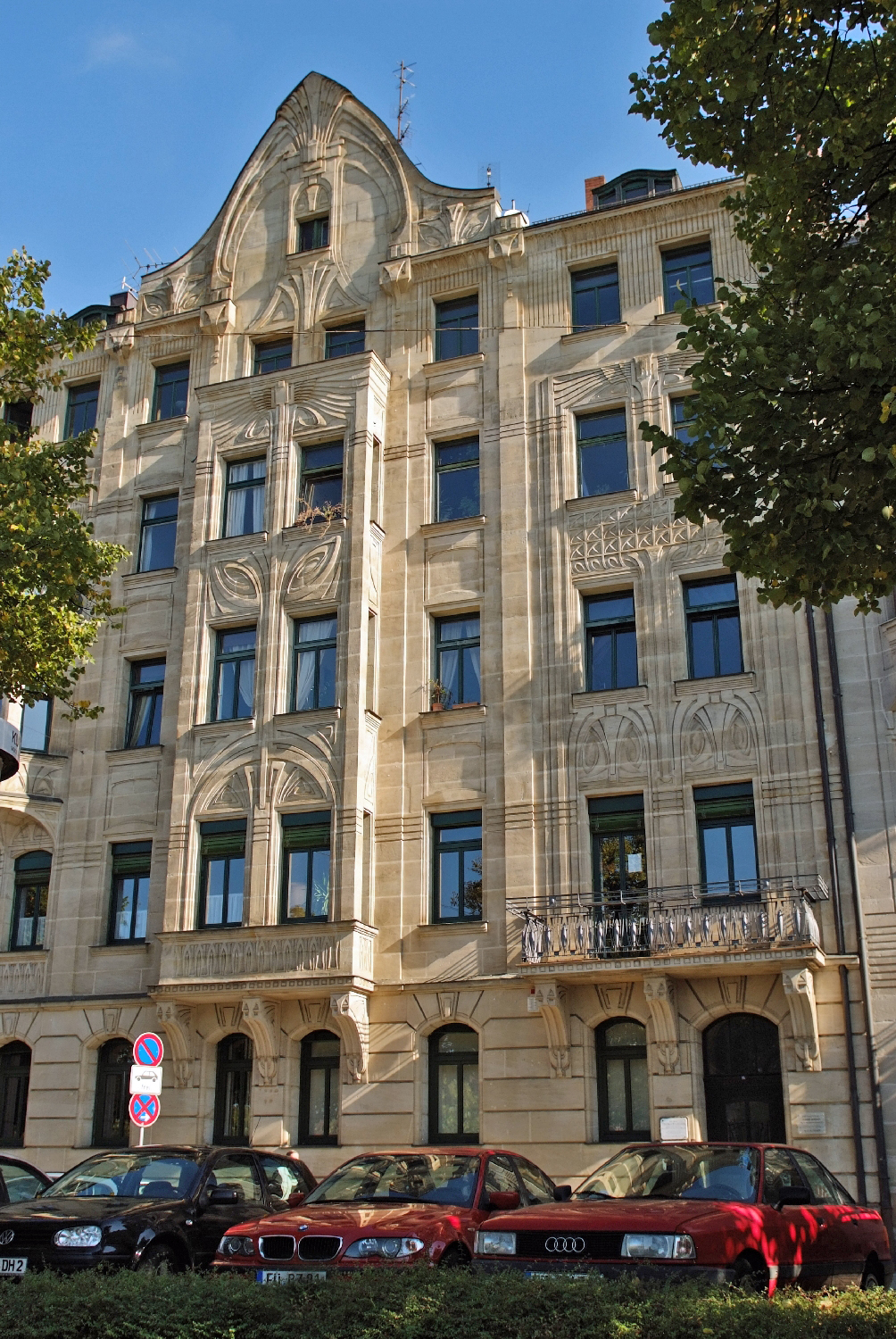
ebd., Nr. 25
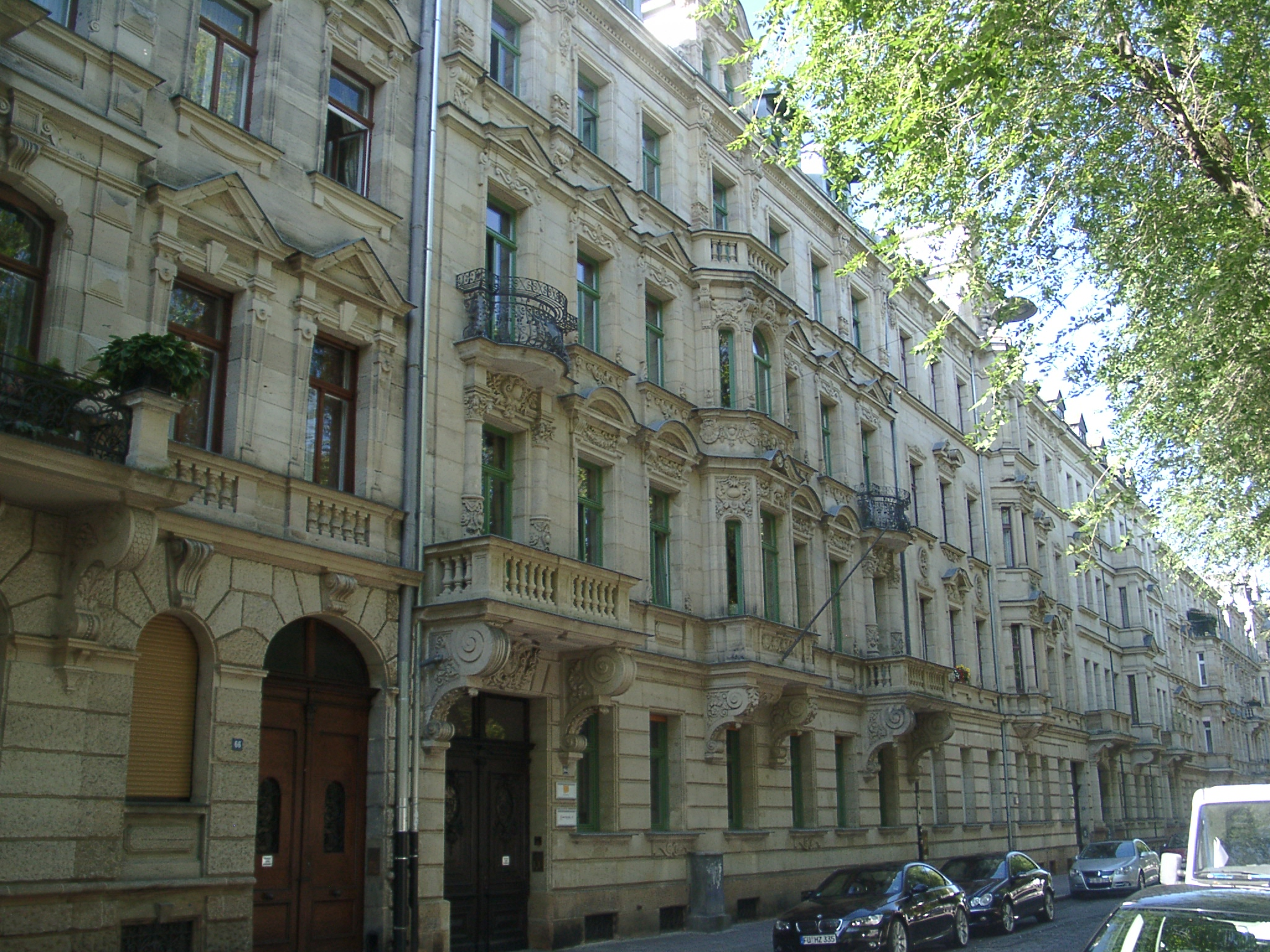
Königswarterstraße
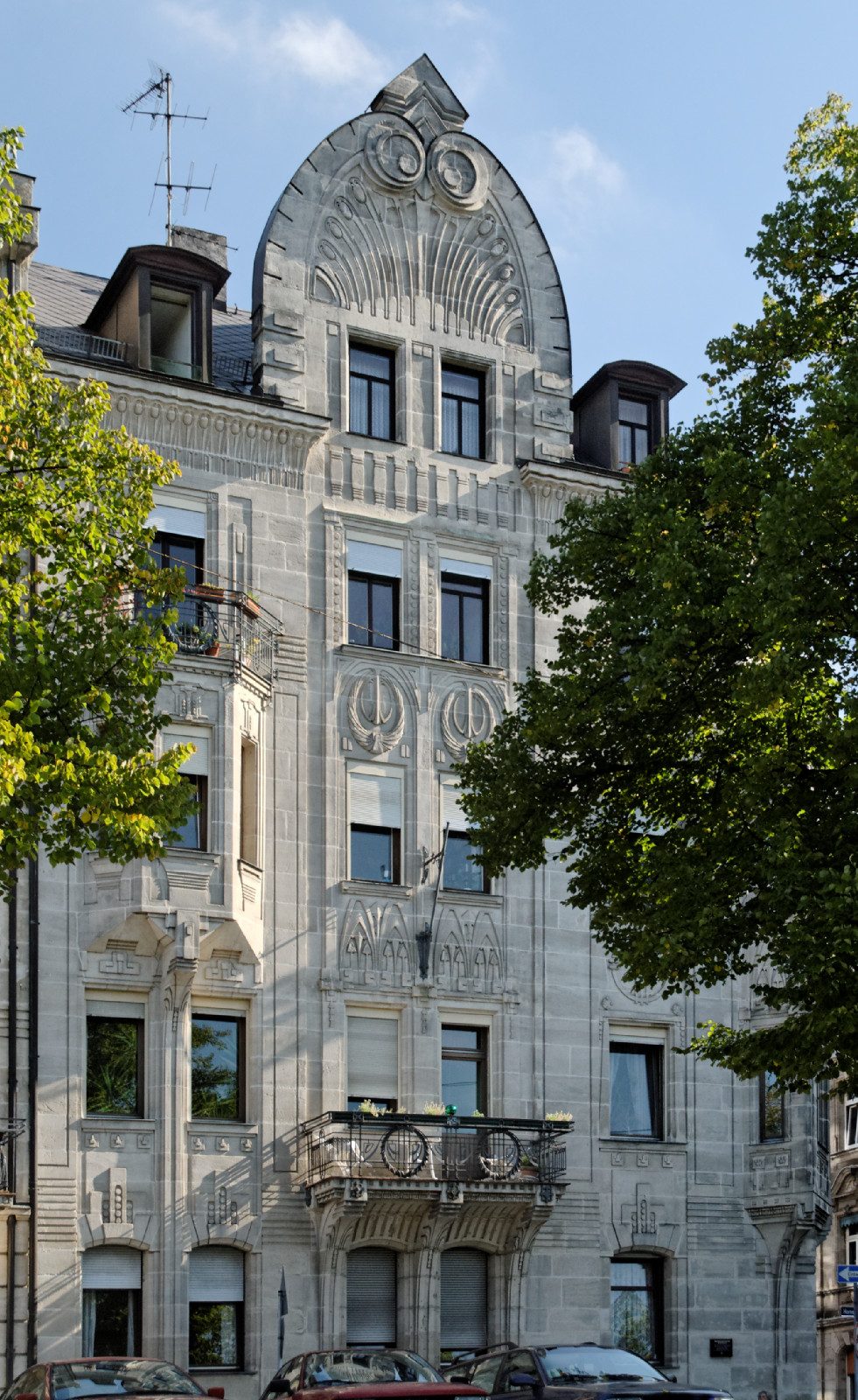
Zähstraße

Zur Anmerkung der Bildgalerie „erhalten“ siehe Abschnitt Leipzig

#### München

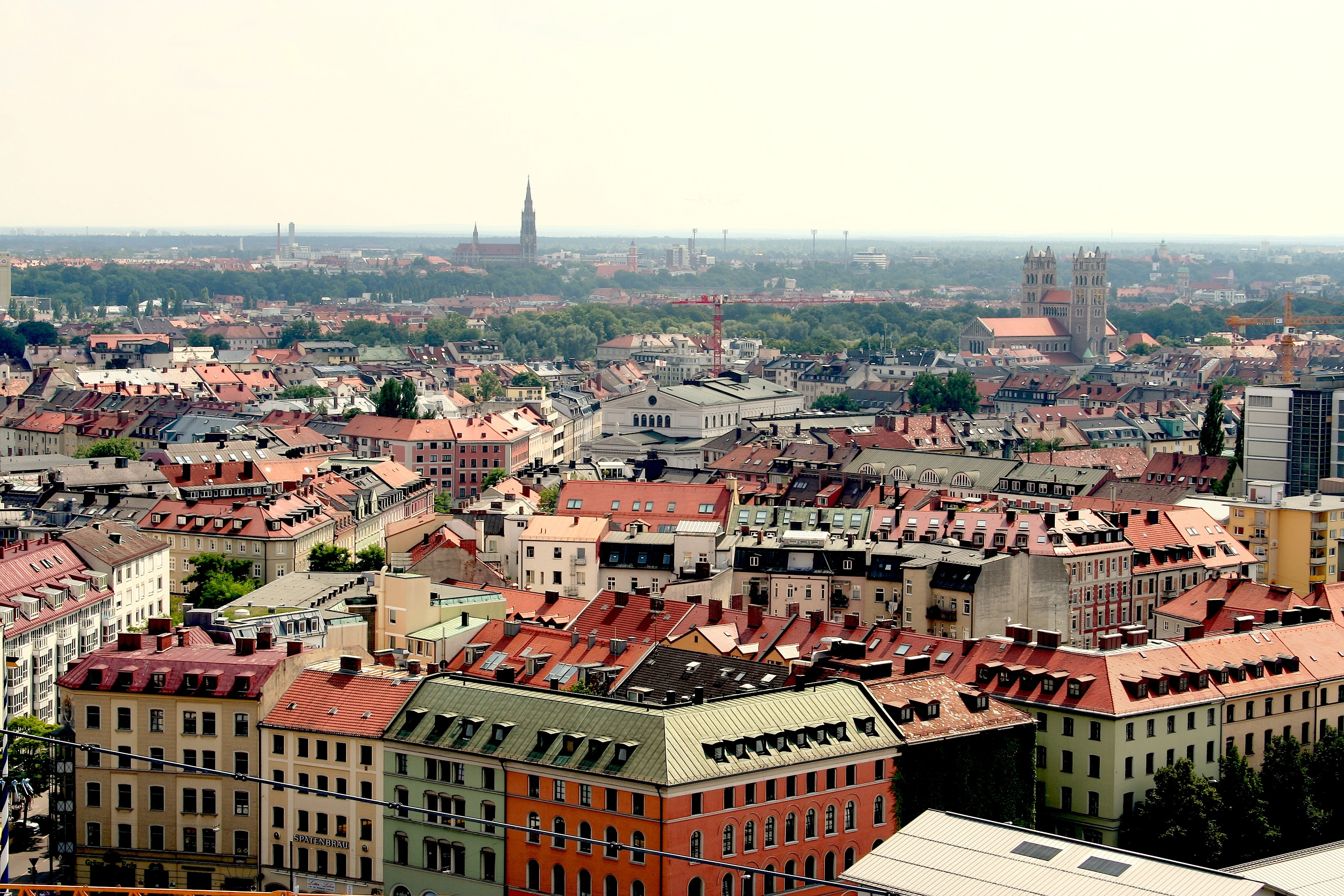
Gärtnerplatzviertel in München
im Stadtbezirk 2

Die Münchner Maxvorstadt (Stadtbezirk 3) ist ein Sonderfall. Sie wurde zur Zeit des Klassizismus in einem strengen, schachbrettartigen Straßenraster angelegt, aber abgesehen von den bekannten Prachtstraßen und repräsentativen Bauten am südlichen und östlichen Rand (Brienner Straße, Ludwigstraße und umliegende Plätze) erst später, in der Gründerzeit, mit großen Wohnhäusern bebaut. Während es sich beim Lehel (Stadtbezirk 1; Bild siehe: Viertel für das Bürgertum), der Ludwigsvorstadt (Stadtbezirk 2; Bilder siehe: Städtebau und Heutige west-ostdeutsche Unterschiede) und der Isarvorstadt (Stadtbezirk 2) um reine Gründerzeitviertel handelt. Die Prinzregentenstraße ist die einzige Münchner Prachtstraße die ausschließlich in der Gründerzeit bebaut wurde.
Einige Münchner Gründerzeitviertel wurden im Zweiten Weltkrieg nahezu komplett zerstört und in den 1950er Jahren gesichtslos wieder aufgebaut, insbesondere die Maxvorstadt und das Bahnhofsviertel (nordwestlicher Teil der Ludwigsvorstadt). Heute besitzt München, abgesehen von einigen Straßenzügen und Häuserzeilen, keine geschlossene Gründerzeitbebauung mehr.

### Österreich-Ungarn

#### Wiener Gürtel
Die Einwohnerzahl Wiens verdoppelte sich von 1870 bis 1910 von einer auf über zwei Millionen und lag damit höher als heute. Bereits 1858 erteilte Kaiser Franz Joseph I. den Auftrag, eine Trasse für eine Gürtelstraße festzulegen, als drittes Ringsegment nach der Ringstraße. Die Vorstädte wurden eingemeindet, 1874 wurde Favoriten als neuer 10. Bezirk konstituiert und 1892 folgten weitere neue Bezirke entlang des Gürtels. Die dörflichen Vorstädte mit Dorfplätzen und verwinkelten Gassen wurden abgebrochen und in den inneren und äußeren Bezirken wurde ein neues Straßenraster angelegt.
Der Wiener Gürtel ist von seiner Lage mit dem Frankfurter Alleenring vergleichbar (siehe: Frankfurt am Main).

Vorstädte um den Wiener Gürtel (erhalten)
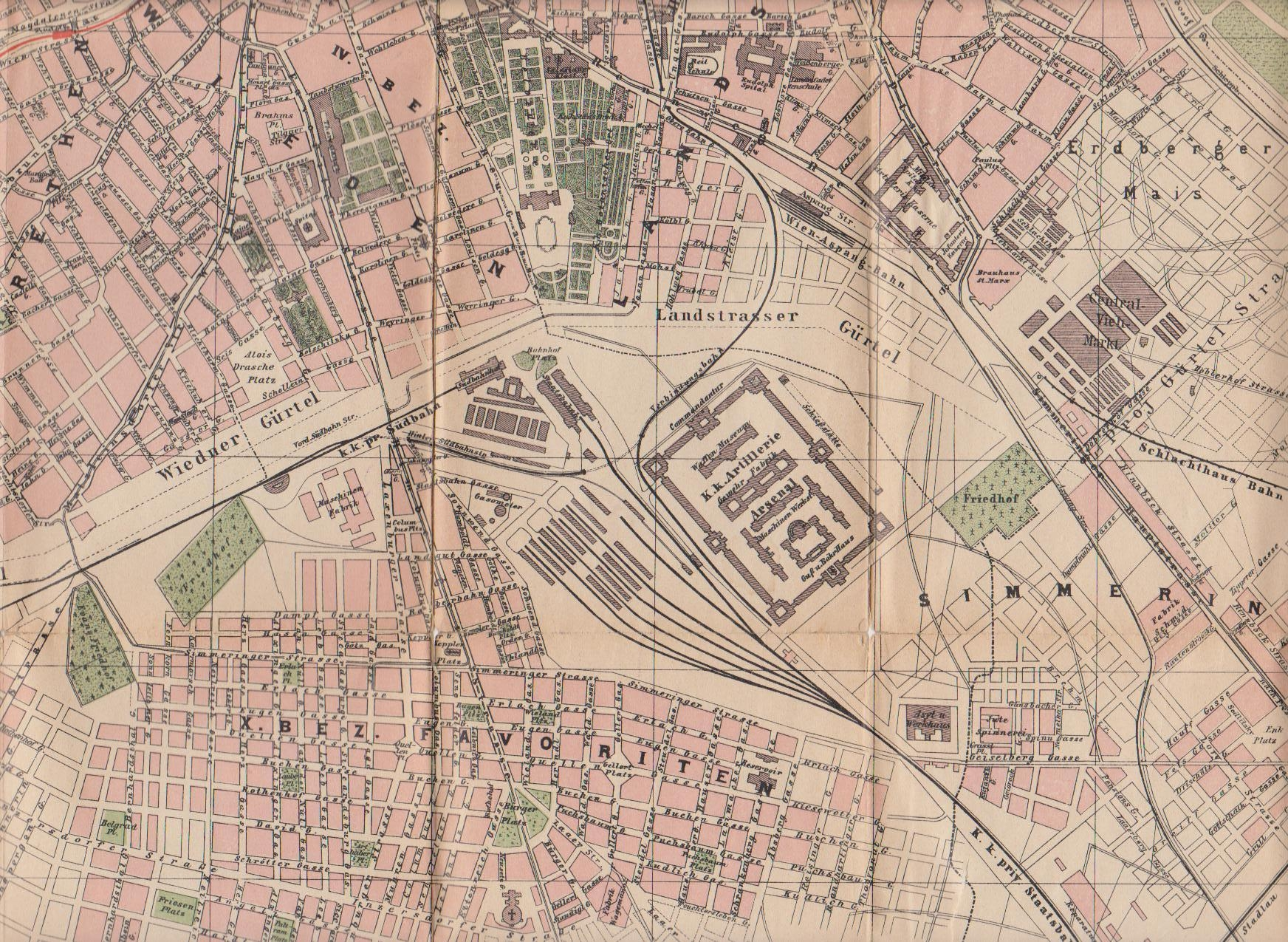
Stadtplan von 1900. Mit gründerzeitlichen Vorstädten südlich des Gürtels im Aufbau, in den Gemeindebezirken Favoriten (X) und Simmering (XI)
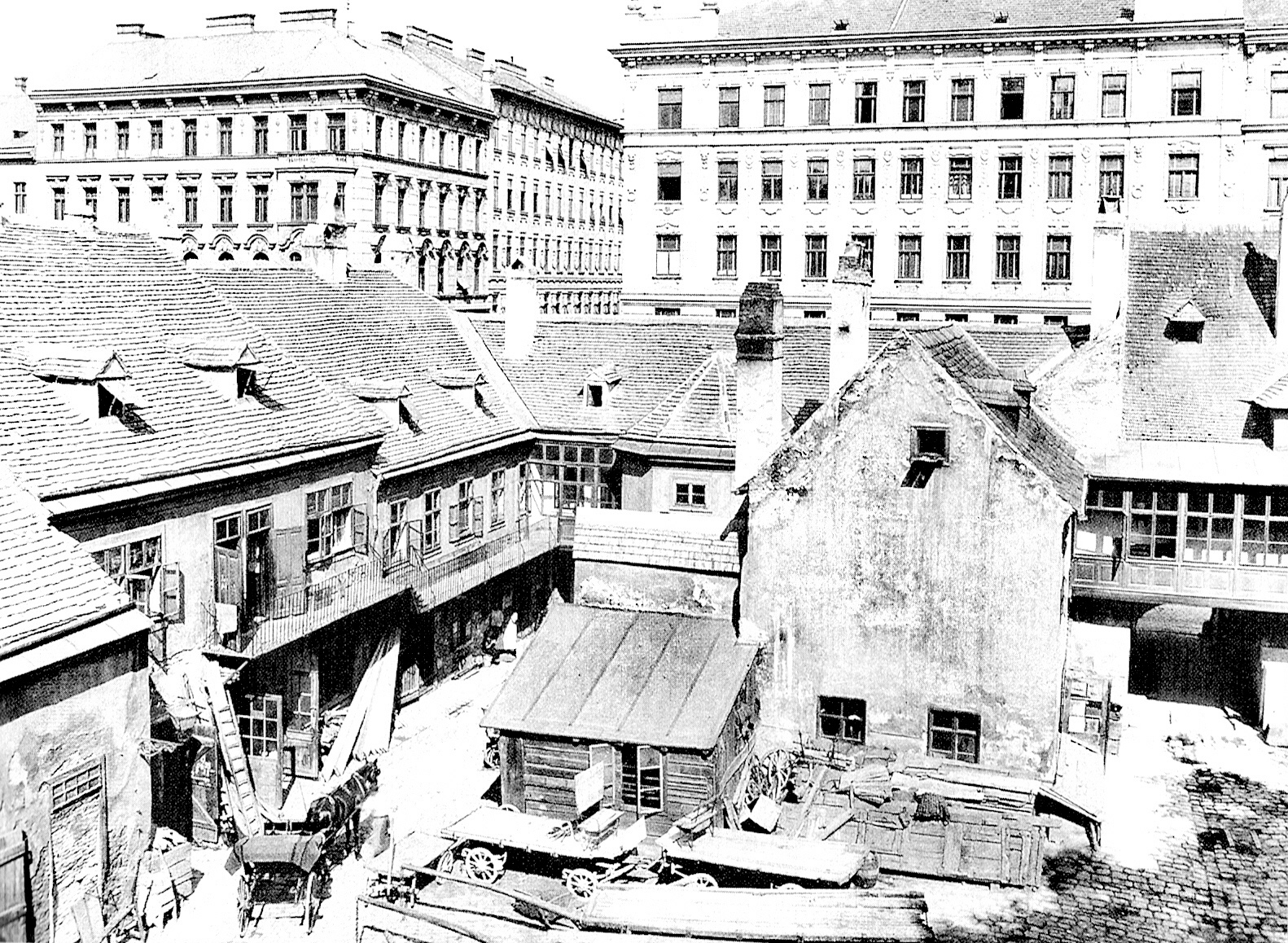
Um 1900. „Alt-Wien“ muss weichen. Zinshäuser (hinten) ersetzen die alten Vorstädte. Alsergrund (IX)
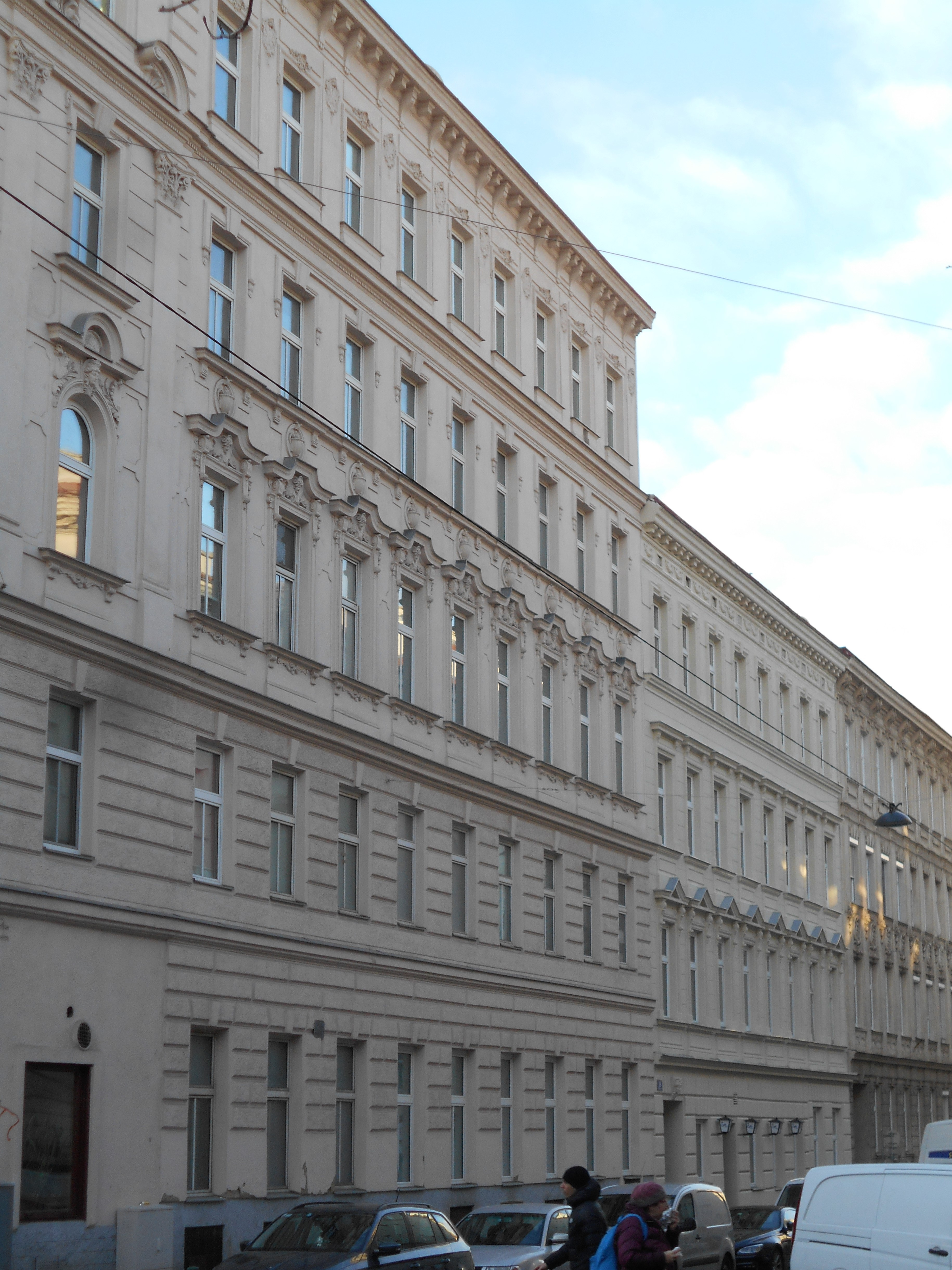
Favoriten (X)
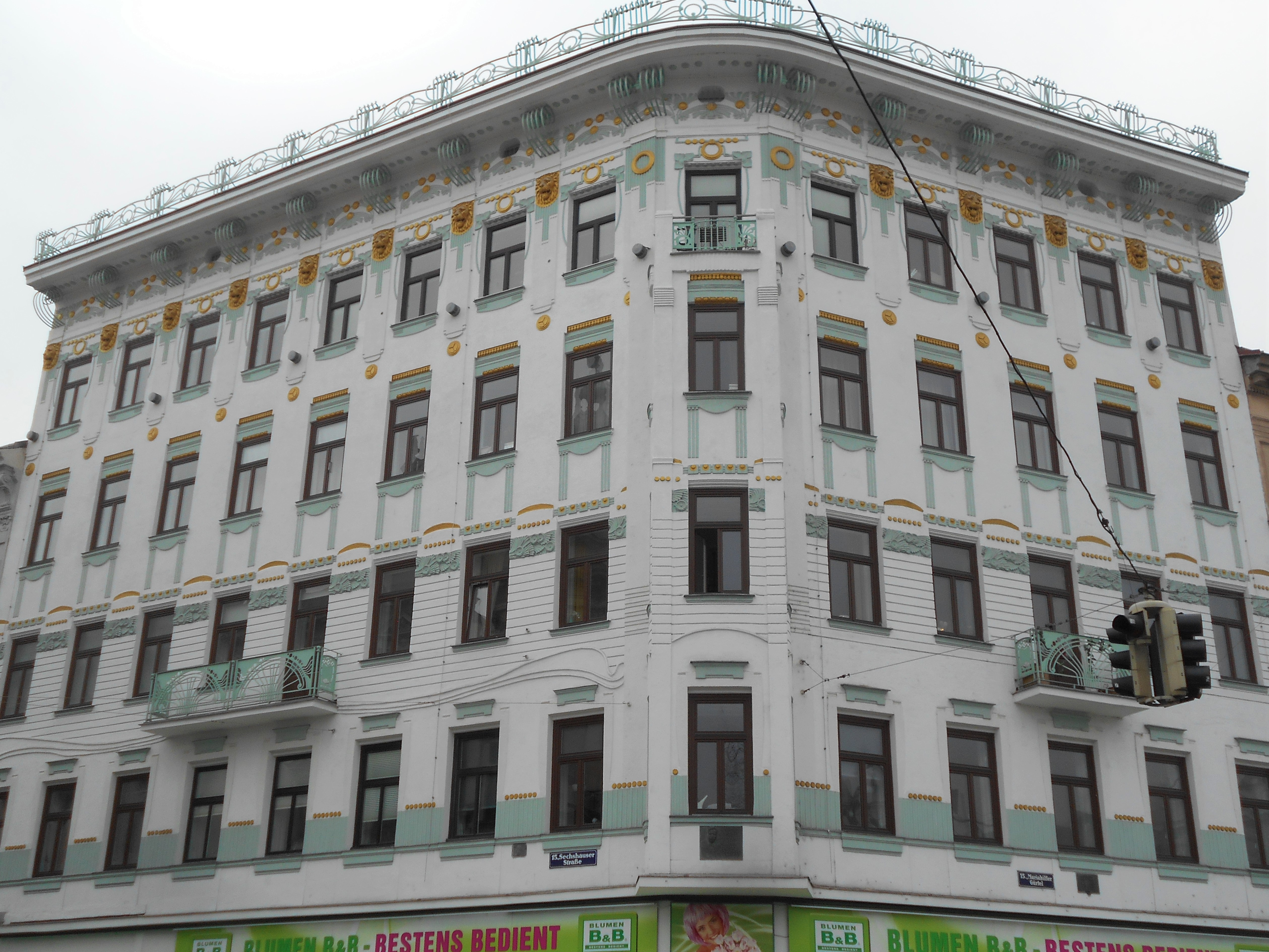
Mariahilfer Gürtel. Rudolfsheim-Fünfhaus (XV)

Zur Anmerkung der Bildgalerie „erhalten“ siehe Abschnitt Leipzig
Bild zum Wiener Gürtel siehe auch: Öffentlicher Personennahverkehr

#### Budapester Hauptstadtplanung
1872 wurde Budapest Hauptstadt der ungarischen Reichshälfte der Doppelmonarchie Österreich-Ungarn. Die drei Urstädte Buda (deutsch: Ofen), Óbuda (Alt-Ofen), beide westlich der Donau und das östlich der Donau gelegene Pest wurden vereinigt. Vorausgegangen war 1870 die Gründung des Hauptstädtischen Rats für öffentliche Arbeiten, der die bauliche und infrastrukturelle Entwicklung der Gesamtstadt koordinierte.
Infolge der neugegründeten Doppelmonarchie erlebte Budapest einen großen wirtschaftlichen Aufschwung. Die Einwohnerzahl versiebenfachte sich zwischen 1840 und 1900. In der Blütezeit der Stadt fand die Jahrtausendfeier der Landnahme der Ungarn (Millennium) zusammen mit der Budapester Millenniumsausstellung 1896 statt. Viele Großprojekte wurden hierfür fertiggestellt und die erste U-Bahn auf dem europäischen Kontinent Földalatti eröffnet (Bild siehe: Öffentlicher Personennahverkehr). Die Habsburger hatten Mitte des 19. Jahrhunderts den Zusammenschluss der drei Städte verhindert und nun wollte man das rivalisierende Wien nach Londoner Vorbild übertrumpfen (Parlamentsgebäude und U-Bahn).
Die berühmte Prachtstraße Budapests Andrássy út (Andrássy Straße) wurde 1871–1876 auf Initiative des Magnats und Politikers Gyula Andrássy und dem einstigen Anführer der Ungarischen Unabhängigkeitserhebung gegen Österreich Lajos Kossuth angelegt. Sie wurde zusammen mit der unter der Straße verlaufenden Földalatti 2002 zum UNESCO-Weltkulturerbe ernannt.

Hauptstadtplanung in Pest (erhalten)
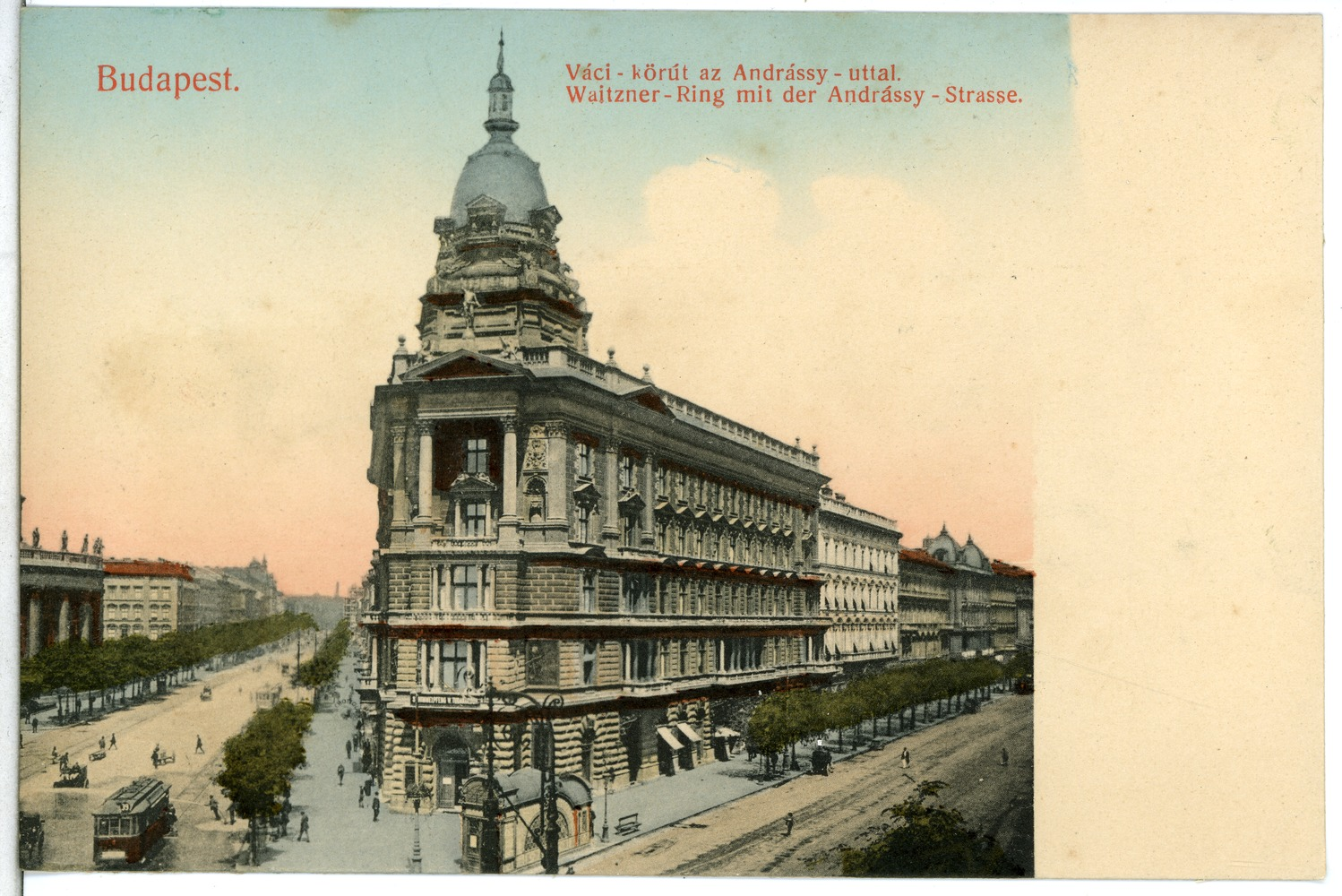
Lipótváros/Terézváros. Leopoldstadt/Theresienstadt. V./VI. Bezirk, 1912
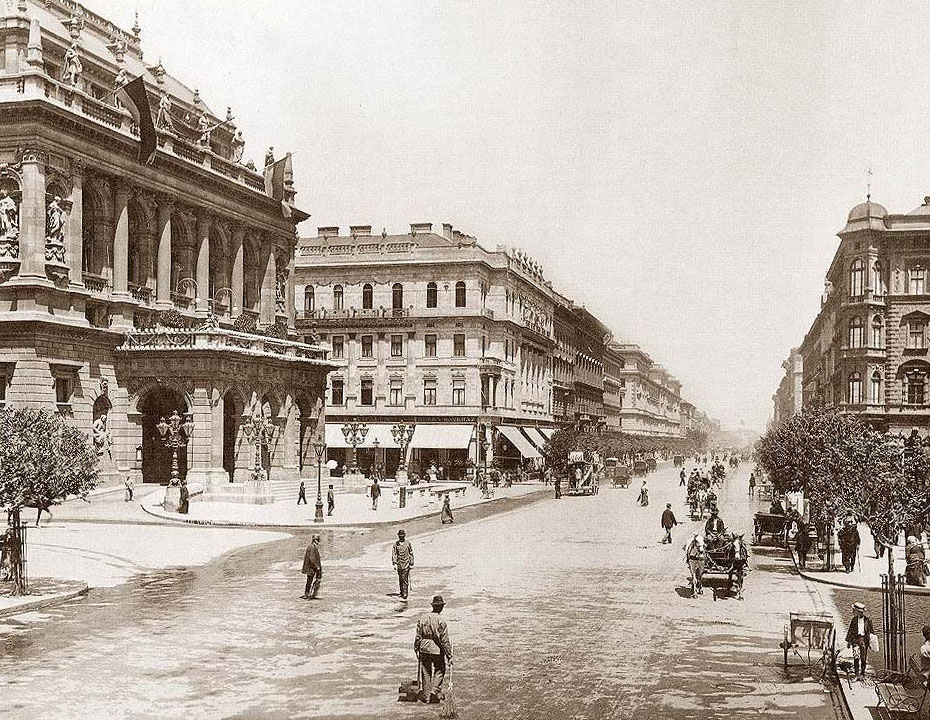
Terézváros. Theresienstadt. VI. Bezirk, 1896. Andrássy Straße mit U-Bahn
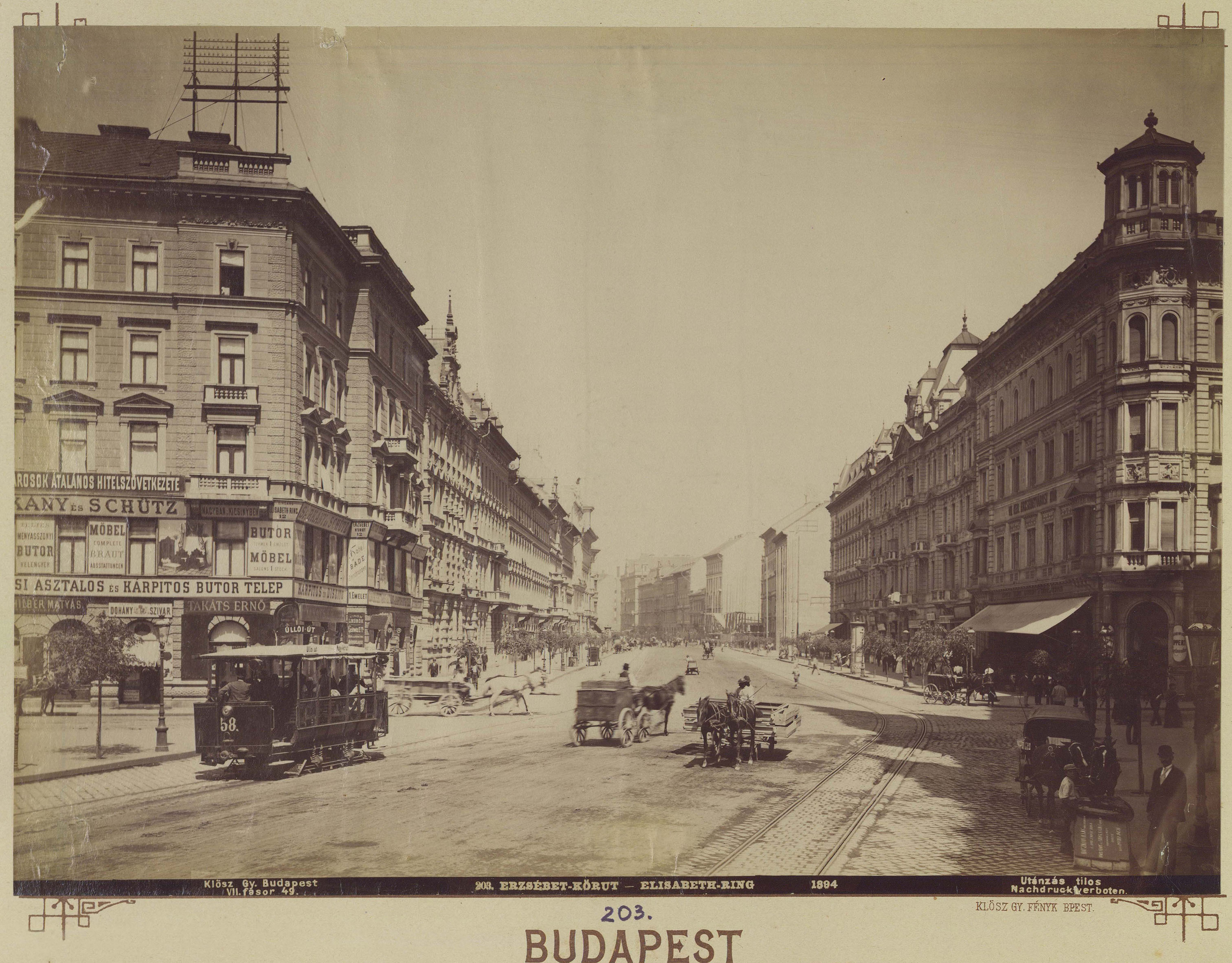
Erzsébetváros. Elisabethstadt. VII. Bezirk, 1894
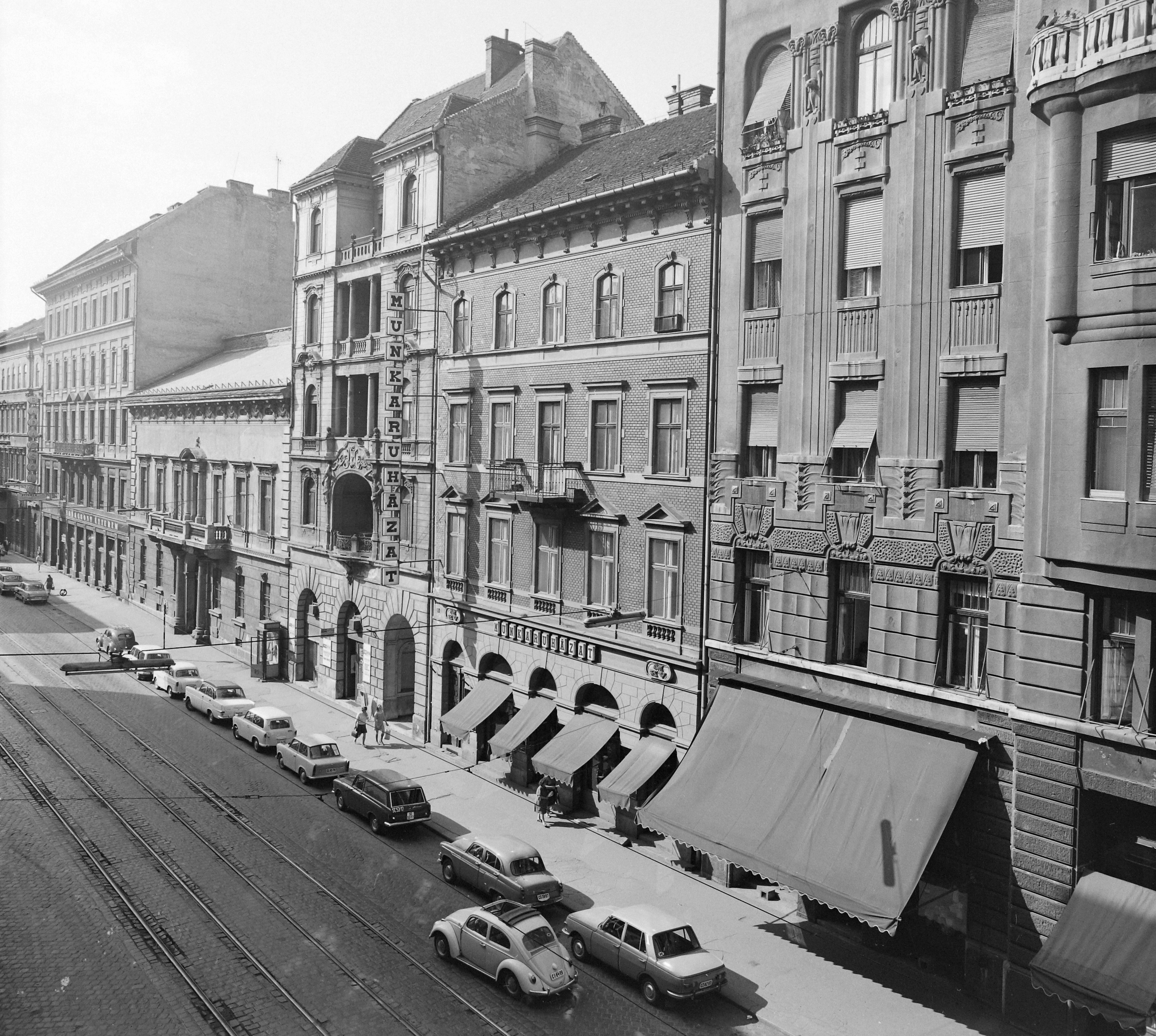
Józsefváros. Josefstadt. VIII. Bezirk, 1971

- Terézváros.
Theresienstadt.
VI. Bezirk, 1896.
Andrássy Straße
mit U-Bahn
- Erzsébetváros.
Elisabethstadt.
VII. Bezirk, 1894
- Józsefváros.
Josefstadt.
VIII. Bezirk, 1971

Zur Anmerkung der Bildgalerie „erhalten“ siehe Abschnitt Leipzig

#### Prag
Auch Prag erlebte als eine der drei Metropolen der Doppelmonarchie Österreich-Ungarn, neben Wien und Budapest, im 19. Jahrhundert ein enormes Wachstum. Die ab dem 14. Jahrhundert errichtete Prager Neustadt wurde in der Gründerzeit weithin neu überbaut. Mit einem Schwerpunkt westlich vom Praha hlavní nádraží (Hauptbahnhof), in der Unteren (nördlichen) Neustadt (Nové Město, Verwaltungsbezirk Prag 1)  

Gründerzeitbauten in der Unteren Prager Neustadt (Prag 1, erhalten)
Opletalova 28
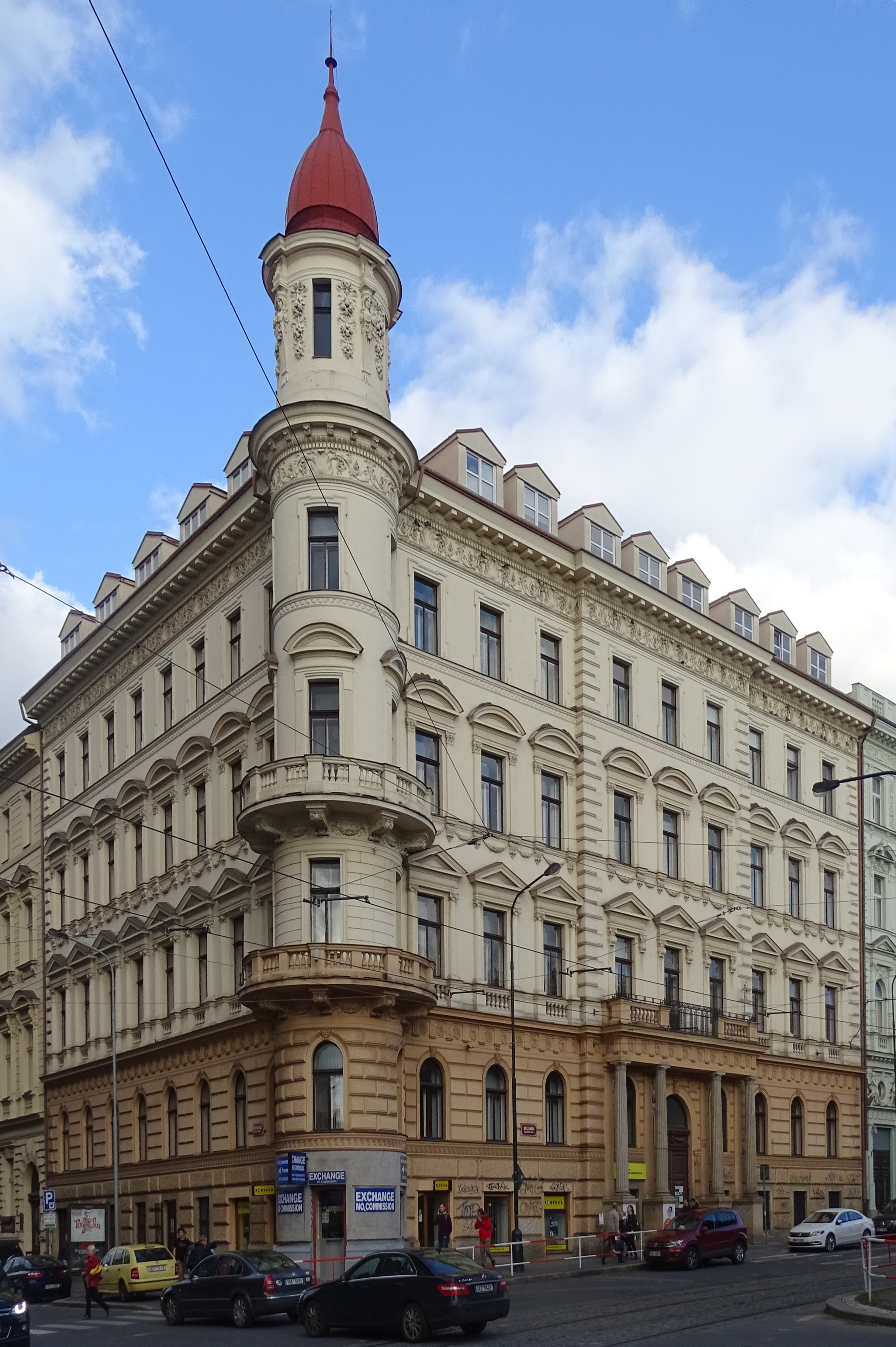
Bolzanova 1 / Opletalova 34
Hybernská
Hybernská

Besonders hervorzuheben ist der südliche Bereich der Oberen (südlichen) Neustadt (Nové Město, Verwaltungsbezirk Prag 2). Hier entstand unweit der Moldau eine beeindruckende, geschlossene, sehr hohe Gründerzeitbebauung, die vom großen Reichtum der Doppelmonarchie zeugt.

Gründerzeitbauten in der Oberen Prager Neustadt (Prag 2, erhalten)
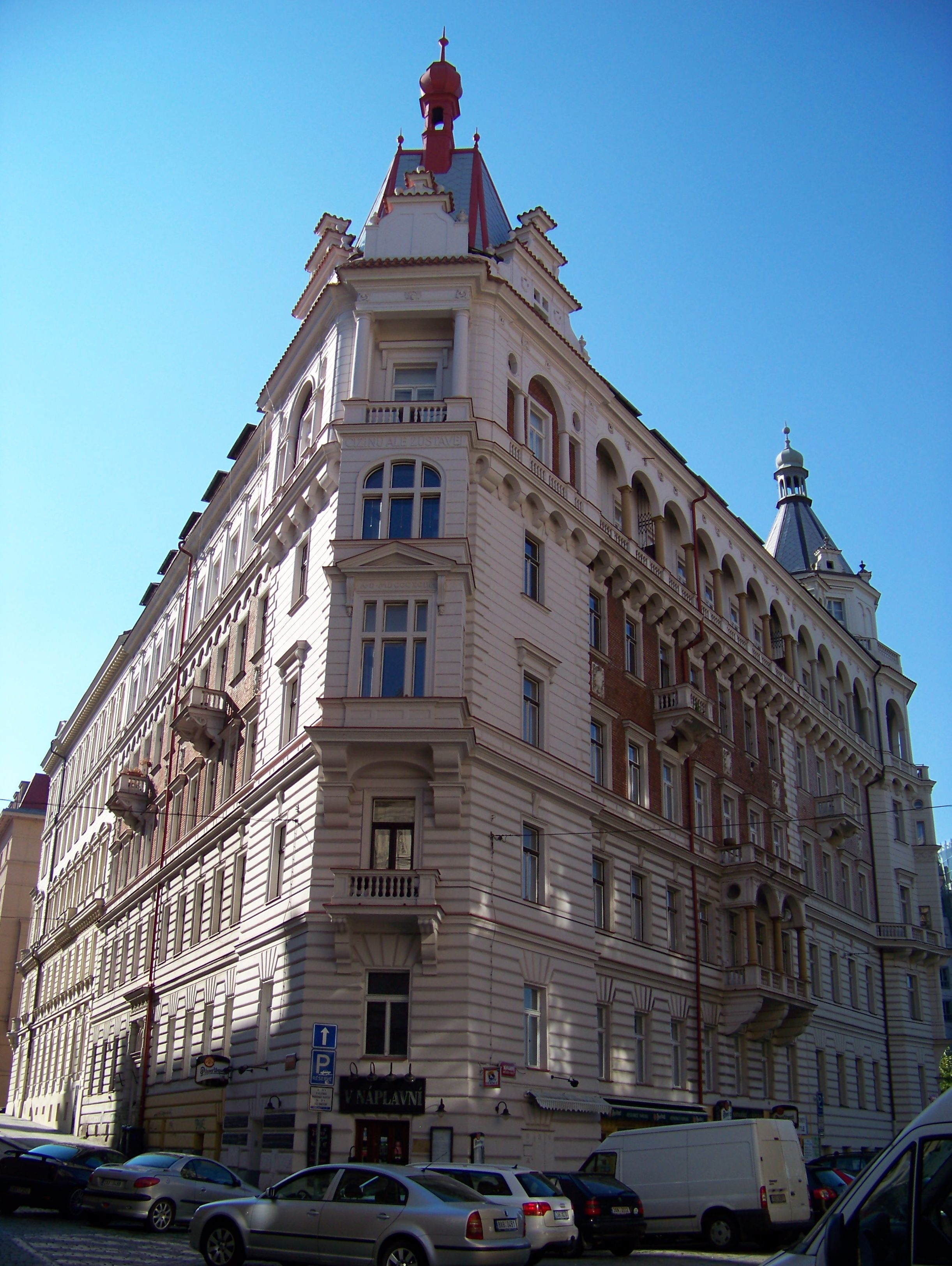
Dittrichova 25
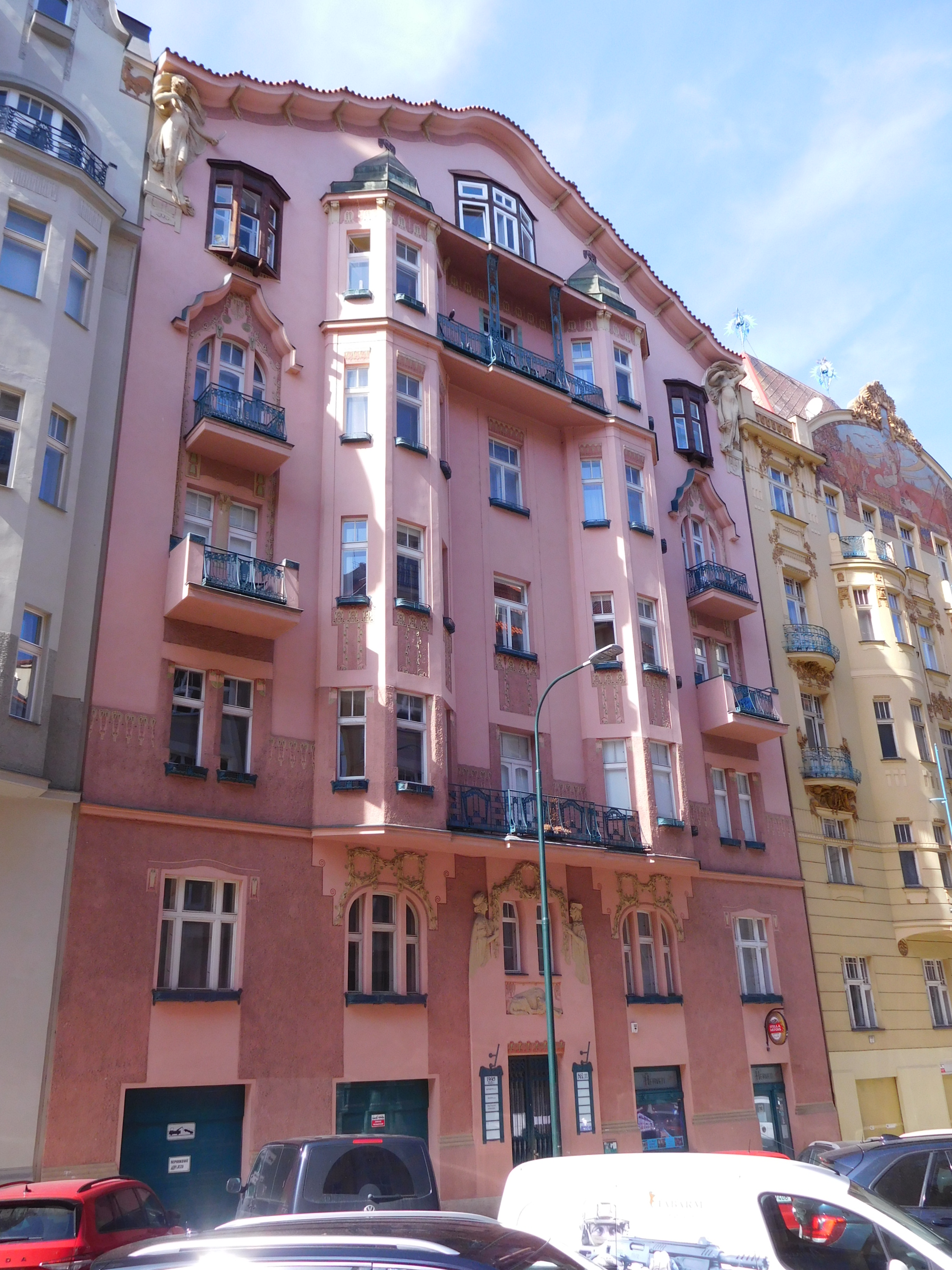
Gorazdova 11
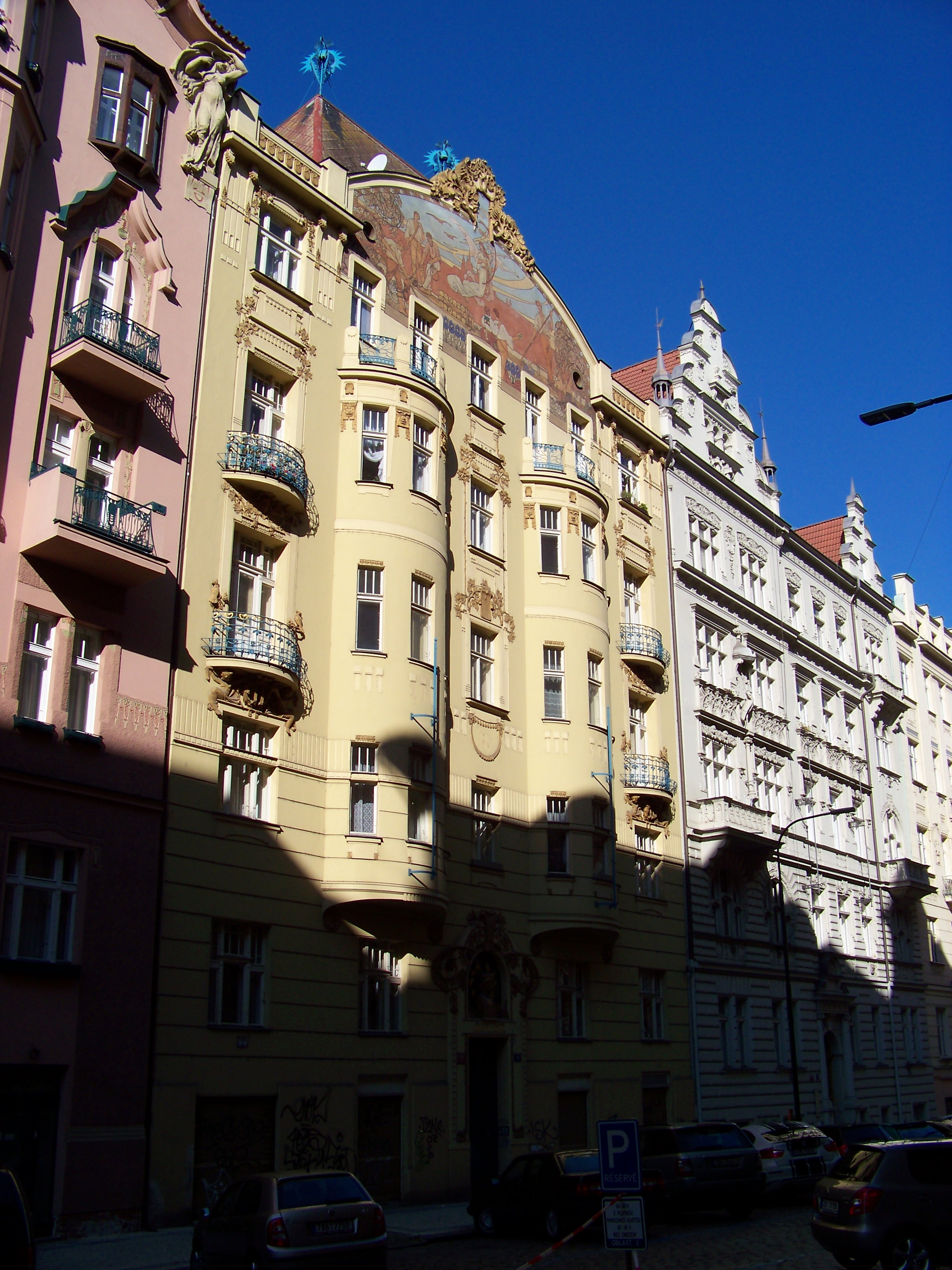
Gorazdova 13
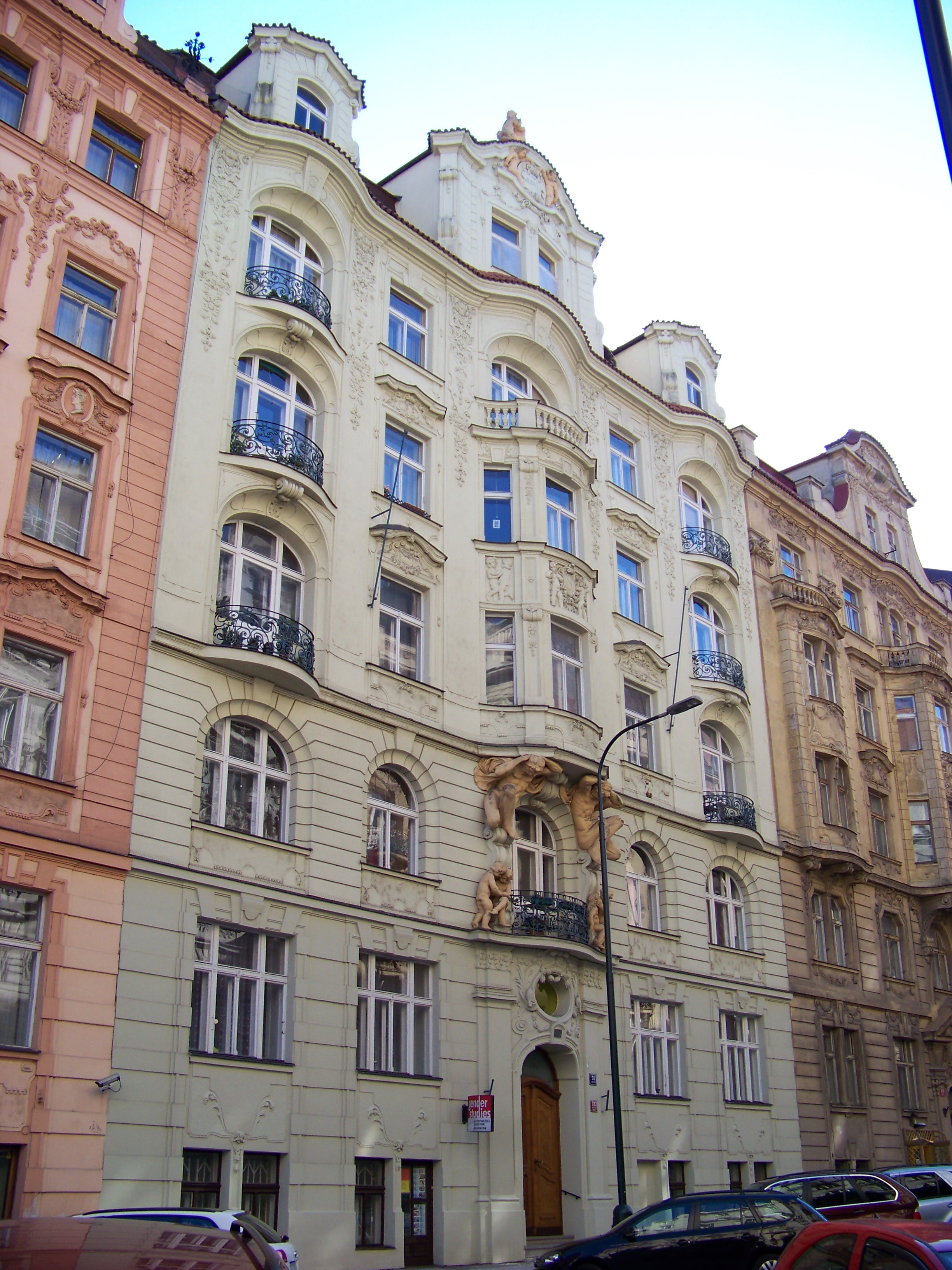
Gorazdova 20

Große Gründerzeitviertel entstanden in später (1922) nach Prag eingemeindeten Orten. Sie liegen auf der rechten (östlichen) Seite der Moldau, südlich und südöstlich der Neustadt.
In einer planmäßigen Stadterweiterung südöstlich des Wenzelsplatzes (Mittelpunkt der Neustadt) wurde ab Mitte des 19. Jahrhunderts die Vorstadt Vinohrady (deutsch: Königliche Weinberge) für die obere Mittelschicht aufgebaut. Während sich die Mietshaussiedlung Žižkov (Zischkaberg) wegen relativ günstiger Mieten und Zentrumsnähe seit dem Fall des Eisernen Vorhangs zu einem Zentrum der Prager Künstler- und Kneipenszene entwickelte.

Prager Gründerzeitviertel (erhalten)
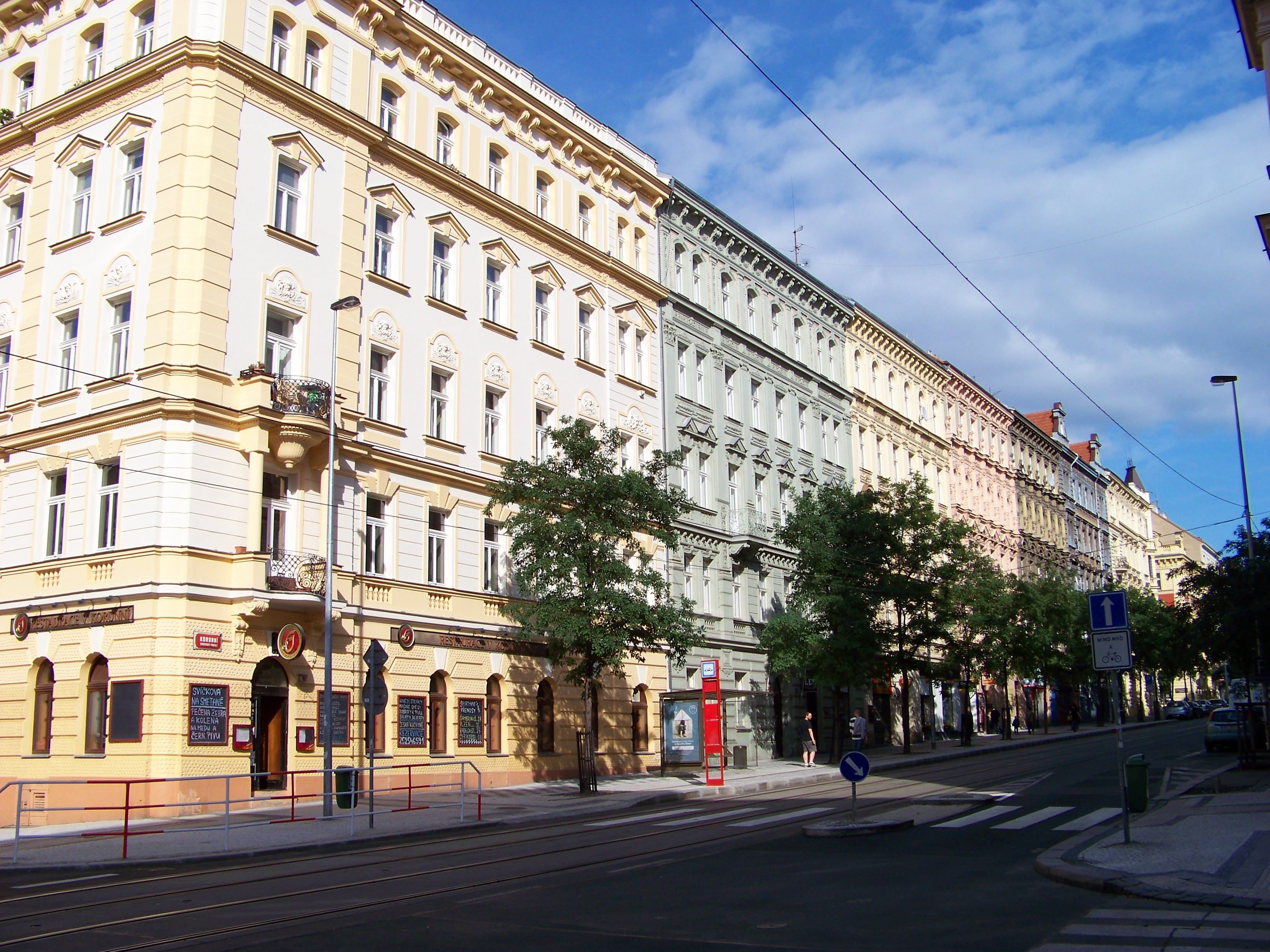
Vinohrady. Königliche Weinberge, Prag 2
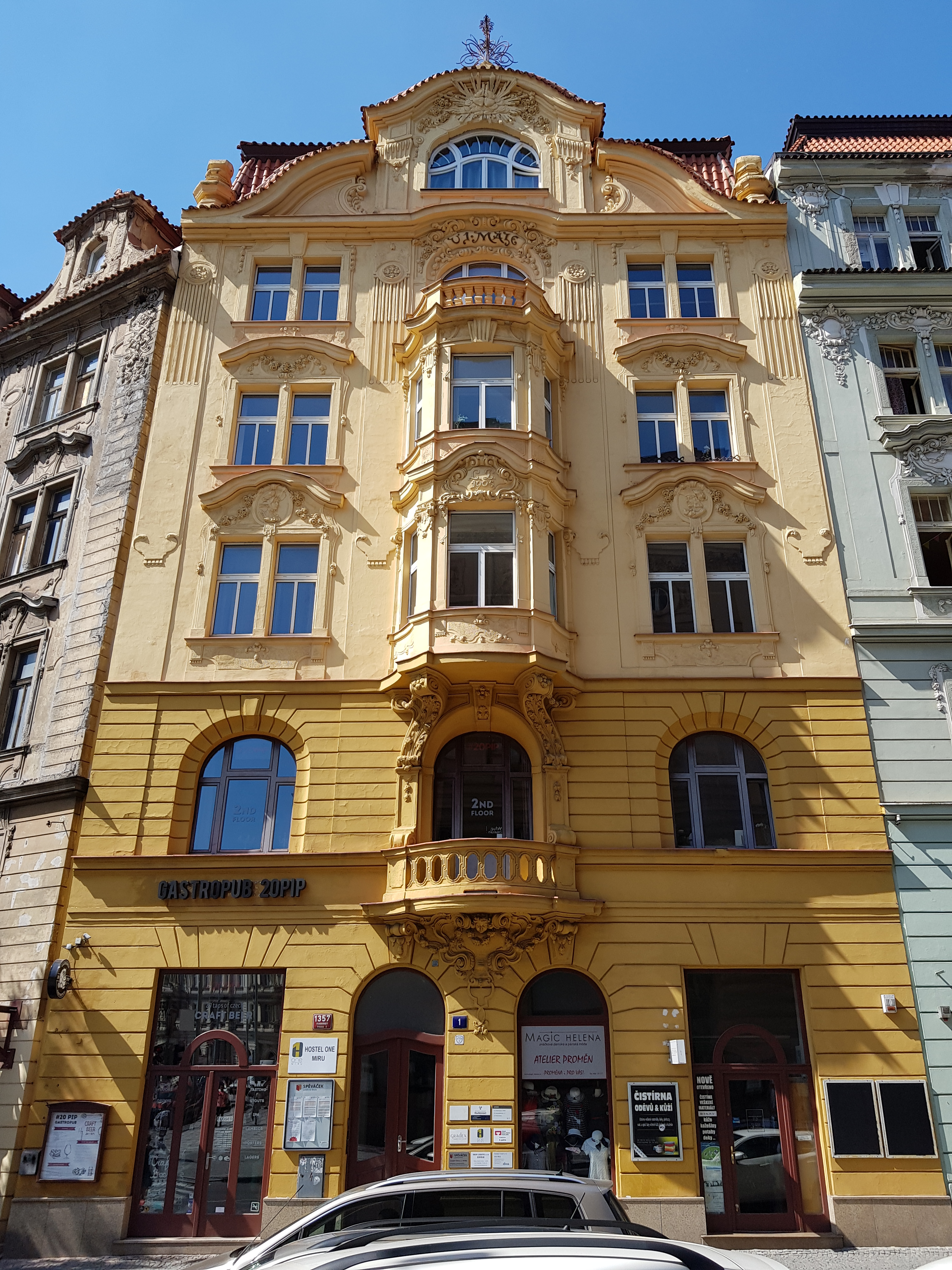
Vinohrady
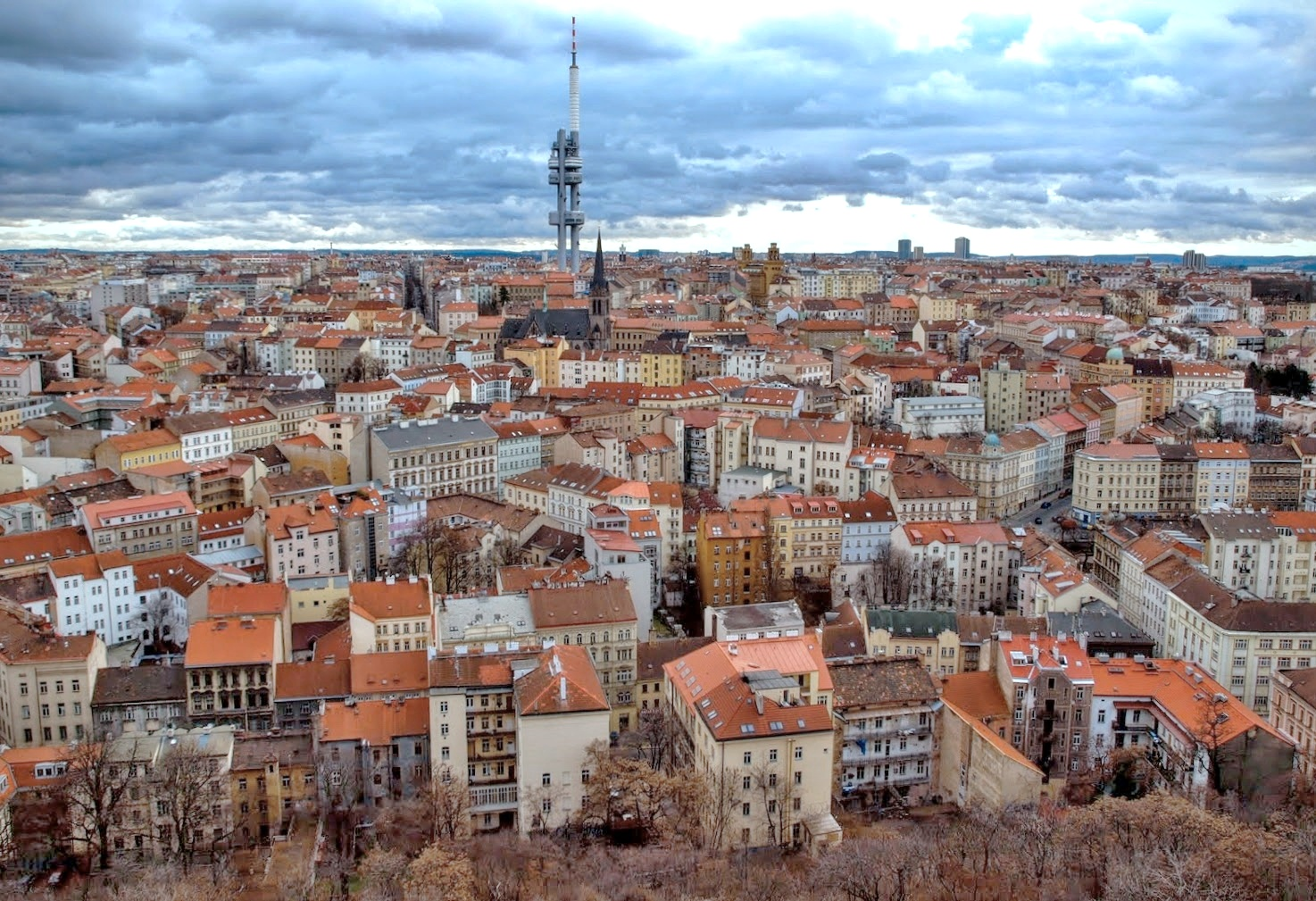
Žižkov. Zischkaberg, Prag 3
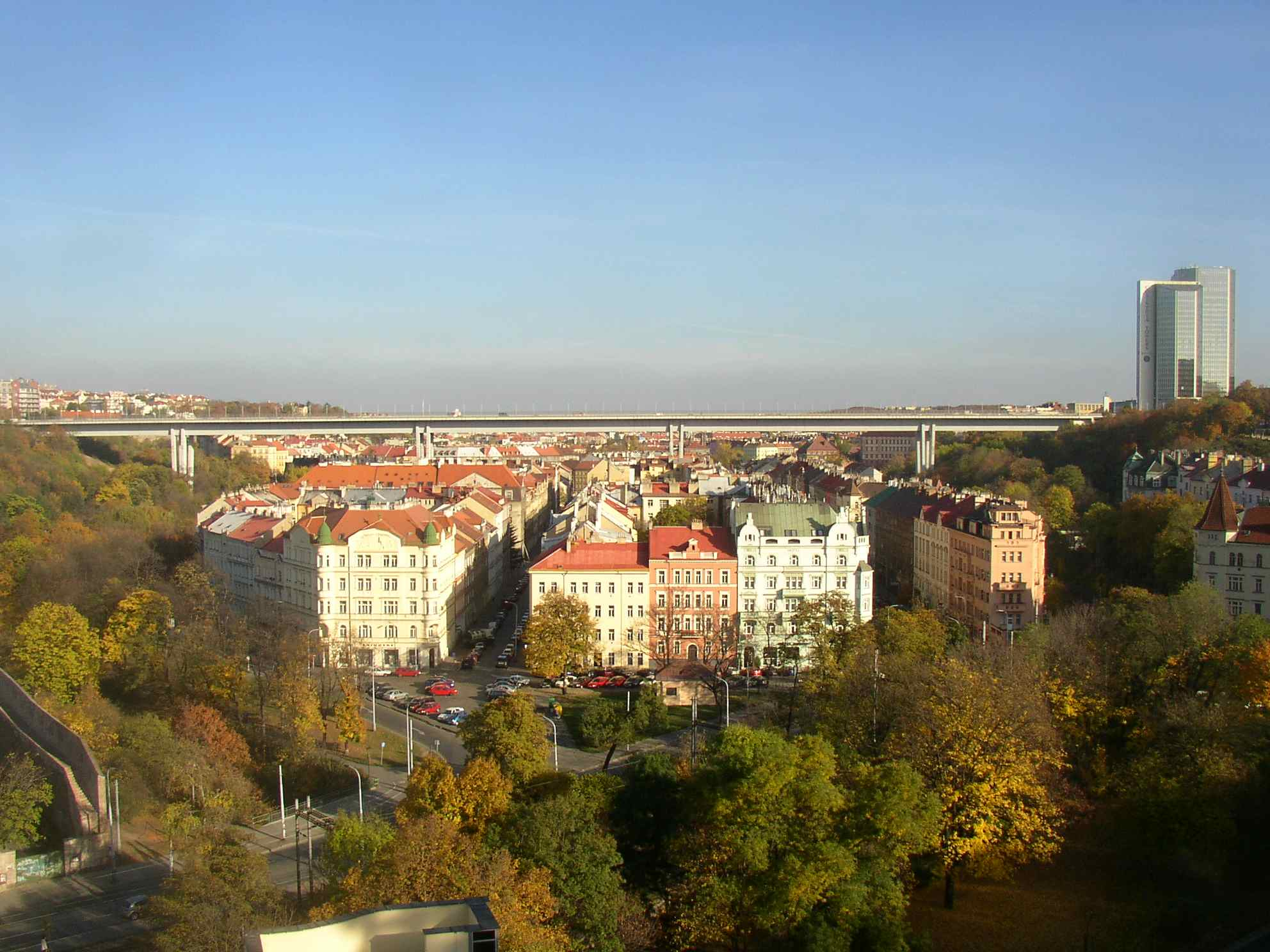
Nusle. Nusl, Prag 4

Zur Anmerkung der Bildgalerie „erhalten“ siehe Abschnitt Leipzig
Bilder zu Prag-Vinohrady siehe auch: Deutschsprachige und jüdische Oberschicht und Eckkneipen

#### Olmütz

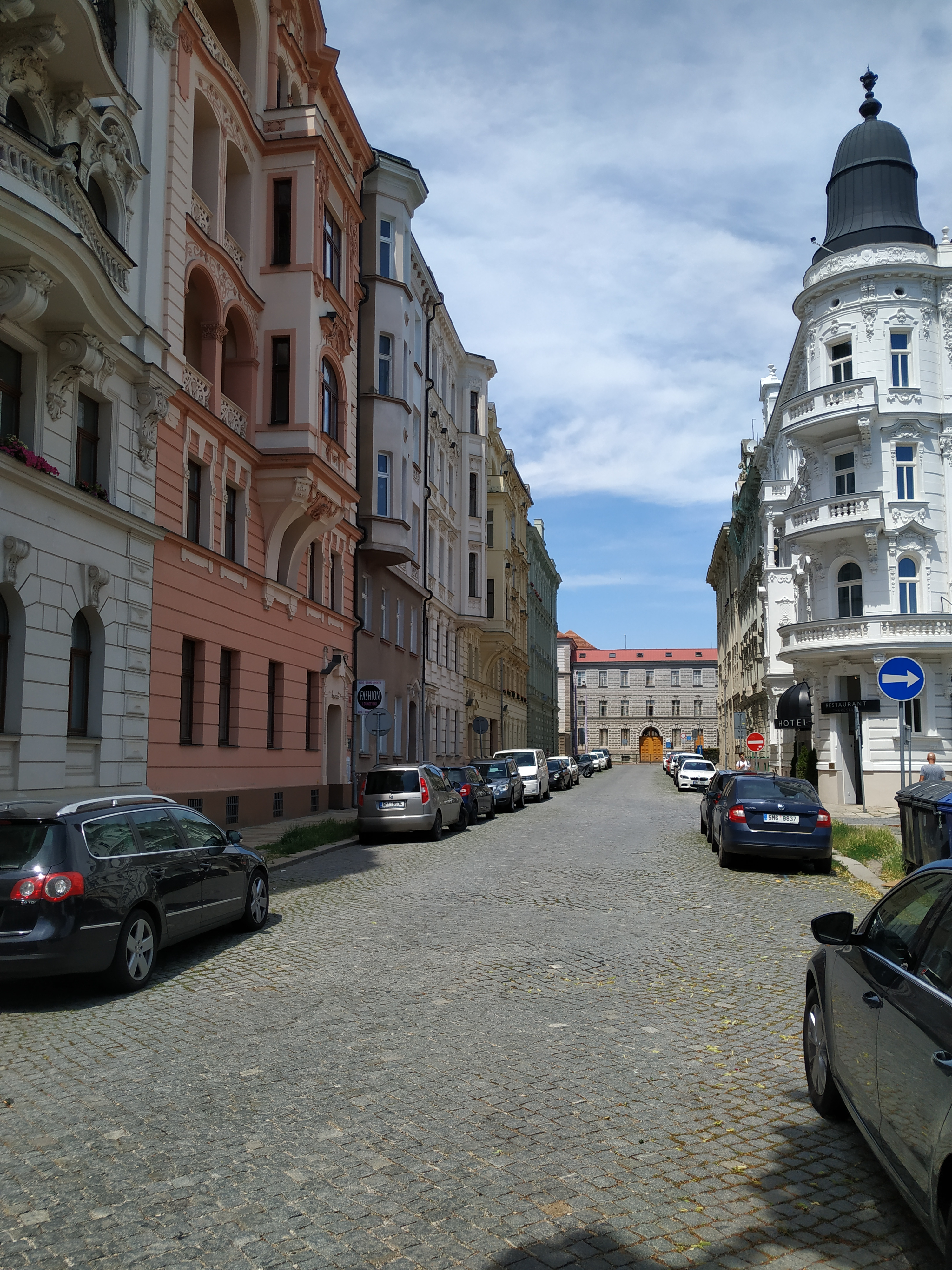
Olmütz, Javoříčská (Straße) am Smetana-Park

Das sehenswerte Gründerzeitviertel in Olmütz (Mähren), südwestlich der Altstadt, zwischen der Ringstraße und dem Smetana-Park, besitzt eine hohe historistische Bebauung mit prächtigen Fassaden.

### Schweiz

#### Zürich: Bahnhofstrasse
Zürich wurde im 19. Jahrhundert zur Großstadt ausgebaut. Zunächst beschränkte sich die Bautätigkeit meist auf unbebaute Gebiete. In der zweiten Hälfte des Jahrhunderts begann der Stadtumbau (Grosse Bauperiode) in der Altstadt, im Bereich links (westlich) der Limmat, der sogenannten Kleinen oder Minderen Stadt. Der Bauingenieur und Politiker Arnold Bürkli trieb die systematische Quartiererneuerung energisch voran. 1858 beschloss der Stadtrat einen Wettbewerb auszuloben. Das Kratzquartier (südlicher Bereich der Kleinen Stadt) am Zürichsee wurde abgerissen und das Gelände durch eine See-Aufschüttung vergrößert. Die völlig neu angelegte Bahnhofstrasse verbindet seitdem den 1871 ausgebauten Hauptbahnhof mit dem Zürichsee. Der Stadtumbau begann 1864 und war um 1900 abgeschlossen, abgesehen von der erst 1919 errichteten Schweizerischen Nationalbank.
Die Bahnhofstrasse trennt die beiden heutigen Quartiere Lindenhof (östlich) und City westlich der Straße. Lediglich im mittleren Bereich des Quartiers Lindenhofs, zwischen dem namensgebenden Hügel Lindenhof und dem Fraumünster, blieb die Altstadt erhalten. Alle anderen Bereiche der beiden heutigen Quartiere wurden zu Vierteln im Stil des Historismus umgebaut.
Die Bahnhofstrasse wurde als Prachtstraße nach Vorbild der Pariser Boulevards angelegt. In den umgebauten Quartieren fand keine Gentrifizierung statt, sondern die Bahnhofstrasse wurde von Anfang an als mondäner Boulevard geplant, als Adresse für Banken, Grandhotels und Luxusgeschäfte, wofür sie schließlich berühmt wurde. In neuerer Zeit verdrängten internationale Luxusmarken die Traditionsgeschäfte, ähnlich wie am in der Gründerzeit errichteten Kurfürstendamm in Berlin. Die Züricher Bahnhofstrasse wurde zu einer der teuersten und umsatzstärksten Straßen der Welt.

Bahnhofstrasse Zürich (erhalten)
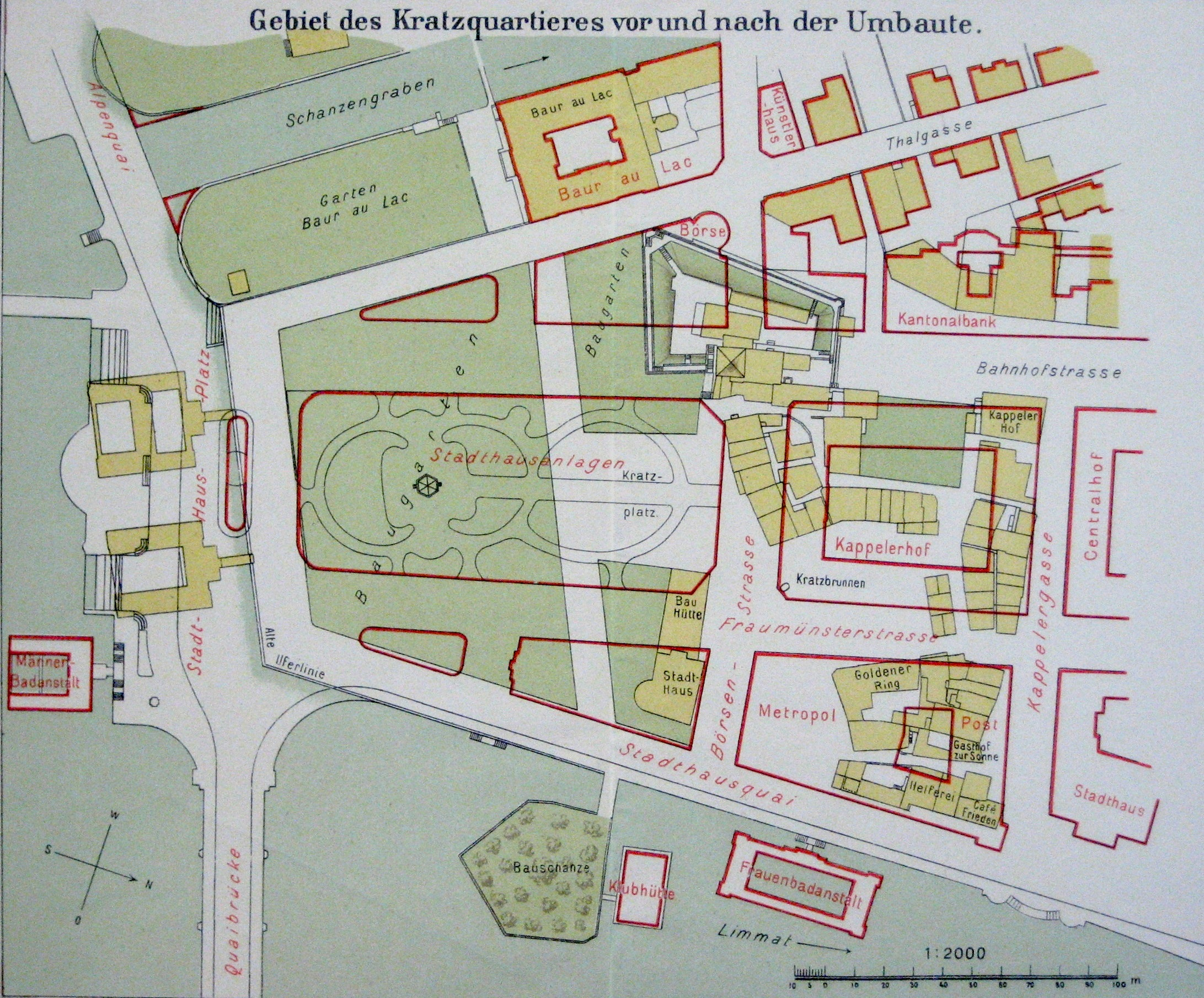
Kratzquartier am Zürichsee vor und nach dem Stadtumbau
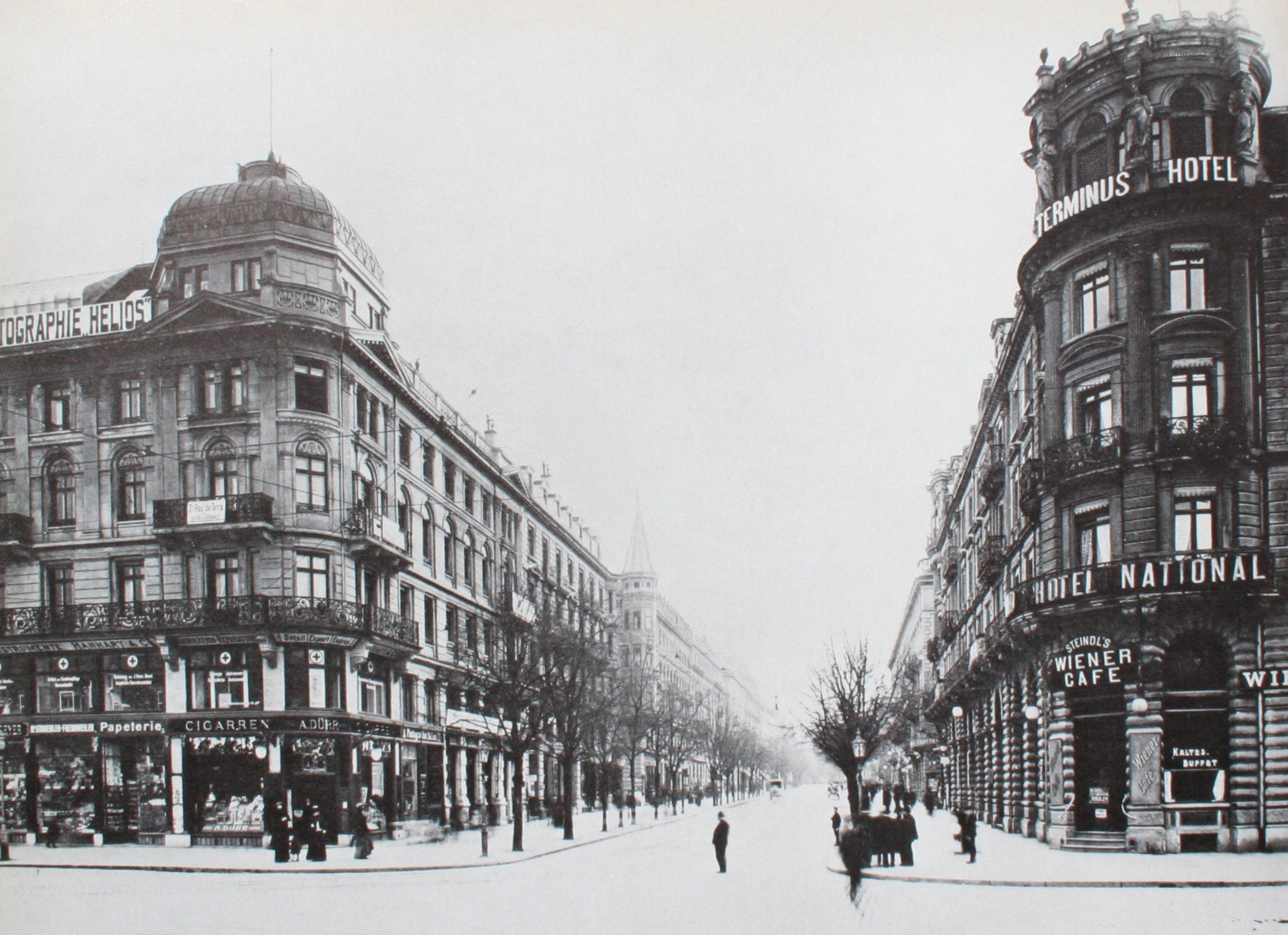
Untere (nördliche) Bahnhofstrasse Anfang der 1920er Jahre
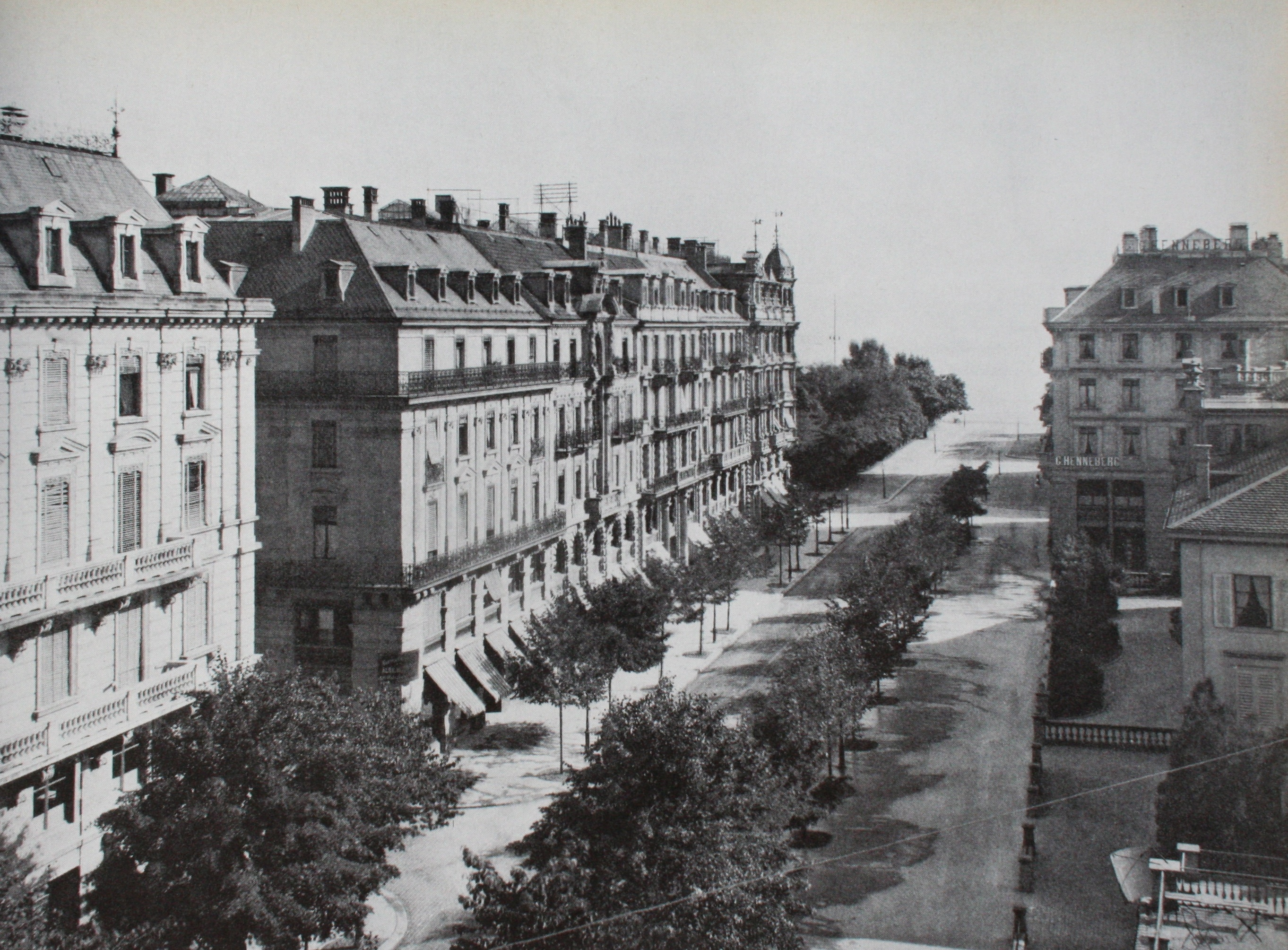
Obere (südliche) Bahnhofstrasse, Blick zum Zürichsee, um 1900
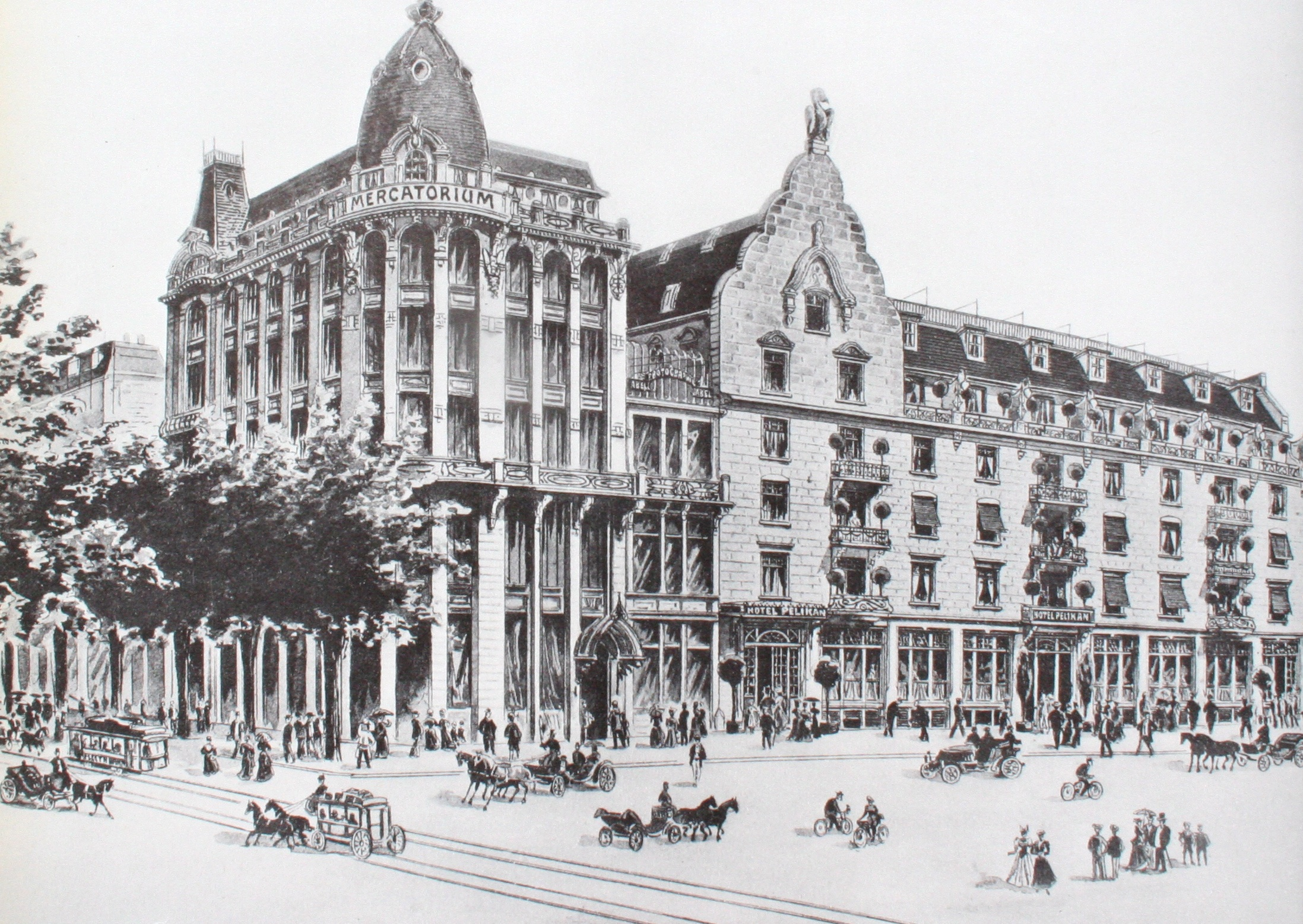
Geschäftshaus Mercatorium, erbaut 1904 und Hotel Pelikan

Zur Anmerkung der Bildgalerie „erhalten“ siehe Abschnitt Leipzig

## Gründerzeitviertel im Wandel der Zeit
Genauso schnell wie sich der Aufbau der Gründerzeitviertel vollzog erlebten sie seit dem Zweiten Weltkrieg mehrere umfassende städtebauliche und soziale Veränderungen und standen im politischen Rampenlicht wie keine anderen Bereiche der Städte.

### Zwischenkriegszeit

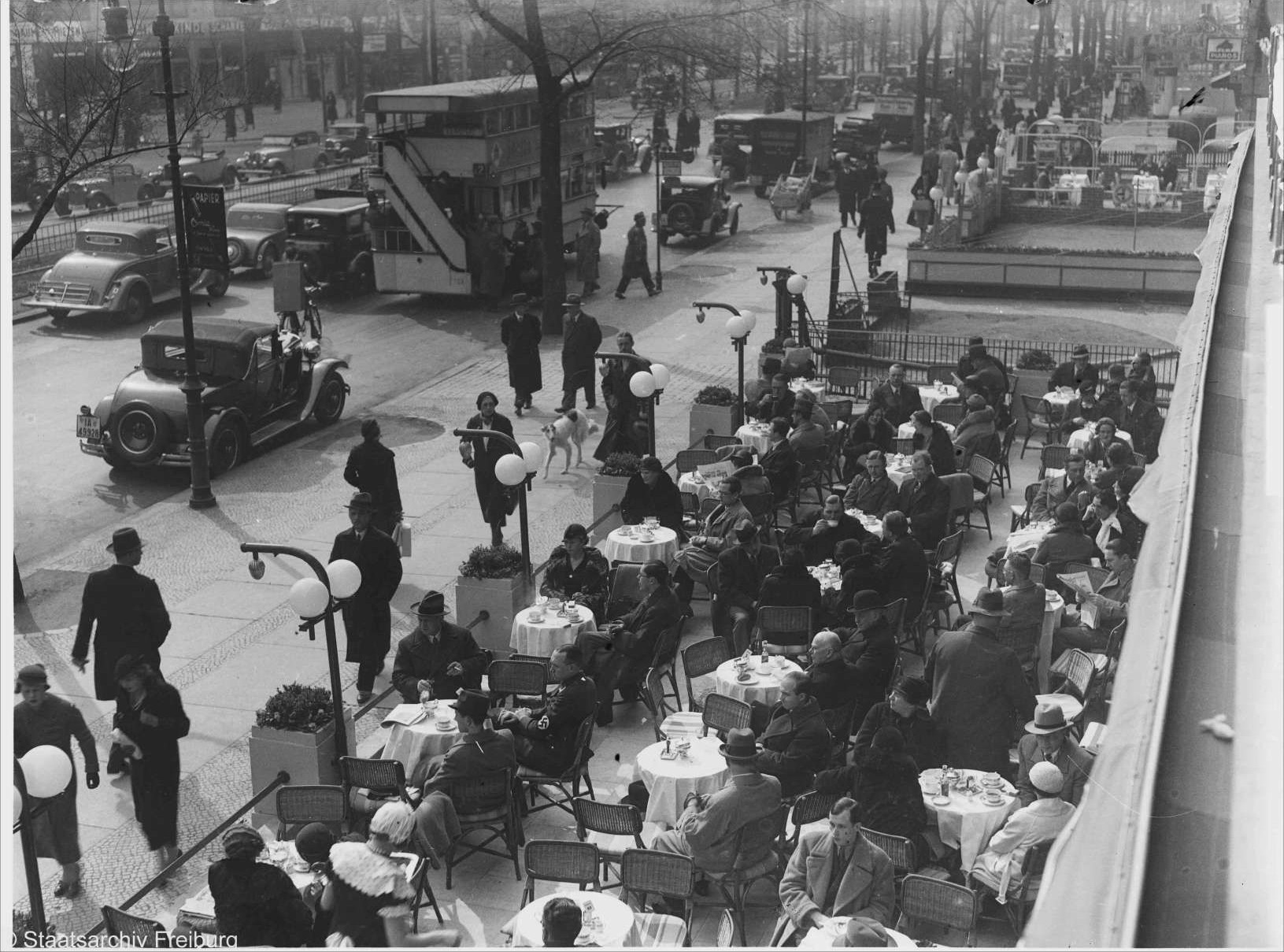
Kurfürstendamm,
Berlin-Charlottenburg, 1934

Die Zwischenkriegszeit war für die Gründerzeitviertel baulich gesehen weitgehend bedeutungslos. Eine Ausnahme bildeten teuere Geschäftslagen an Boulevards, an denen insbesondere im Berlin der (sogenannten) Goldenen Zwanziger Jahre und auch noch in den 1930er Jahren das Leben pulsierte. In solchen Lagen wurden meist nur einzelne gründerzeitliche Bauten durch Geschäftshäuser der Neuen Sachlichkeit ersetzt.

### Nachkriegszeit
Nach dem Zweiten Weltkrieg wurden für die autogerechte Stadt auch in Gründerzeitvierteln Baulinien zurückgesetzt und breite Schneisen für Ringstraßen durchgebrochen. Infolge des Kriegs entstandene Baulücken mussten  mit meist einem, selten mehreren, zusätzlichen Geschossen geschlossen werden, um die gleiche Traufhöhe wie bei Gründerzeitbauten, mit ihren hohen Geschosshöhen, zu erreichen. Zerstörte Gebäude wurden insbesondere in Westdeutschland als Folge des Wirtschaftswunders meist schnell, bereits in den 1950er Jahren, durch gesichtslose Häuser ersetzt, weshalb dort stark zerstörte Gründerzeitviertel heute ein tristes Stadtbild besitzen. Häufig wurden fünf durch sechs Geschosse ersetzt, mit fünf Regelgeschossen, die in historischer Zeit wegen unschöner Proportionen immer vermieden wurden.
Der Begriff Vorstadt war lange Zeit negativ besetzt, als Ort billigen Wohnraums und zweitklassiger Vorstadtgeschäfte. Gründerzeitviertel fristeten vielerorts in der Nachkriegszeit ein Schattendasein, bis schließlich die Vorzüge ihrer Urbanität und Zentrumsnähe entdeckt wurden (siehe: Gentrifizierung).

Nachkriegszeit
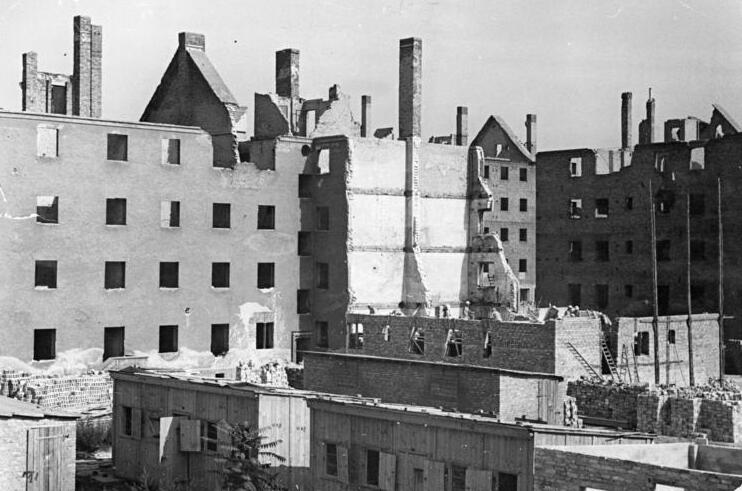
Wiederaufbau im Jahr 1951, Berlin-Prenzlauer Berg
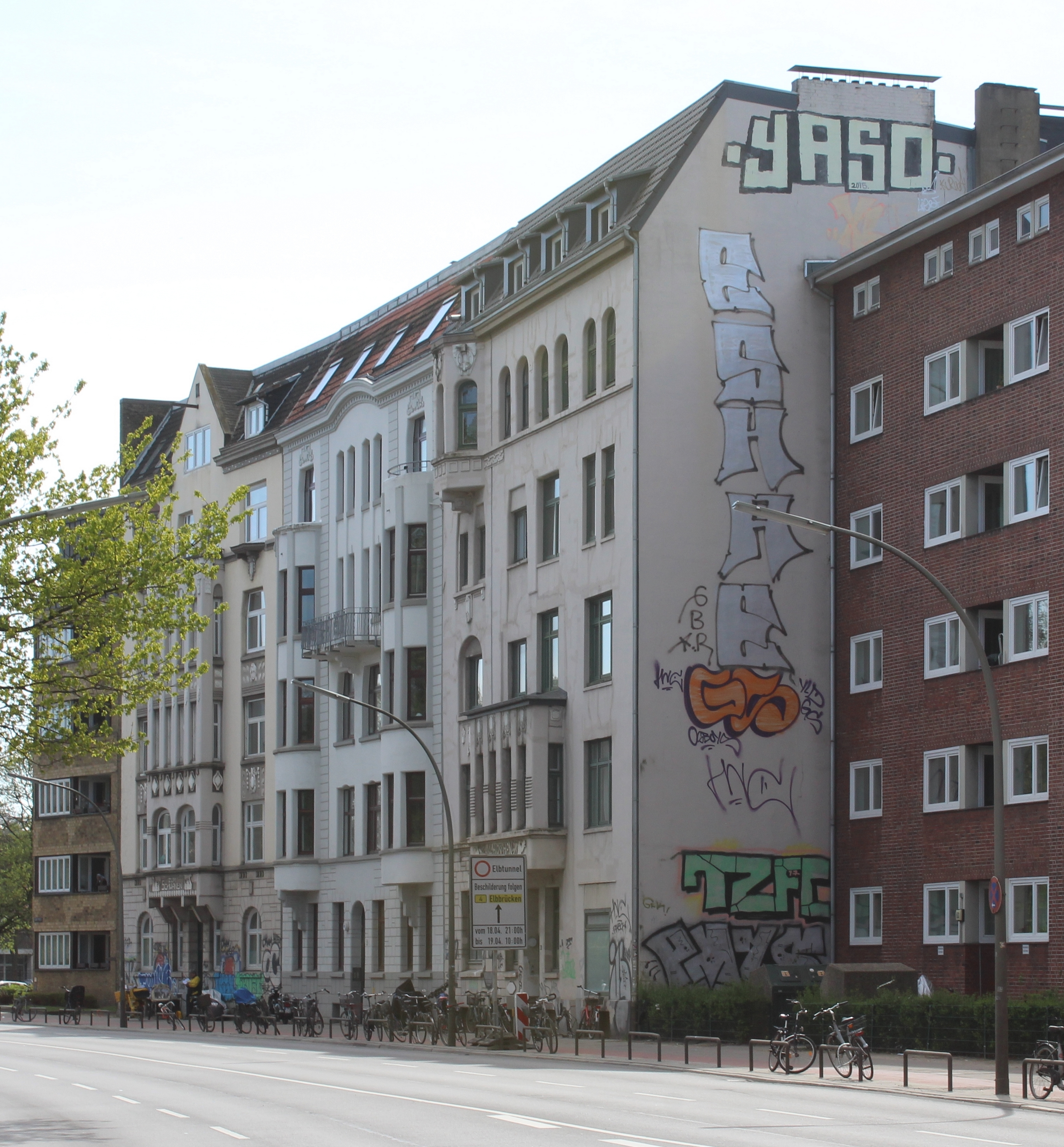
Zurückgesetzte Baulinie für autogerechte Stadt. Hamburg-Eimsbüttel
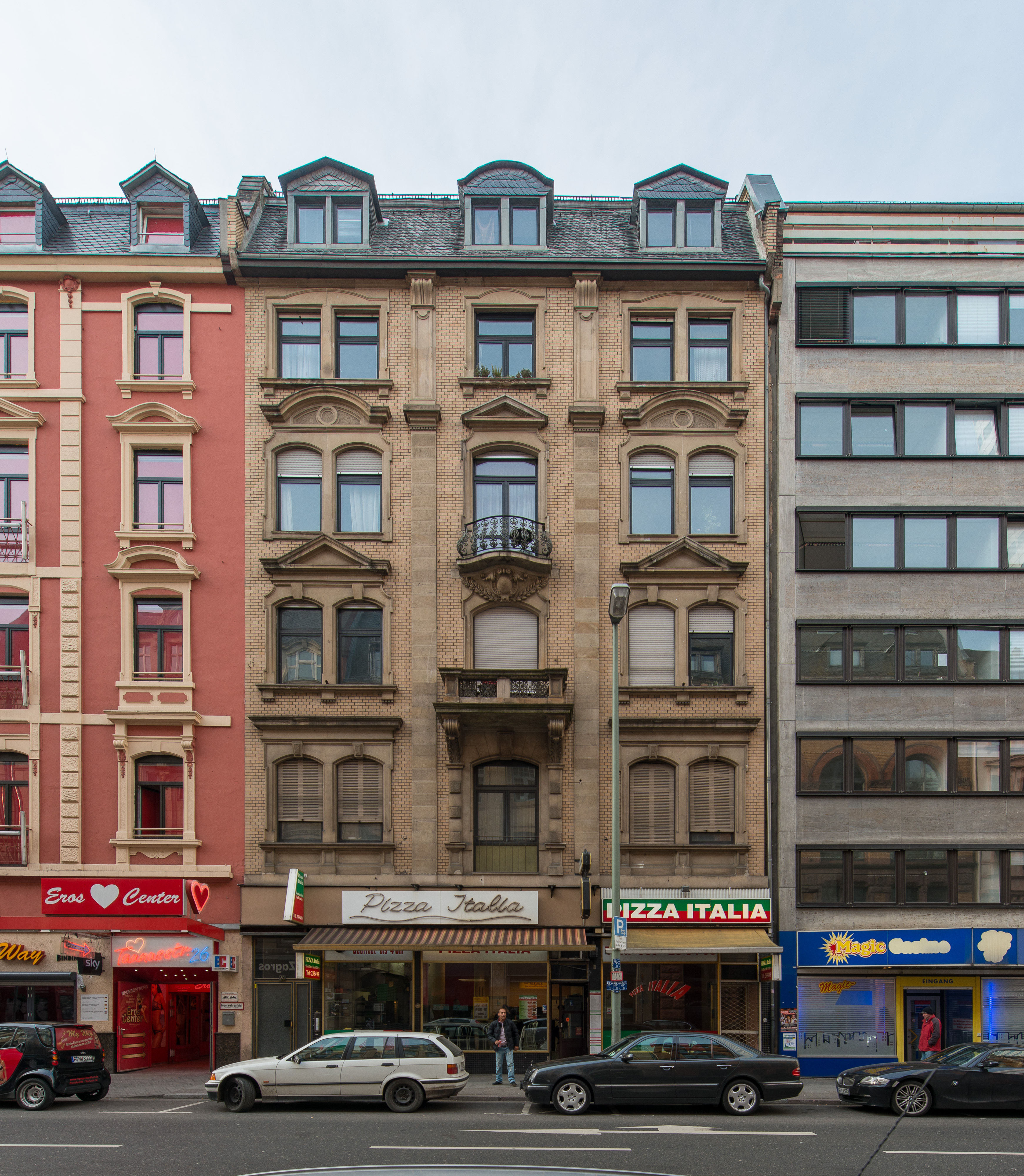
5 Geschosse alt, 7 Geschosse neu. Bahnhofsviertel Frankfurt a. M.
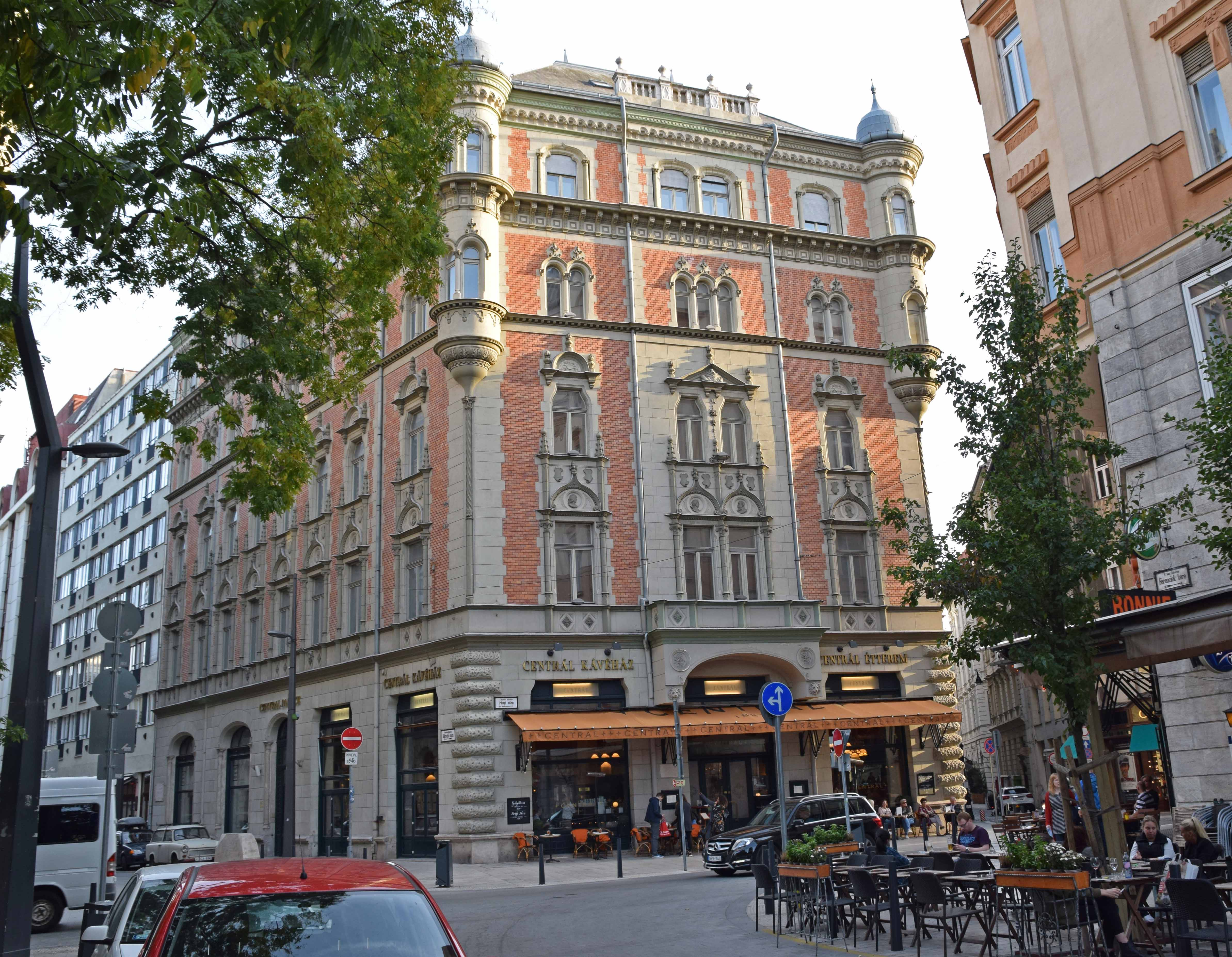
5 Geschosse alt (Mitte), 8 Geschosse neu (links). Budapest. Belváros-Lipótváros, Innenstadt-Leopoldstadt. V. Bezirk

### Migranten
Gründerzeitviertel wurden seit den 1960er Jahren, wegen damals durchweg günstiger Mieten, zum bevorzugten Wohnort für Gastarbeiter, insbesondere aus der Türkei. Gleichzeitig verließen viele Deutsche diese Viertel, weil sie ihren gehobenen Wohnansprüchen nicht mehr entsprachen, infolge kam es zu einem Bevölkerungsaustausch. Es entstanden türkische Viertel, mit türkischen Geschäften, Lokalen, Vereinen und den sogenannten Hinterhofmoscheen; besonders ausgeprägt in West-Berlin (Kreuzberg, Wedding und Neukölln).
In einer zweiten Zuzugswelle kamen etwa ab Ende des 20. Jahrhunderts Migranten mit den Schwerpunkten Balkanhalbinsel, Vorderasien und Zentralasien hinzu. Der Bevölkerungsanteil mit Migrationshintergrund stieg weiter an und tendierte hier in manchen Schulen gegen 90 % (z. B. die Rütlischule in Neukölln). Es entstand eine weithin muslimisch geprägte Parallelgesellschaft mit niedrigerem Bildungsniveau und manche Gründerzeitviertel wurden zu Problemvierteln (z. B. Neukölln).

### Häuserkampf und Sanierungen
Anfang der 1970er Jahre kam es in  Auseinandersetzungen um Grundstücksspekulationen im Frankfurter Westend zu ersten Häuserkämpfen (Frankfurter Häuserkampf).
Im Laufe der 1970er Jahre wurden in Westdeutschland und West-Berlin in Gründerzeitvierteln Flächensanierungen durchgeführt. Darauf kam es in den 1980er Jahren zu Protestbewegungen. In zum Abbruch freigegebenen Gebäuden fanden insbesondere in Hamburg (Hafenstraße) und West-Berlin Hausbesetzungen statt.
Bei der Stadtplanung kam es, auch unter dem Eindruck der Hausbesetzungen, im Laufe der 1980er Jahre zum Umdenken, hin zur Behutsamen Stadterneuerung der Gründerzeitviertel, die nach der politischen Wende ausschließlich in Ostdeutschland zur Anwendung kam.

Häuserkampf und Sanierungen
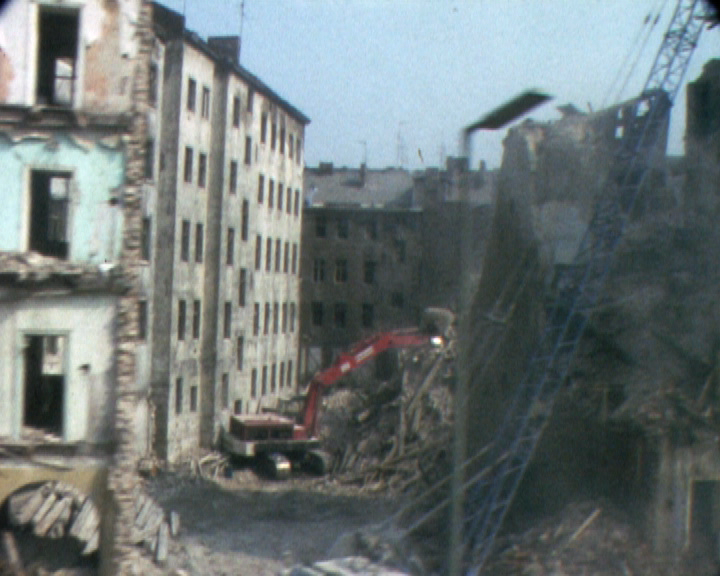
Kompletter Abriss bei einer Flächensanierung. Berlin-Kreuzberg, 1980
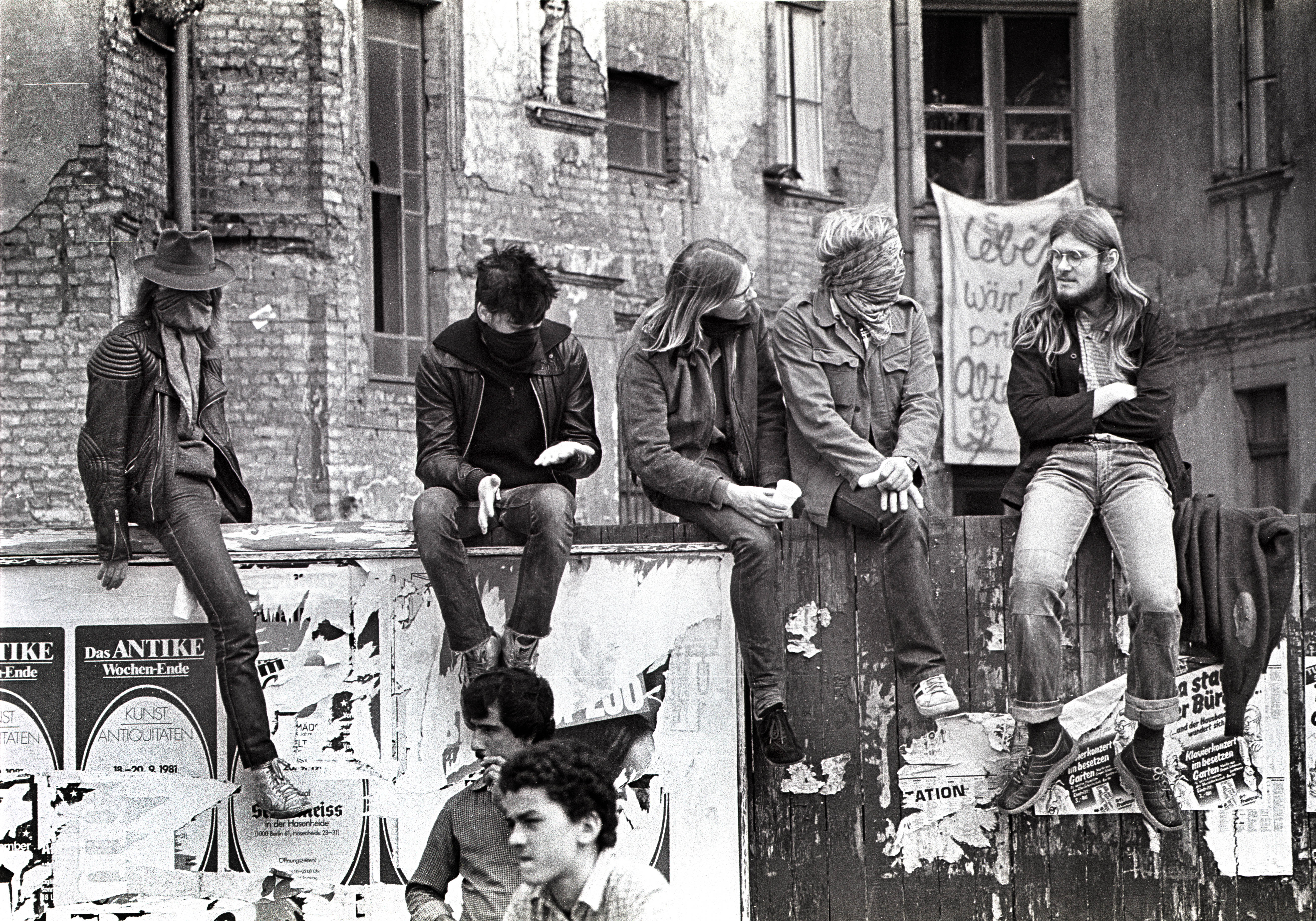
Hausbesetzer in Kreuzberg, 1981
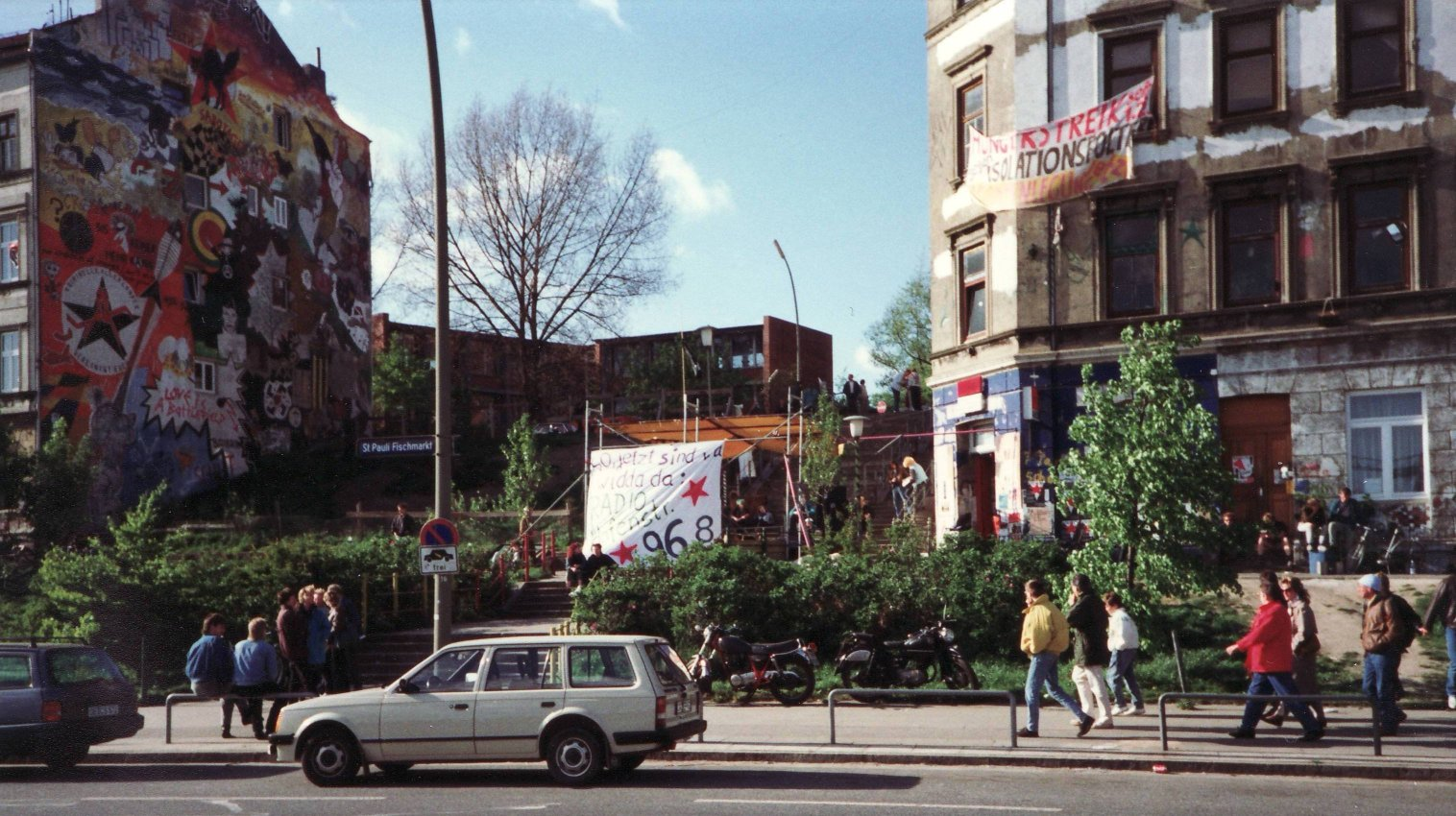
Hamburg, Hafenstraßen-Häuser, 1989
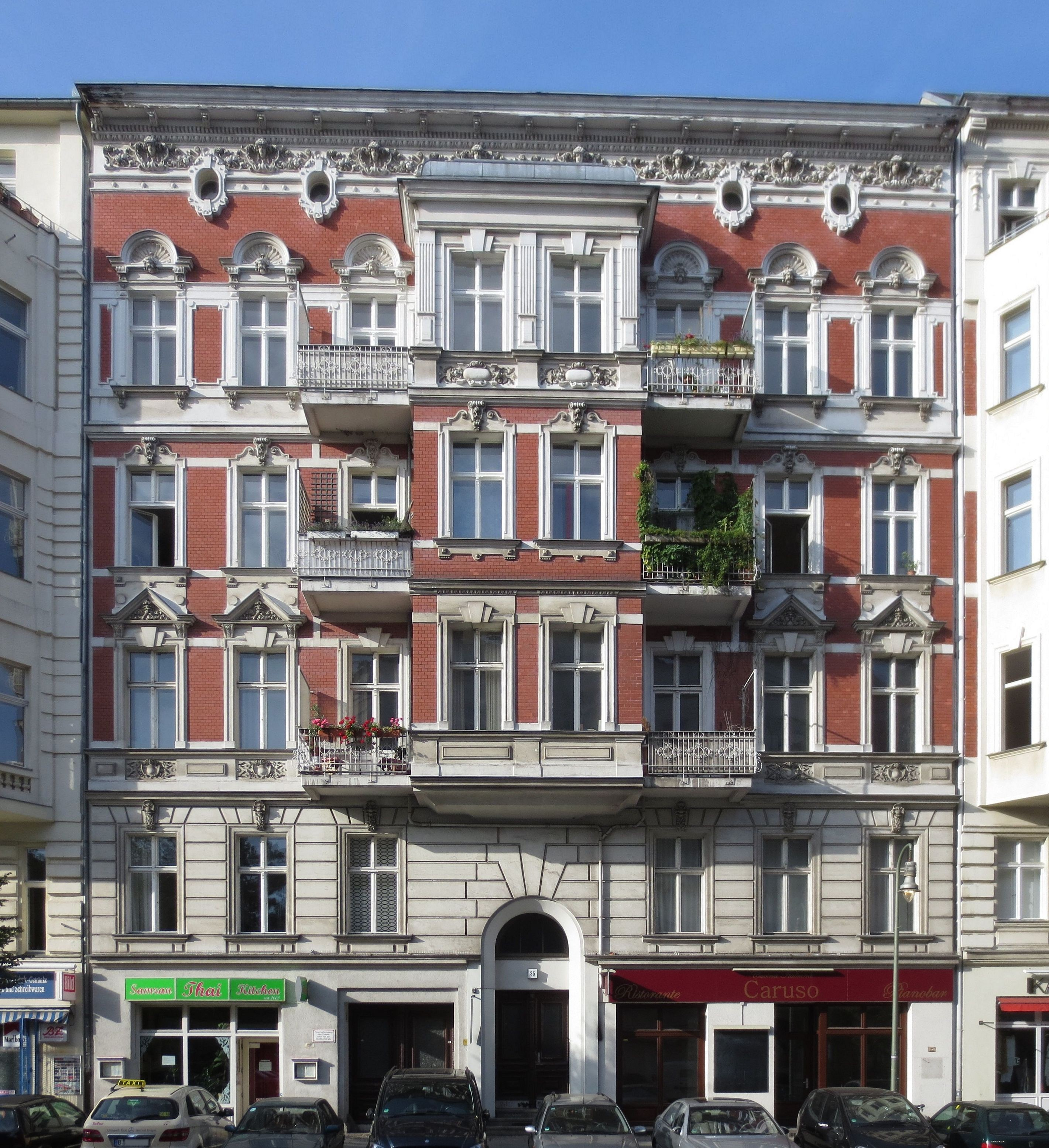
Infolge einer Besetzung vor Abriss bewahrtes Haus, Berlin-Schöneberg, 2013

### Wohnungsbesetzungen in der DDR

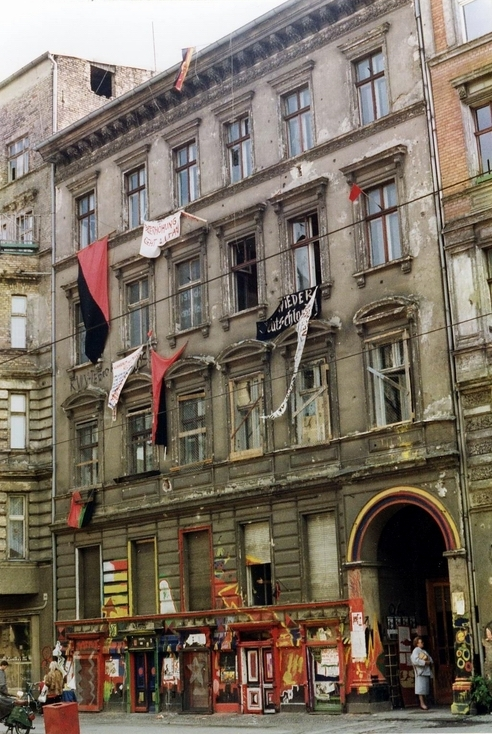
Besetztes Haus Juni 1990. Berlin-Prenzlauer Berg

In der DDR standen staatseigene Häuser, insbesondere in Gründerzeitvierteln, ab den 1970er Jahren häufiger leer, die zum Schwarzwohnen genutzt wurden. Auch Angela Merkel wohnte Anfang der 1980er Jahre zwischenzeitig schwarz. In den 80ern konnte sich hier eine Subkultur in einem künstlerischen und studentischen Milieu entwickeln. Als zur politischen Wende 1989 durch Ausreisen zusätzlicher Wohnraum frei wurde, kam es zu weiteren Wohnungsbesetzungen.

### Kiez
Seit den 1990er Jahren wurde der Begriff ‚Kiez‘ insbesondere in Berlin für ein abgeschlossenes Wohnquartier populär, vergleichbar mit dem Wiener Grätzl oder im weiteren Sinne auch mit dem Kölner Veedel. Mit Kiez bezeichnete Quartiere sind nahezu immer im Krieg verschont gebliebene Gründerzeitviertel, meist in Insellage der perforierten Städte, wodurch sich ein identitätsstiftendes Zugehörigkeitsgefühl entwickelte.
Die Viertel waren bei Jugendlichen und Studenten als preiswerter Wohnort unweit von Innenstädten und Hochschulen seit Jahrzehnten beliebt und entwickelten sich insbesondere in Berlin, auch gefördert durch den Mauerfall, zu Szenevierteln. Häuser im schlechteren baulichen Zustand und entsprechend niedrigen Mieten wurden zur typischen Wohnstätte der Alternative Szene. Die Kieze mit ihrem Milieu sowie ihren Läden und Kneipen wurden, wiederum insbesondere in Berlin, schließlich auch beim zuziehenden Bürgertum beliebt und es kam zur Gentrifizierung. In neuerer Zeit kam der Begriff ‚Kiez‘ in Deutschland in Mode und wird für Stadtviertel aller Art benutzt.
In Dresden wurde ein Kiez sogar zu einer eigenen „Republik“ ausgerufen. Im bereits zur DDR-Zeit entstandenen Szeneviertel Neustadt (Bilder siehe: Dresden) wurde eine Woche vor der Währungsunion von 1990, als Gegenpol zur anbrechenden kapitalistischen Ära, die Bunte Republik Neustadt (BRN) ausgerufen, mit eigenem „Pass“, eigener „Verfassung“ und eigener Währung. Minister für „Wehrkraftzersetzung“ und „Unkultur“ wurden benannt und Schilder an den Zugängen zur Neustadt aufgestellt: „Sie betreten den demokratischen Sektor der bunten Republik Neustadt.“

### Gentrifizierung

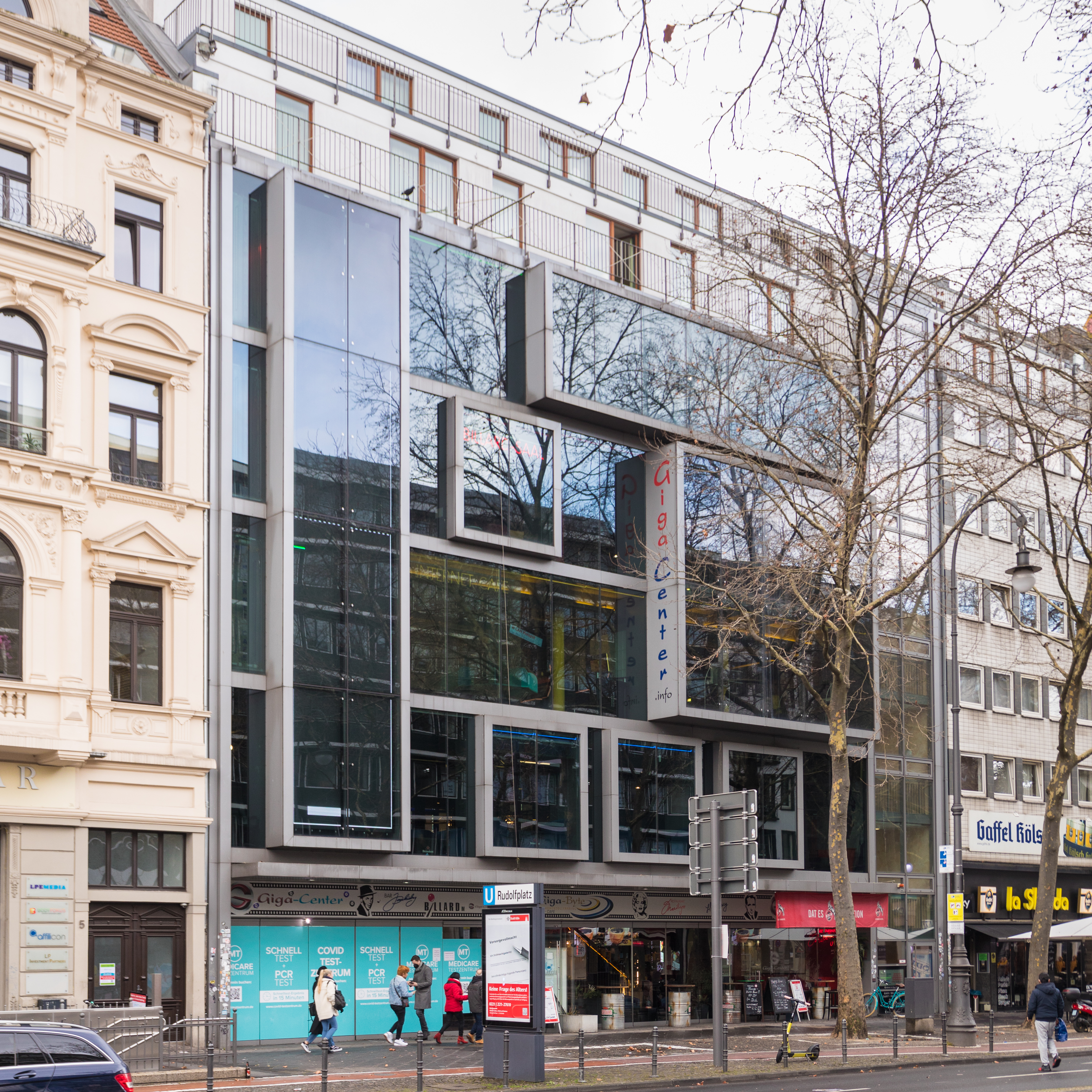
Drei Epochen im Jahre 2022,
links: Gründerzeit/Historismus,
rechts: Nachkriegszeit/Wiederaufbau,
Mitte: Neubau mit Luxus-Terrassenwohnungen auf dem Dach;
Hohenzollernring, Neustadt-Nord, Köln

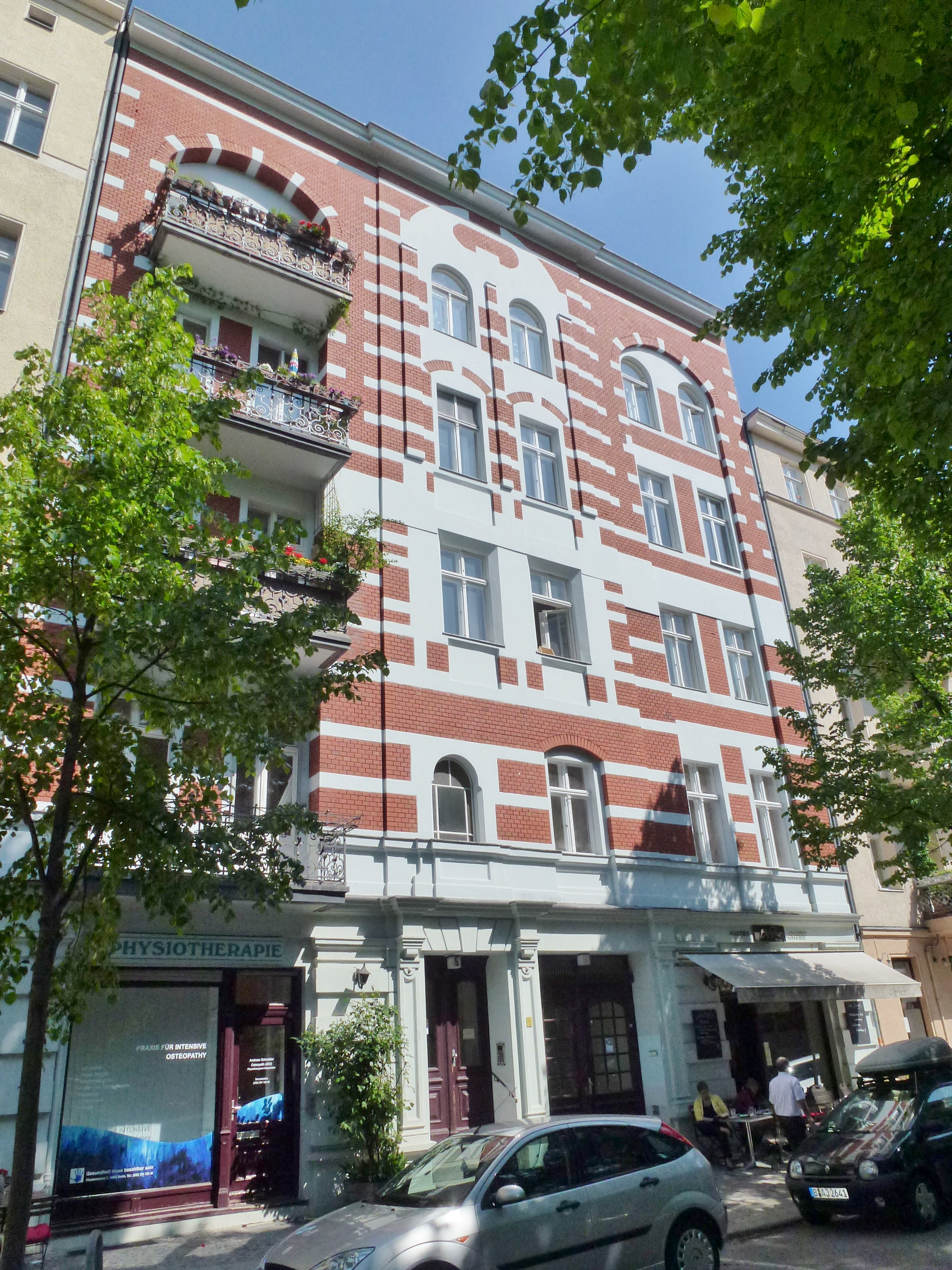
Klausenerplatz,
Berlin-Charlottenburg, 2013

In neuerer Zeit kam es in manchen Gründerzeitvierteln, in einer Kehrtwende gegenüber der Nachkriegszeit (siehe: Migranten), wiederum zu einem Austausch ganzer Bevölkerungsgruppen (Gentrifizierung). Gründerzeitviertel wurden durch Stadtsanierungen und Spekulationsprojekte privater Bauträger baulich aufgewertet. Innenbereiche der Häuserblocks wurden entkernt, durch Abriss von Schuppen und unattraktiven Neben- und Hinterhäusern. Es entstanden begehrte Wohnlagen, die Mieten stiegen stark an und ein meist jüngeres, zahlungskräftiges Publikum zog zu. In Berlin verdrängte in sanierten Vierteln ein zugezogenes Bürgertum die alteingesessene Bevölkerung. Das Klischee der „Schwaben“, die vor allem dem Ortsteil Prenzlauer Berg zugeordnet wurden, etablierte sich als Schlagwort dieser Entwicklung. Die Herkunft der „Schwaben“ muss dabei nicht mit der Region Schwaben übereinstimmen. Die Berliner Morgenpost ermittelte im Jahr 2016, dass Stuttgart nur auf Platz 12 der Städte-Rangliste der nach Berlin Zugezogenen kommt, weit hinter Hamburg auf Platz 1.
Da die Gründerzeitviertel, mit ihrer meist innenstadtnahen Lage, sehr gut vom öffentlichen Personennahverkehr (ÖPNV) erschlossen sind (siehe: Öffentlicher Personennahverkehr) und zudem viele Wege zu Fuß oder mit dem Fahrrad bequem zu bewältigen sind, ist ein eigenes Auto nicht unbedingt nötig. Deshalb wurden die Quartiere auch zum bevorzugten Wohnort von Bevölkerungskreisen mit besonderer Affinität zu Umweltschutz und ÖPNV, zudem wegen des historischen Ambientes von Jungen Kreativen.
Im 21. Jahrhundert begann man gesichtslose Nachkriegsbauten durch neuere Architektur zu ersetzen, wodurch interessante Gegensätze zum Historismus der Gründerzeit entstanden.

### Gründerzeitviertel als modernes Leitbild
Die Strukturen der Gründerzeitviertel wurden in neuerer Zeit sogar zum städtebaulichen Leitbild, als wichtiger Beitrag einer nachhaltigen Stadtentwicklung.
„Städtebauliches Leitbild der Gründerzeit- und Jugendstilviertel ist die Nutzungsmischung von Wohnen, Arbeiten und sonstigen Nichtwohnnutzungen […] Die Bebauungsdichte und die Nutzungsmischung gilt seit der Neuen Charta von Athen (2003) wieder als städtebauliches Leitbild der europäischen Verbände für Stadtplanung und Architektur. Seit 2007 wurde dieses Leitbild der Nachhaltigen europäischen Stadt auch in der Leipzig Charta von den Bauministern Europas verabschiedet […] Dabei lassen sich Verkehrsströme in der Stadt der kurzen Wege signifikant reduzieren. Eine sog. qualifizierte Dichte der Bebauung hilft dauerhaft Kosten zu sparen und preiswerten Wohnraum zu schaffen.“

## Unterschiede in West- und Ostdeutschland
Die Gründerzeitviertel in West- und Ostdeutschland besitzen heute durch mehrere Gründe ein unterschiedliches Erscheinungsbild. Wobei West-Berlin eher ostdeutschen Verhältnissen entspricht, mit während der deutschen Teilung stark vernachlässigten und danach sanft sanierten Gründerzeitvierteln, da sich West-Berlin von den teilweise flächendeckend zerstörten und modern wieder aufgebauten westdeutschen Großstädten erheblich unterschied (siehe z. B. Bild Berlin-Kreuzberg am Artikelanfang).

### Industrialisierung
Im Deutschen Kaiserreich war neben dem Ruhrgebiet insbesondere Sachsen mit seinem Umfeld ein Schwerpunkt der Industrialisierung. Großer Reichtum entstand durch die Textilindustrie, auch über die sächsischen Grenzen hinaus (z. B. in Gera) und in Folge durch die Textilmaschinenbau- und Maschinenbauindustrie. Wovon heute noch prächtige Gründerzeitviertel, auch in kleineren Städten, zeugen.

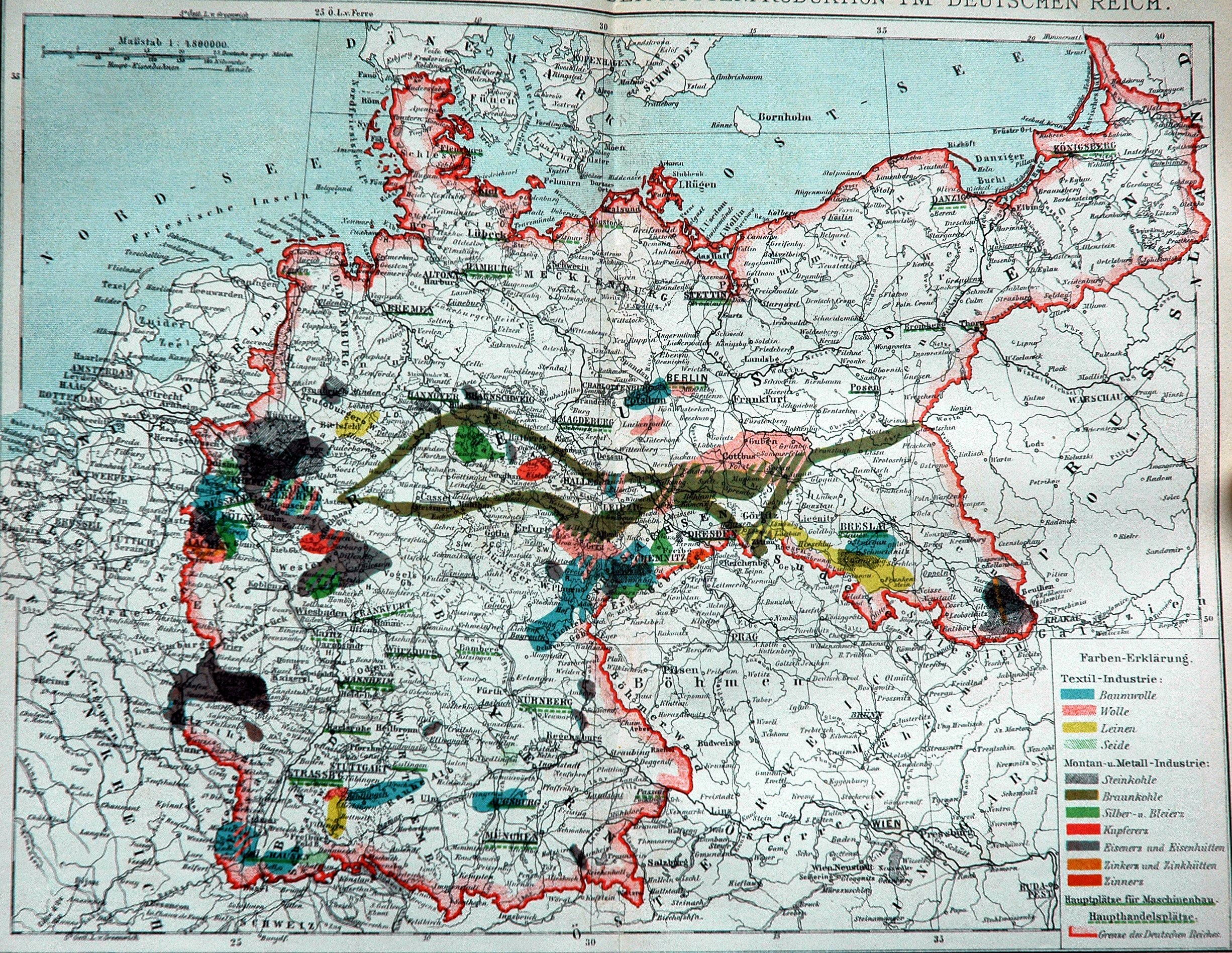
Deutsches Reich um 1890. Bodenschätze und Industrie, mit einem Schwerpunkt in Sachsen
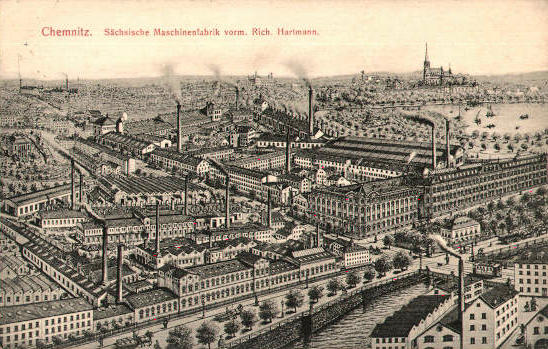
1870 gegründete Sächsische Maschinenfabrik in Chemnitz, um 1905
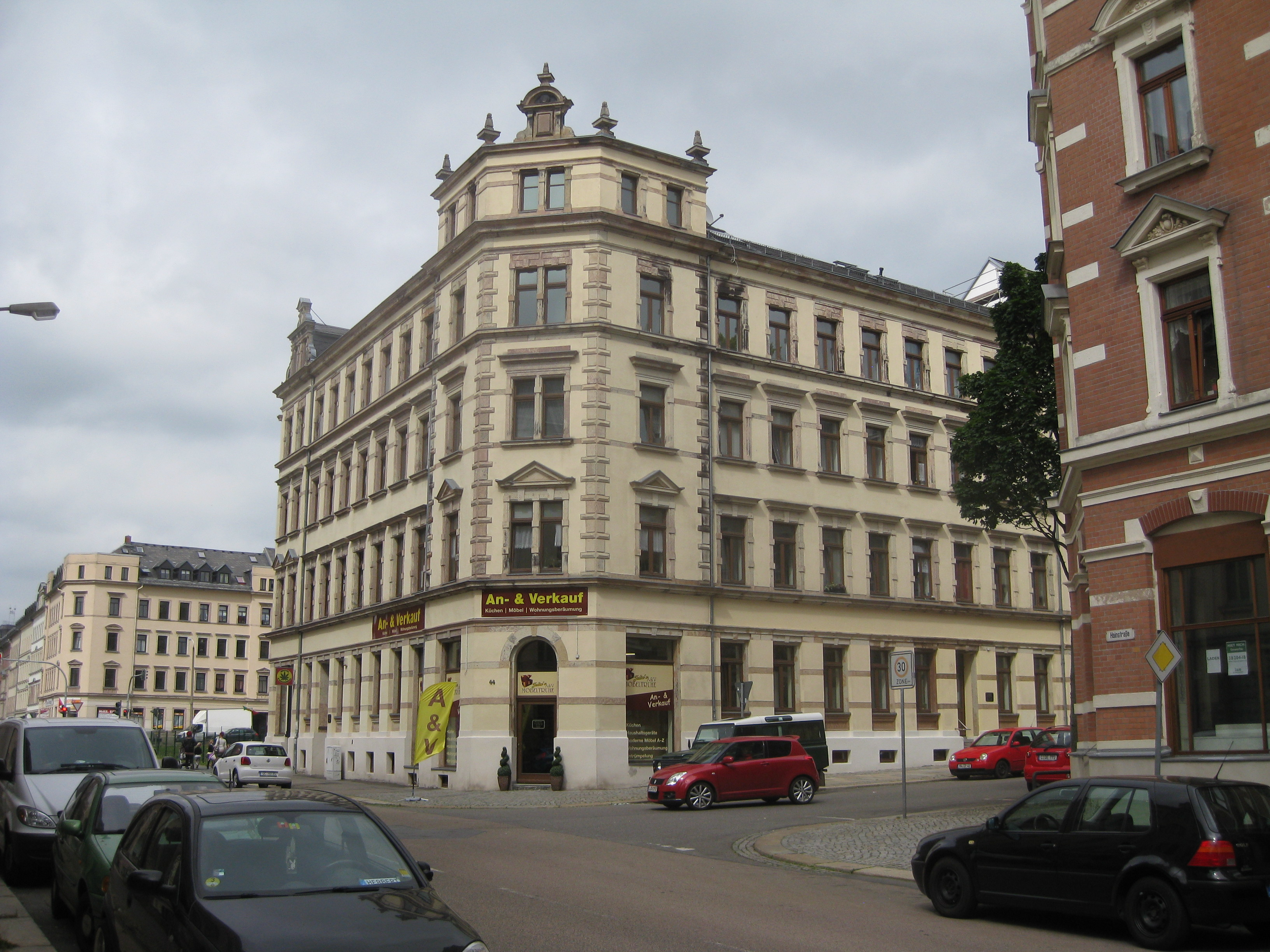
Gründerzeitviertel Sonnenberg in Chemnitz, 2014

Werkzeugmaschinenfabriken in Deutschland im Jahre 1846:
| - Raum Chemnitz/Zwickau: ca. 135 Fabriken - Dresden: ca. 60 Fabriken - Berlin: 38 Fabriken | - Leipzig: 18 Fabriken - Köln: ca. 5 Fabriken - Mittelfranken: ca. 5 Fabriken |

Durch den großen Reichtum in Mitteldeutschland wurden neben neuen Gründerzeitvierteln am Rande der damaligen Städte zudem mancherorts die mittelalterlichen Altstädte nahezu komplett abgebrochen und im Stil der Gründerzeit neu erbaut, wie beispielsweise in Halle (Saale) oder auch der Kleinstadt Greiz.
Zudem entstanden in Sachsen und im näheren Umland überdurchschnittlich viele Fabrikanlagen im historistischen Stil der Gründerzeit, die auch in Form von Schlössern und Burgen, zum Teil mit Parks, angelegt wurden. An den Rändern dieser Städte zeugen viele Villen vom einstigen Reichtum. Die Bauten wurden in der DDR-Zeit weitgehend vernachlässigt und im Aufbau Ost vielfach durch Förderprogramme behutsam saniert, wodurch durch Industrie und Gründerzeit geprägte Städte weit über die Altstadt hinaus zu Sehenswürdigkeiten wurden (z. B. Leipzig, Görlitz).

### Zweiter Weltkrieg

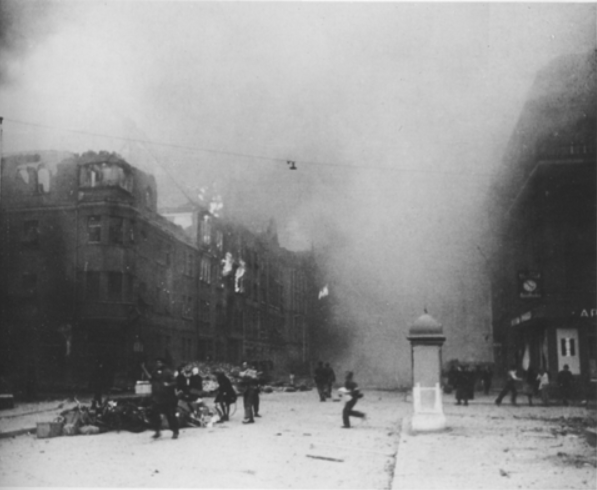
Westliches Gründerzeitviertel in Schweinfurt nach einem Bombenangriff

Im Zweiten Weltkrieg wurden die Gründerzeitviertel infolge ihrer Lage nahe an Innenstädten, Bahnhöfen oder der Industrie, insbesondere in Westdeutschland, relativ stark zerstört.
In Berlin konnte trotz vieler Angriffe aufgrund der Größe der Stadt und Topografie kein Feuersturm entfacht werden. So kam es hier zu teilweise sehr starker, aber nicht flächendeckender Zerstörung, weshalb eine enorme Bausubstanz aus der Gründerzeit erhalten blieb, wie sie kaum eine andere Stadt aufweisen kann, am ehesten Wien und Leipzig.
Im damaligen Mittel- bzw. heutigen Ostdeutschland blieb aufgrund beschränkter Reichweiten der alliierten Bomber, bzw. höherer Risiken durch längere Anflüge, wesentlich mehr historische Bausubstanz erhalten als in Westdeutschland, mit Ausnahmen, wie Dresden, Chemnitz, Magdeburg und Frankfurt (Oder). Nahezu komplett wurden in Ostdeutschland lediglich Zerbst und Dessau zerstört, letzteres aufgrund der Junkers Flugzeug- und Motorenwerke.
Hingegen wurden in Westdeutschland zahlreiche größere und auch kleinere Städte nahezu flächendeckend zerstört; insbesondere Städte in Nordrhein-Westfalen, aber auch darüber hinaus: Hildesheim, Kassel, Hanau, Darmstadt, Mannheim, Ludwigshafen am Rhein, Pforzheim, Friedrichshafen, Heilbronn, Würzburg und andere, bis hin zu kleineren Städten, wie Crailsheim.
Beispielsweise gilt Bonn als eine der wenigen Städte im Westen, die noch großflächig weitgehend erhaltene Gründerzeitviertel (insbesondere die Süd- und Weststadt, die zusammen sogar als eines der größten erhaltenen und zusammenhängenden Viertel in Deutschland gelten) bewahren konnte, wenngleich es beinahe 100 % seiner mittelalterlichen Altstadt einbüßen musste.

### Zeit danach

#### Westdeutschland
Im Westen wurden die Kriegsbaulücken meist rasch, bereits in den 1950er Jahren, geschlossen (siehe: Nachkriegszeit). In der Nachkriegszeit wurden historische Fassaden öfters purifiziert: der Stuck wurde abgeschlagen und Holz-Sprossenfenster durch neue, industriell gefertigte Fenster (Alu, Kunststoff) ersetzt; gleiches geschah häufig bei Geschäftsräumen oder Gaststätten in den Erdgeschossen. Ausstattungen mit liebevollen, handwerklichen Details (Geländer, Gitter, Jugendstil-Eisenstützen) wichen Industrieware aus dem Katalog. Schließlich verloren vielerorts noch erhaltene Fassaden ihren historischen Charakter durch die Anbringung von Wärmedämmung.
Als schließlich ein Umdenken einsetzte – zur Wärmedämmung erst in neuester Zeit – war die historische Bausubstanz meist weitgehend verloren.

#### Ostdeutschland

##### DDR-Zeit

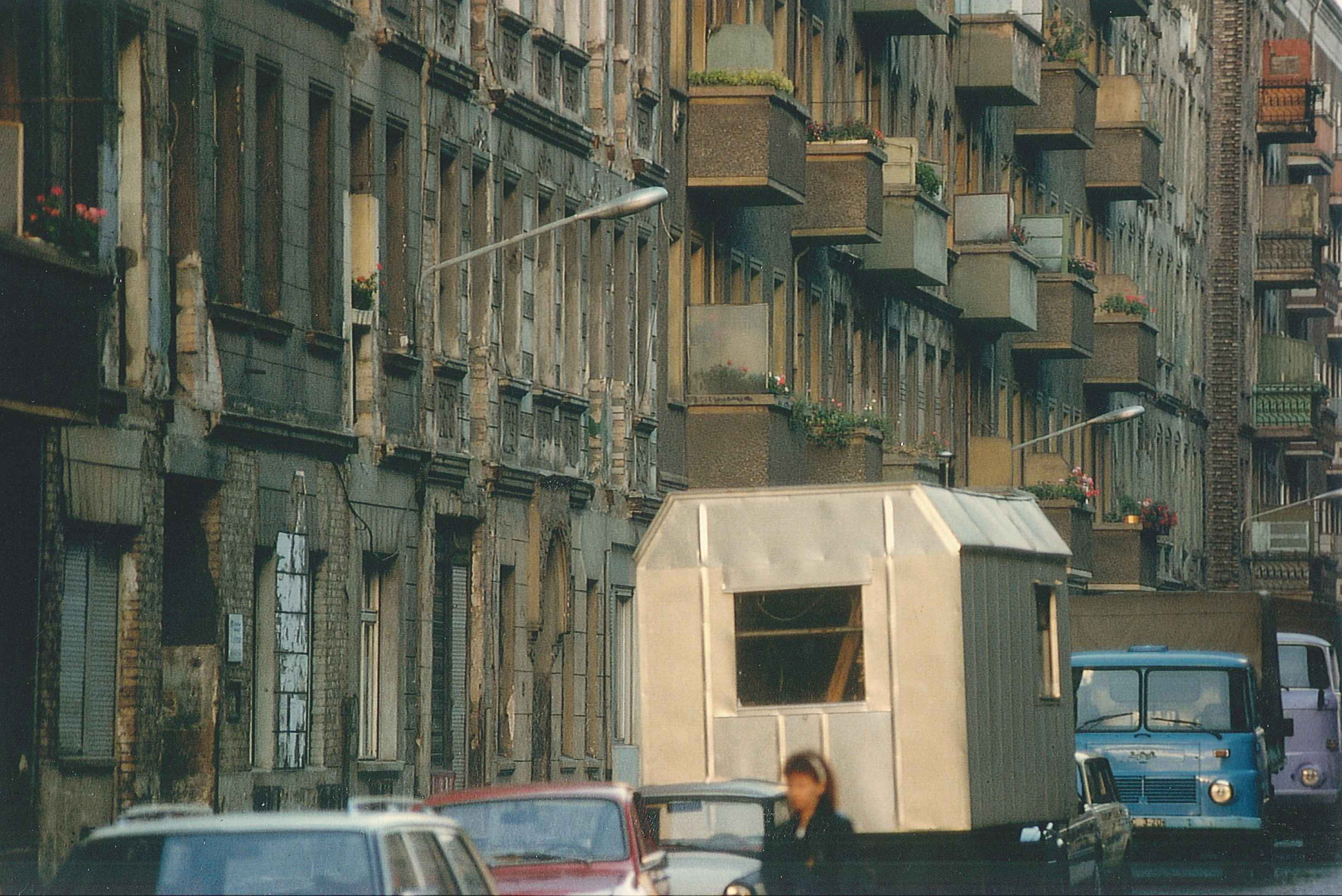
…und Berlin-Friedrichshain 1991

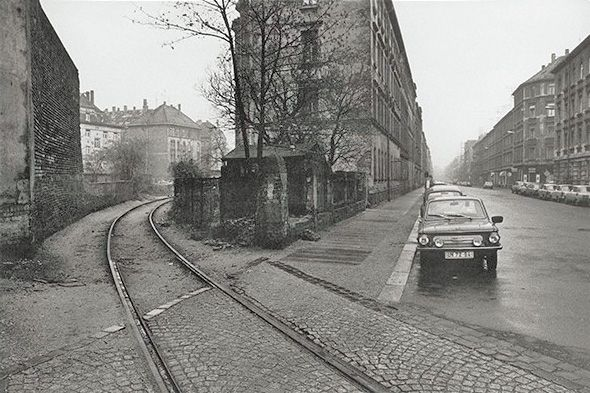
Vernachlässigte Gründerzeitviertel in DDR-Zeit: Leipzig-Plagwitz, 1989…

In der DDR wurden neben den Altstädten auch die Gründerzeitviertel vernachlässigt und fristeten ein Schattendasein, mit wenigen Ausnahmen, wie Rekonstruktionen im Kollwitzkiez zur 750-Jahr-Feier Berlins. Anstelle aufwendiger und teurer Wohnungssanierungen in den Innenstädten wurde an den Stadträndern in Großsiedlungen mit Plattenbauten preisgünstigerer, neuer Wohnraum zeitgemäßen Standards geschaffen.
Aufgrund der Mangelwirtschaft in der DDR blieb den Gründerzeitvierteln die Purifizierung erspart. Infolge der politischen Wende wurden sie gerade noch vor dem Verfall gerettet, bzw. vor großflächigen Abbruchplänen bewahrt. In Leipzig wurde in Folge der 1. Leipziger Volksbaukonferenz im Januar 1990 ein Abriss-Stopp durchgesetzt.

##### Aufbau Ost
Im Aufbau Ost wurden in Stadtsanierungsprogrammen neben den mittelalterlichen Stadtkernen auch die Gründerzeitviertel umfassend gefördert, für eine behutsame Stadterneuerung.
Häuser aus der Gründerzeit, wie auch aus anderen Epochen, wurden nicht nur saniert, sondern bei Bedarf auch teilrekonstruiert.
Entscheidend für das Gelingen der Sanierungen waren auch die gut ausgebildeten ostdeutschen Bauhandwerker, die auch im Westen begehrt waren. Sie hatten zudem gelernt, mit der DDR-Mangelwirtschaft umzugehen, zu improvisieren und vorhandene Baustoffe und Teile so weit wie möglich wieder zu verwenden, was für authentische Sanierungen historischer Bauten von größter Bedeutung ist.
Durch das Zusammenspiel dieser Faktoren (siehe auch: Zweiter Weltkrieg) gilt der Aufbau Ost unbestritten im Bereich der Stadtsanierungen als gelungen. Die historische Bausubstanz ist heute in den ostdeutschen Gründerzeitvierteln wesentlich besser sichtbar als im Westen. Vollständig erhaltene Gründerzeitviertel gibt es im Westen nirgends mehr. Diese Entwicklung wurde, im Zusammenhang mit moderaten Mieten, auch zu einem Standortfaktor für Ostdeutschland.

### Heutige west-/ostdeutsche Unterschiede

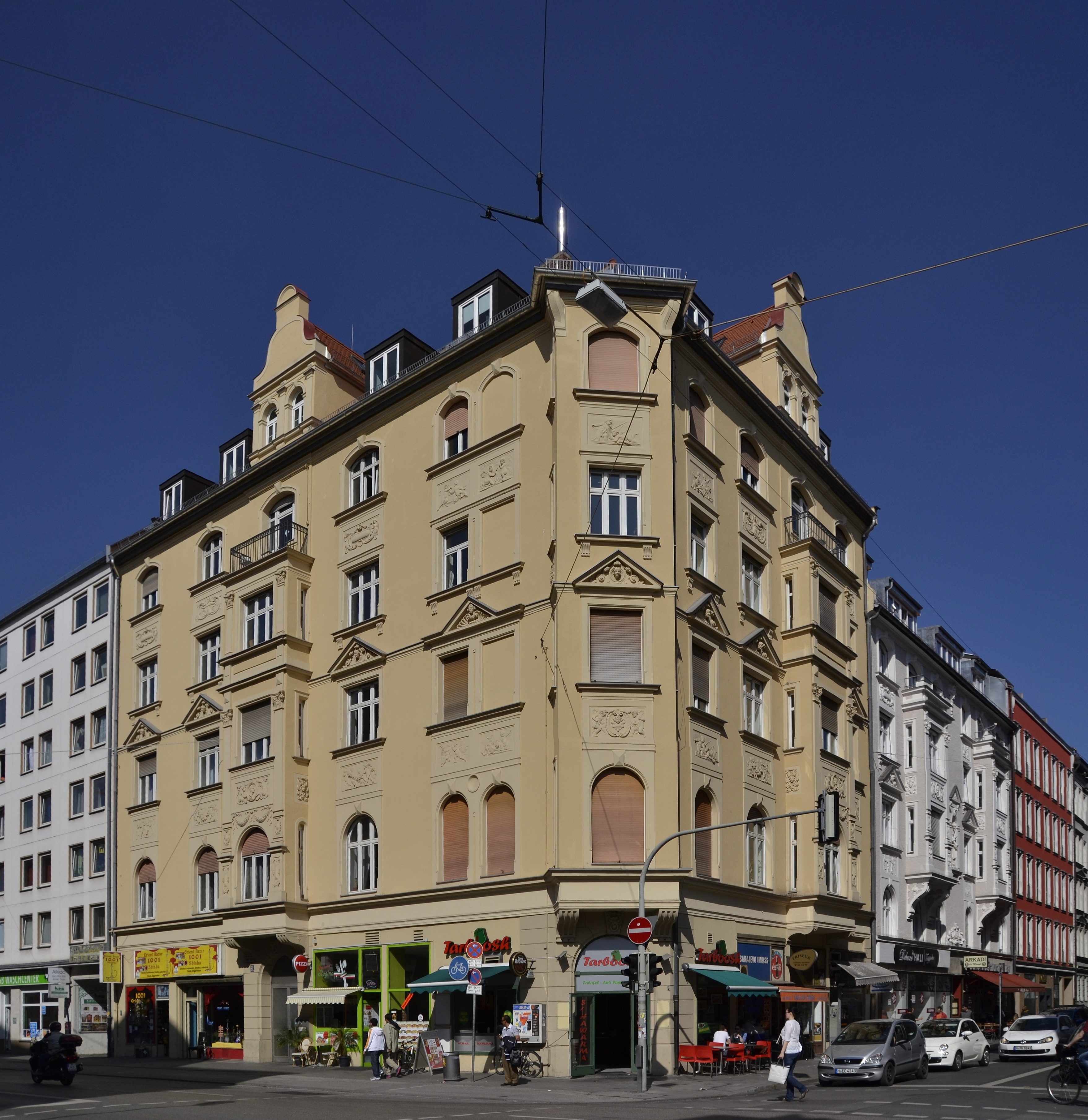
Westdeutschland München-Ludwigsvorstadt: Typisches westdeutsches Gründerzeitviertel: Mischung aus Gründerzeit- und Nachkriegshäusern, mit vielen Eingriffen in die historische Bausubstanz, 2014
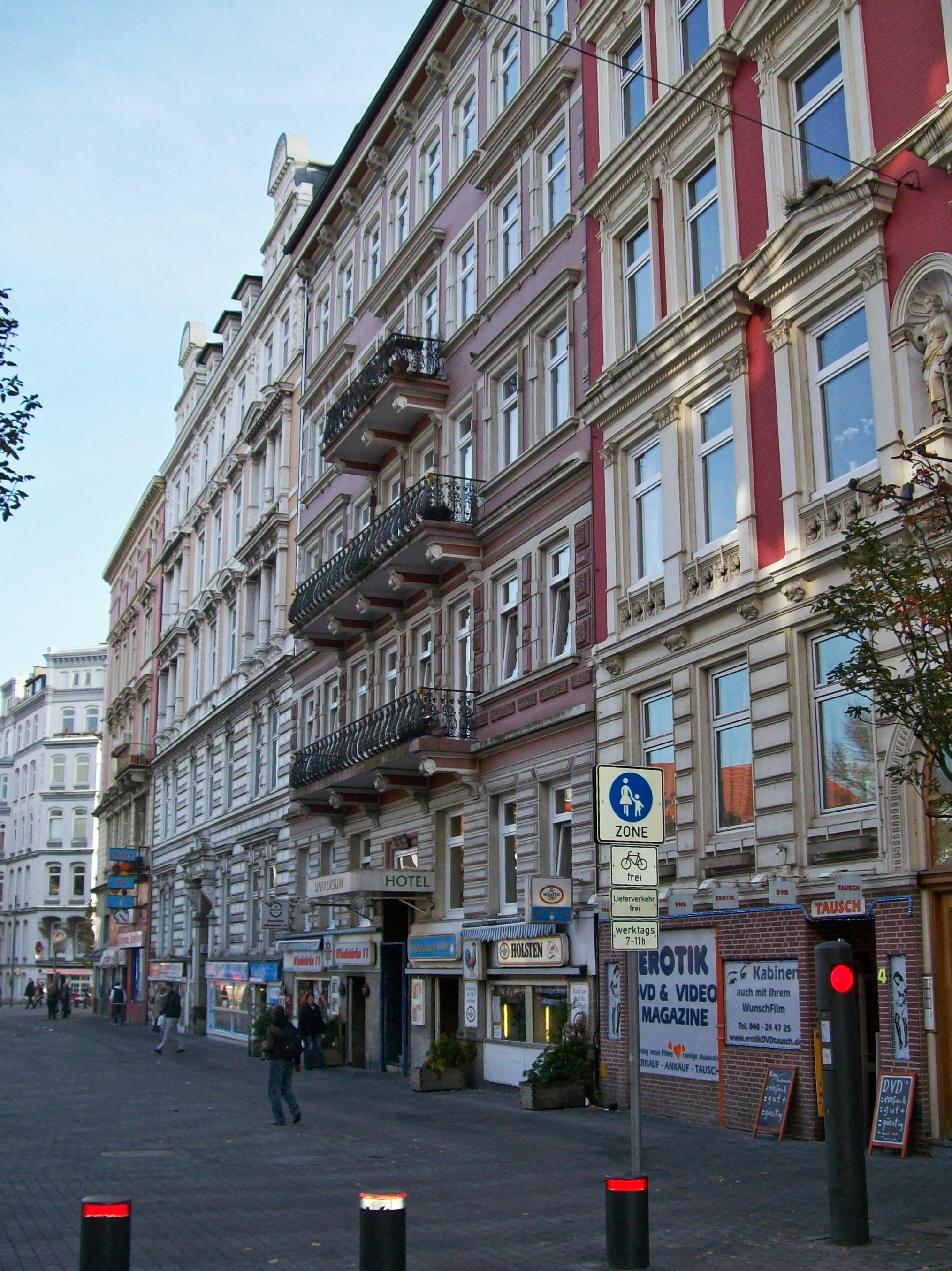
Westdeutschland Hamburg-St. Georg: Komplett erhaltene Häuserzeile aus der Gründerzeit, mit vielen Eingriffen aber Hamburger Flair, 2011
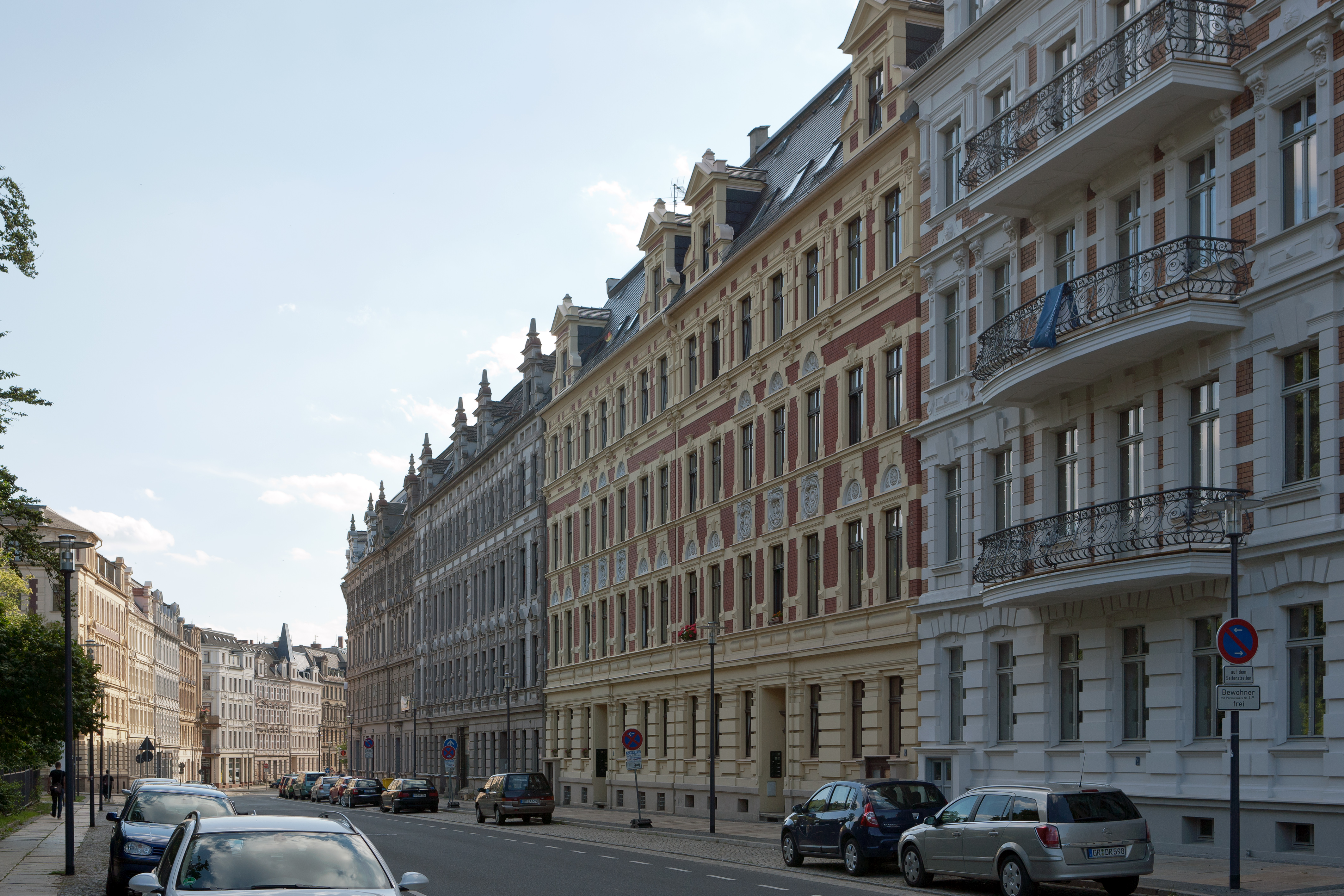
Ostdeutschland Typisches ostdeutsches Gründerzeitviertel. Behutsame Stadterneuerung; ehemalige Frauen- und Reichenbacher Vorstadt; Innenstadt von Görlitz, 2011
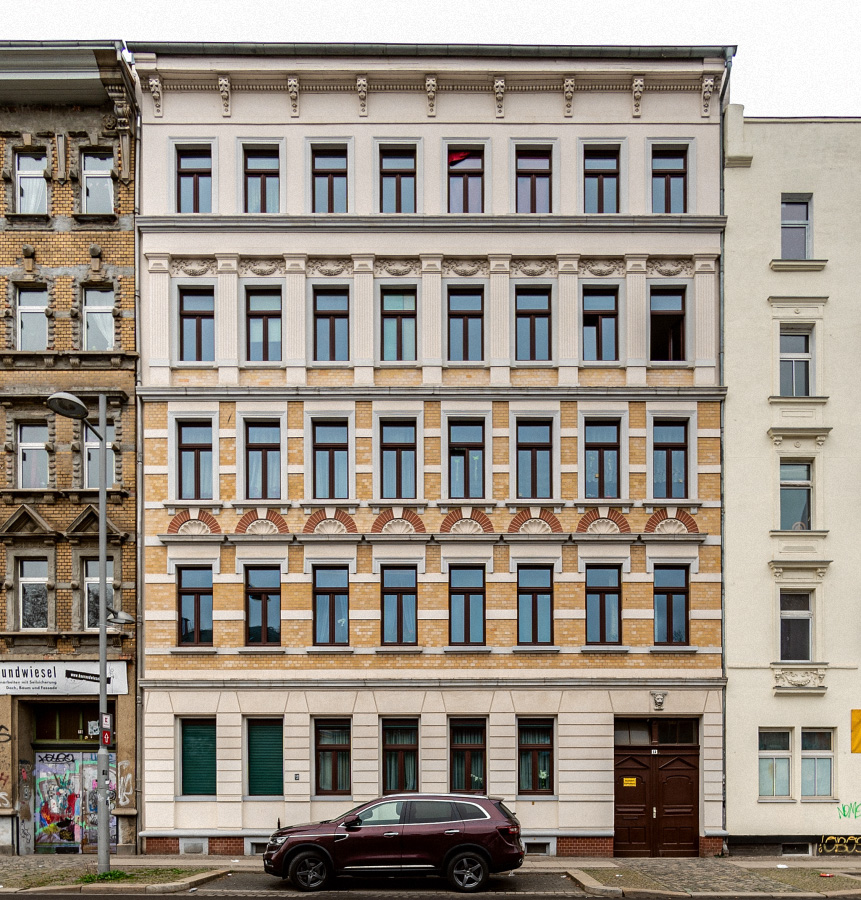
Ostdeutschland Leipzig-Lindenau: links: gut erhaltenes Haus Mitte: behutsam saniert, rechts: totsaniertes Haus (in Ostdeutschland selten); 2021

- Ostdeutschland
Typisches ostdeutsches Gründerzeitviertel.
Behutsame Stadterneuerung;
ehemalige Frauen- und Reichenbacher Vorstadt;
Innenstadt von Görlitz, 2011
- Ostdeutschland
Leipzig-Lindenau: 
links: gut erhaltenes Haus
Mitte: behutsam saniert,
rechts: totsaniertes Haus
(in Ostdeutschland selten); 2021